# Histoire de la Sicile

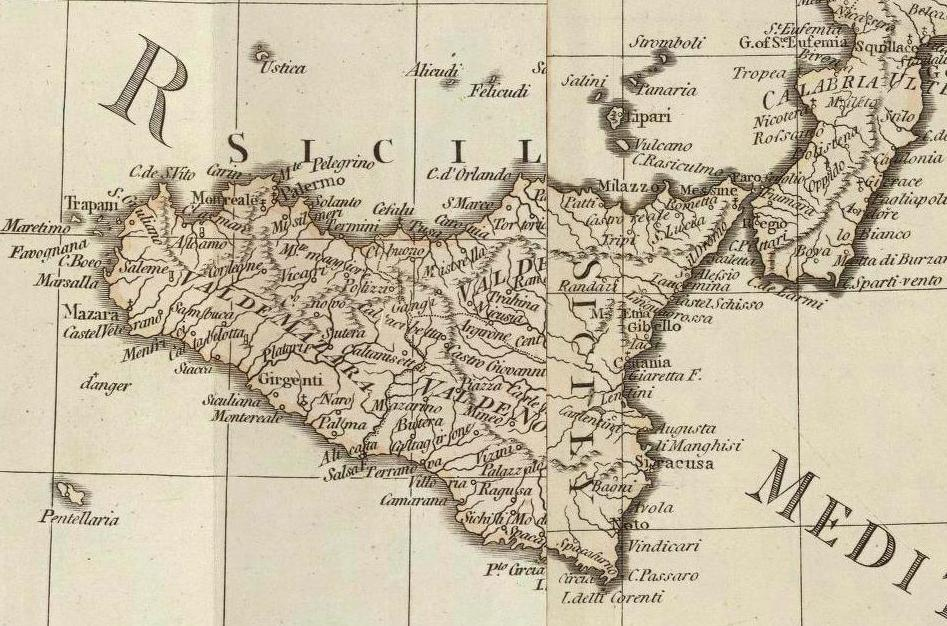
La Sicile sur une carte anglaise de la mer Méditerranée de 1785.

L'histoire de la Sicile a vu l'île être contrôlée par plusieurs importantes puissances méditerranéennes : Carthaginois, Grecs, Romains, Vandales, Ostrogoths, Byzantins, Arabes, Aragonais, mais aussi connaître de longues périodes d'indépendance aux temps des autochtones élymes, sicanes et sicules, des Sicéliotes helléniques, des Kalbites musulmans et du royaume de Sicile fondé en 1130 par Roger II de Sicile, membre de la famille normande de Hauteville. Parfois, l'île a été au cœur des grandes civilisations, parfois elle n'a été qu'un territoire colonial, terre d'immigration et d'émigrants à travers les époques.
La Sicile est la plus grande île de la Méditerranée, tirant dès l'antiquité sa richesse de ses ressources naturelles et de sa situation centrale au carrefour des routes commerciales entre le Ponant et le Levant, l'Europe et l'Afrique. Par exemple, Cicéron et al Idrissi décrivent respectivement Syracuse et Palerme parmi les plus grandes et belles villes du monde hellénique et du Moyen Âge.
Pendant la période normande, la Sicile était prospère et politiquement puissante, devenant l'un des États les plus riches de toute l'Europe. En raison de la succession dynastique, le royaume passa aux mains de la maison de Hohenstaufen. À la fin du XIIIe siècle, à l'issue des Vêpres siciliennes, l'île est conquise par la couronne d'Aragon sur celle d'Anjou : aux siècles suivants, elle échoit aux Espagnols qui éradiquent toute autre obédience que le catholicisme, et aux Bourbons, tout en préservant une substantielle indépendance jusqu'en 1816.
Depuis la création de l’État normand jusqu'en 1860, l'histoire de la Sicile est marquée par une lutte récurrente entre l'affirmation de l'autorité royale centrale et l'emprise de la grande noblesse sicilienne qui défend une certaine indépendance.
L'histoire économique de la Sicile rurale s'est concentrée sur son économie de latifundium, due à la centralité des grands domaines originellement féodaux consacrés à la culture céréalière et l'élevage, qui se développèrent au XIVe siècle et perdurèrent jusqu'à la Seconde Guerre mondiale.
La Sicile est à la fois la plus grande région de la République italienne et une région autonome d'Italie depuis 1944 avec sa propre culture.

## Historiographie

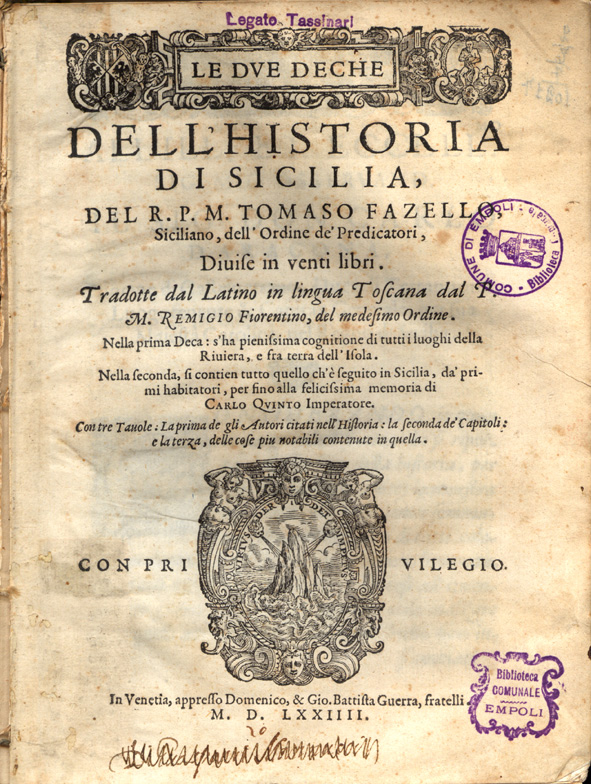
Dell'Historia di Sicilia (1574) de Tommaso Fazello, premier historien moderne de la Sicile.

Thucydide et Diodore de Sicile sont les principaux auteurs sur la Sicile antique. Les légendes, rejetées en tant que sources historiques par Ettore Pais, ont été analysées par Jean Bérard comme des témoignages de l'influence égéenne. Le manque de sources est progressivement compensé par les fouilles archéologiques de Paolo Orsi entre 1888 et 1935, puis Luigi Bernabò Brea à partir des années 1950 et de nombreuses universités étrangères après la Seconde Guerre mondiale.
L'histoire de la Sicile a longtemps été analysée comme une succession de dominations étrangères, depuis De rebus siculis (1558) de Tommaso Fazello, premier historien moderne de l'île. Ainsi Voltaire dit que la Sicile a « toujours été subjuguée par des étrangers ; asservie successivement aux Romains, aux Vandales, aux Arabes, aux Normands sous le vasselage des Papes, aux Français, aux Allemands, aux Espagnols ; haïssant presque toujours ses maîtres, se révoltant contre eux, sans faire de véritables efforts dignes de la liberté, et excitant continuellement des séditions pour changer de chaînes. » Rosario Gregorio, le premier, s'intéresse davantage au peuple sicilien qu'à la chronologie des conquérants.
Dans la première moitié du XXe siècle, les intellectuels antipositivistes Giovanni Gentile et Benedetto Croce puis l'historien Ernesto Pontieri contestent la lecture victimaire traditionnelle pour réhabiliter les tentatives libérales de la bourgeoisie méridionale et des Bourbons contrées par le conservatisme aristocratique. Après la Seconde Guerre mondiale, si les écrivains Giuseppe Tomasi di Lampedusa et Leonardo Sciascia romancent la vision d'une sicilianité intemporelle, des historiens modernisent ce regard, parmi lesquels en Italie Rosario Romeo avec Il Risorgimento in Sicilia et la recherche marxiste qui réhabilite les conflits sociaux et les mouvements paysans à travers les travaux de Paolo Alatri, Salvatore Francesco Romano et Francesco Renda. Michel Gras, Georges Vallet, Henri Bresc, Jean-Marie Martin, Maurice Aymard et Marie-Anne Matard-Bonucci renouvellent la connaissance historique de l'île en France. « Les relations entre la Sicile et les différents dominateurs présumés ont été fictives, liées à sa présence au sein d’empires multinationaux, tels que l’empire espagnol. La représentation de la Sicile opprimée par tant de dominateurs, aussi forte soit-elle, est donc une mystification qui n’a pas réellement d’appui solide sur les résultats de l’historiographie récente. »

## Formation géologique
La Sicile émerge lentement de la mer sous l'effet de la pression de la plaque africaine et de l'activité volcanique.
| Carte | Époque géologique     | Datation             |
| ----- | --------------------- | -------------------- |
|       | Tortonien             | 11 millions d'années |
|       | Messinien             | 7 millions d'années  |
|       | Pliocène              | 5 millions d'années  |
|       | Pléistocène inférieur | 1,8 million d'années |
|       | Pléistocène supérieur | 20 000 ans           |

## Préhistoire

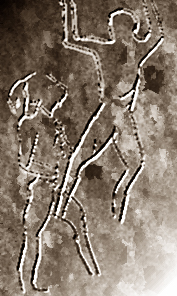
Gravures de la grotte de l'Addaura (détail).

Alors que la présence humaine sur la péninsule italienne remonte au Paléolithique inférieur (au moins 700 000 ans), les premiers habitants de l'île, des chasseurs-cueilleurs, y seraient arrivés, en passant par la péninsule italienne, vers 30.000 av. J.-C. comme l'attestent les fouilles de l'abri de Fontana Nuova près de Marina di Ragusa. Les gravures de la Grotte de l'Addaura sur le Mont Pellegrino et les peintures murales de la grotte du Genovese à Levanzo témoignent de l'occupation de l'ouest de la côte nord au Paléolithique supérieur, comme celle de la pointe sud-est à l'image de la grotte de San Teodoro à Acquedolci dans laquelle des sépultures ont été découvertes en 1937. Celles-ci prouvent un peuplement continu à partir de 15 000 avant JC, époque où la Sicile devait être recouverte de steppes, avec un climat sec et froid. Les grands mammifères du Pléistocène ayant disparu, les sapiens chassent hydrontin, le cerf, le renard et le bœuf, mangent également des mollusques terrestres et marins ainsi que des végétaux.
Lors du passage du Pléistocène à l'Holocène, la fonte des glaciers dessine le trait de côte actuel avec la disparition de la liaison terrestre avec le continent. 
À partir de 8 000 av. J.-C. apparaissent l'agriculture, l'élevage, mais aussi la céramique (celle de Stentinello) et la navigation qui permet d'accéder aux petites îles. Cette civilisation néolithique arrive en Sicile avec des humains originaires du Proche-Orient, probablement depuis l'Italie méridionale par le Détroit de Messine. Ils délaissent les grottes pour des huttes réunies dans des villages côtiers fortifiés, comme Stentinello, Matrensa et Ognina, laissant des traces essentiellement sur la côte orientale, autour de l’Etna et dans la région de Syracuse, sur les îles Lipari et Pantelleria. Ils utilisent le silex et l'obsidienne, roche découverte sur Lipari et Pantelleria. Quelques centaines de personnes y vivent, les rares sépultures découvertes sont une fosse creusée dans la terre ou la roche, dans laquelle est accroupi le corps.
Le cuivre apparaît en Sicile vers 3 000 av. J.-C., via l'Anatolie et les îles voisines. Apparaîssent la culture dite de San Cono-Piano Notaro au sud-est de la Sicile et la culture de la Conca d'Oro près de Palerme : les outils en pierre et en os se perfectionnent, les décorations de céramique se diversifient, et les sépultures collectives remplacent la tombe individuelle néolithique.
La métallurgie du bronze émerge un millénaire plus tard à travers la culture campaniforme. Déjà ouverte aux influences maritimes, notamment méditerranéennes orientales et proche-orientales (Mésopotamie et Syrie), l'île est au centre d'intenses échanges qui s'ouvrent à la façade atlantique et aux îles Britanniques. Si la culture de la Conque d'Or perdure, une nouvelle civilisation éclot au nord-est, à Tindari et Naxos, avec la spécificité d'une céramique grise, et une autre sur la côte méridionale, qui a pris le nom de Castellucio di Noto. Au Bronze moyen sicilien correspond la culture du Milazzese à Panarea et la civilisation de Thapsos, du nom du village fortifié découvert près de Syracuse, dont les vestiges attestent d'importants échanges avec le monde mycénien entre la fin du XVe siècle jusqu’au XIIIe. Certains groupes humains venus d'Orient ont dû s'installer de façon permanente sur l'île pour gérer le grands emporiums commerciaux tels que Lipari, Cannatello (Agrigente), Thapsos et Ustica. 
La région a traversé une préhistoire complexe, à tel point qu'il est difficile de déterminer les peuples qui se sont succédé. Cependant on remarque l'impact de deux influences, celles des peuples proto-celtes de la culture campaniforme venant du Nord-Ouest, et l'influence méditerranéenne avec une matrice orientale.
Vers 1 300 av. J.-C., les établissements urbains complexes deviennent de plus en plus présents.
| Période                 | Culture en Sicile                                                             | Culture des îles éoliennes                             | Chronologie (av. JC)          |
| ----------------------- | ----------------------------------------------------------------------------- | ------------------------------------------------------ | ----------------------------- |
| Néolitique moyen        | Stentinello classique Céramique peinte trichrome Serra d’Alto                 | Stentinello II Céramique peinte trichrome Serra d’Alto | 5500-5000 5000-4500 4500-4000 |
| Néolitique final        | Diana                                                                         | Diana                                                  | 4000-3000                     |
| Âge du cuivre ancien    | Diana                                                                         | Diana Spatarella                                       | 4000-3000                     |
| Âge du cuivre moyen     | Piano Conte, Serraferlicchio, Conzo - San Cono - Piano Notaro ; Conca d’oro 1 | Piano Conte                                            | 3000-2500                     |
| Âge du cuivre final     | Malpasso - Sant Ippolito                                                      | Piano Quartara                                         | 2500-2300                     |
| Âge du bronze ancien    | Castelluccio                                                                  | Capo Graziano I                                        | 2300-1700/1650                |
| Âge du bronze moyen 1-2 | Castelluccio tardif : Rodi - Tindari                                          | Capo Graziano II                                       | 1700/1650-1500                |
| Âge du bronze moyen 3   | Thapsos                                                                       | Milazzese                                              | 1500-1300                     |
| Âge du bronze récent    | Pantalica I - Nord                                                            | Ausonio I                                              | 1300-1150                     |
| Âge du bronze final     | Pantalica II - Cassibile                                                      | Ausonio II                                             | 1150-900                      |

## Antiquité

### Sicile pré-hellénique

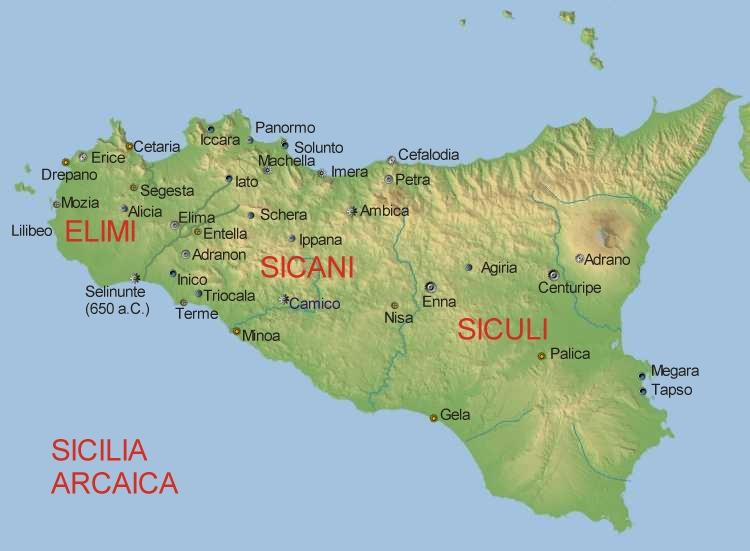
Les peuplements indigènes.

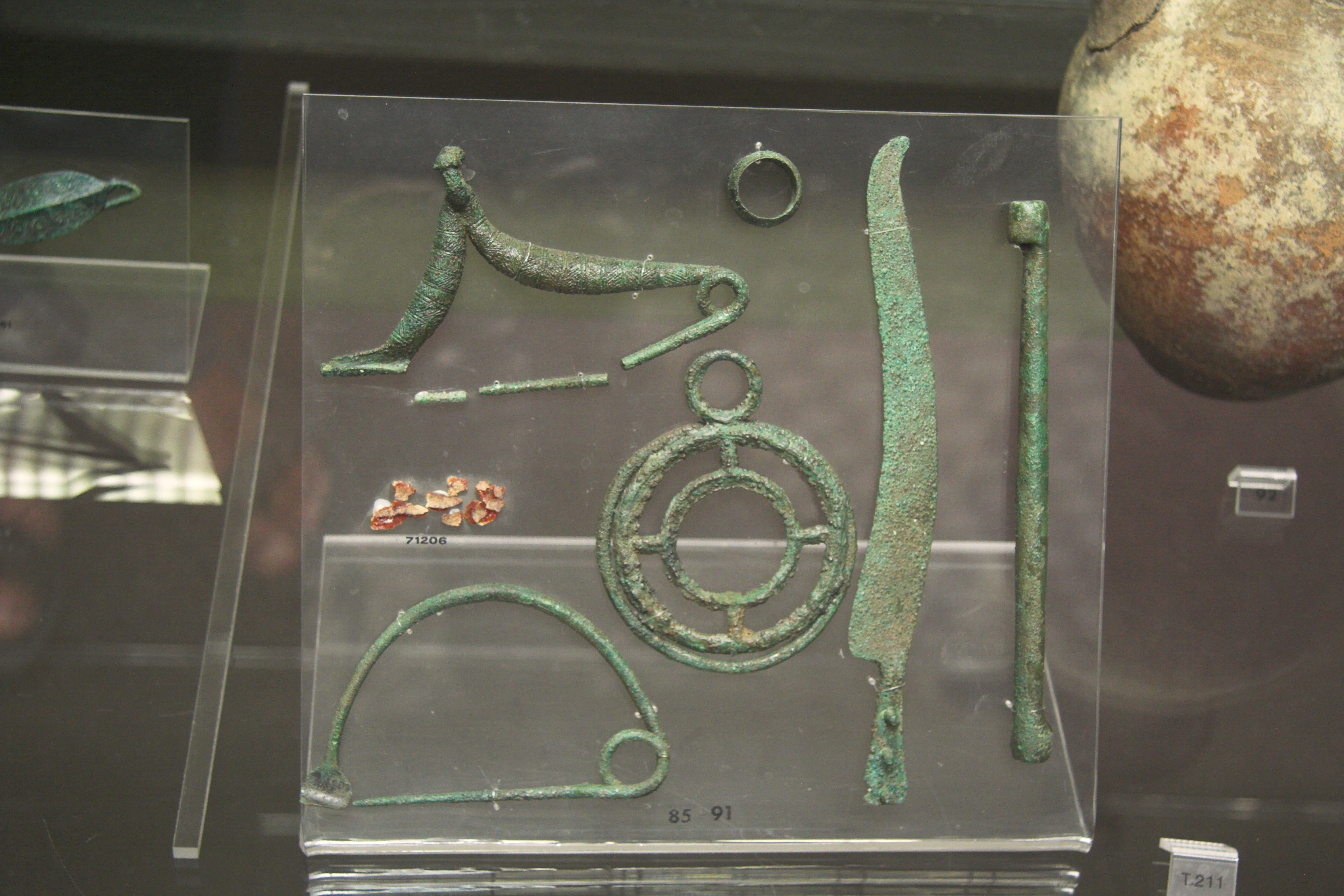
Décorations et couteau en bronze, vers 1050-850 av. J.-C., Musée archéologique régional de Syracuse.

Les plus anciens peuples de Sicile sont les Sicanes, puis les Élymes et enfin les Sicules, peuple d'origine italique qui s'y installe au début du XIe siècle selon Thucydide, au XIIIe siècle selon Hellanicos et Philistos et donnent son nom à l'île. Au terme des invasions successives, les Élymes se retrouvent à l'ouest, les Sicanes au centre et les Sicules dans la partie orientale (carte). Pour améliorer leur sécurité, les Sicanes délaissent leurs habitats côtiers dispersés, pour se regrouper sur des sites naturellement protégés dans les terres.
La zone sud-est et la région de Messine développent une civilisation sicule, dont la culture de Pantalica, plus riche que le faciès sicane de l'ouest (Sant'Angelo Muxaro), grâce aux influences méditerranéennes (Proche-Orient, Anatolie et Grèce), puis aux apports indo-européens des Sicules. Ainsi, avant toute colonisation, la Sicile est partiellement indo-européanisée.
Des légendes grecques plus tardives racontent des évènements qui se seraient déroulés aux temps les plus anciens. Ainsi, Minos, le roi de Crète serait venu avec son armée chercher Dédale, réfugié en Sicile chez Cocalos, le roi des Sicanes. Ce dernier aurait piégé et fait noyer Minos. Ces mythes n'ont pas été confirmés par l'archéologie et seraient postérieurs aux colonisations. En revanche, on sait que la Sicile intègre le réseau commercial mycénien entre 1400 et 1200 av. J.-C.. Les Grandes Mères vénérées par les populations néolithiques et les Sicanes et les dieux mâles célébrés par les Sicules, sont hellénisés, tel Adranos qui se fond dans Héphaïstos.
Des contacts avec les Grecs se nouent entre le XIIIe siècle av. J.-C. et le XIe siècle av. J.-C., notamment au Monte Dessueri, dans le secteur de la future colonie grecque de Géla. Les marchands grecs avec qui la population locale a des contacts sont essentiellement des nobles originaires de Crète, d'Eubée, puis de Chypre. Ces relations demeurent toutefois très modestes. Elles cessent quasiment durant le XIe siècle av. J.-C., sauf pour Chypre. C'est au IXe siècle av. J.-C. que les échanges avec les Grecs s'intensifient.
Les Phéniciens, peuple sémite originaire de l'actuel Liban, et l'une de leur colonie, Carthage, fondée en 814 , diffusent également leur culture avant d'y fonder des comptoirs, grâce à leurs liens commerciaux avec l'île entre le XIe siècle et la fin du IXe siècle. Mais malgré les influences helléniques et sémitiques, « la Sicile reste à la fin du IXe siècle une terre encore barbare » selon Pierre Lévêque, sans civilisation d'envergure.
Les Phéniciens commencent réellement à immigrer en Sicile à la fin du IXe siècle et au début du VIIe siècle av. J.-C. À l'arrivée des premiers colons grecs (vers 750 av. J-C), ils délaissent leurs comptoirs disséminés le long de la côte pour fonder leurs premières colonies à l'ouest, à l'opposé des établissements grecs et au plus près de Carthage : en -734, Zyz à l'emplacement de l'actuelle Palerme, puis Motyé en face de l'actuelle Marsala et vers -700 à Solonte, près de Zyz. Ils s'allient aux Élymes tandis que Carthage gagne de l'influence au détriment des cités phéniciennes asiatiques. Insensiblement, les peuples autochtones, punicisés ou hellénisés, deviennent secondaires dans les sources historiques malgré leur nombre plus important.

### 735 - 275 av. J.-C.: Colonies grecques

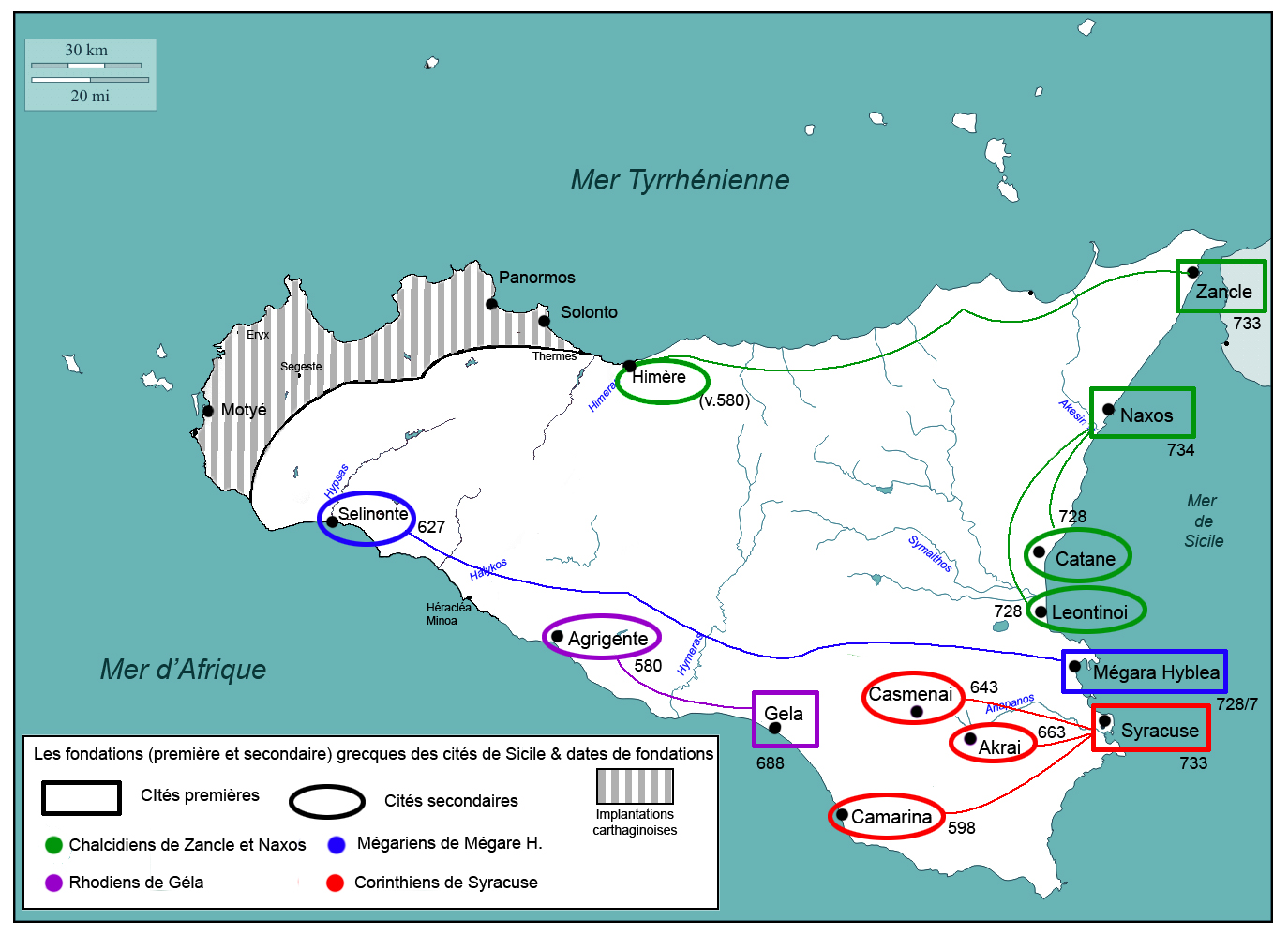
Les fondations (première et secondaire) grecques des cités de Sicile avec les dates de fondations.

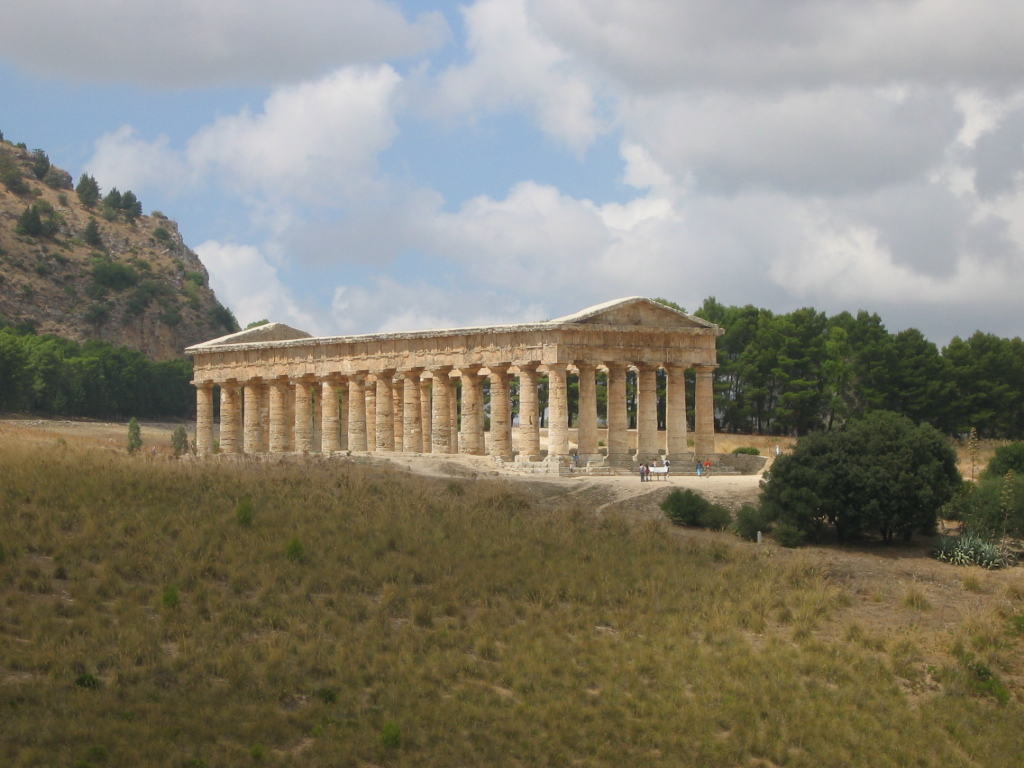
Temple de Ségeste.

Cherchant de nouvelles terres à cultiver et de nouveaux marchés pour leurs productions, les Grecs s'installent, sous l'impulsion de quelques oikistes (fondateurs souvent héroïsés par la suite), sur la côte à partir du milieu du VIIIe siècle av. J.-C. : des colons de Chalcis fondent Naxos en -735 (cité qui fonde ensuite Léontinoi, seule colonie non côtière, et Catane) et Zancle en -750 (et ses colonies secondaires de Rhêgion, Mylai et Himère), des Corinthiens Syracuse un an plus tard (avant d'essaimer à Heloros, Akrai en 664, Kasmenai-Casmene en 643, Camarina en 598), des Rhodiens et des Crétois Gela en -688 (elle-même métropole d'Acragas en 582), des Mégariens Megara Hyblaea en 750 (laquelle donne naissance à Sélinonte en 650 elle-même fondatrice d'Héracléa Minoa),. Les colonies se développent et acquièrent leurs indépendances politiques vis-à-vis de leurs métropoles tout en maintenant des liens religieux et économiques étroits. Les tentatives grecques de coloniser la côte occidentale échouent, à l'instar de l'éphémère Lilybée grecque dirigée par Pentathlos vers -580, ou de la vaine expédition de Dorieus sur le mont Éryx vers -510. Opération de secours ou d'assujettissement par Carthage des colonies phéniciennes de l’ouest sicilien, une expédition menée par Malchus vers -550 serait les prémices de la domination punique de l'ouest sicilien qui prendra fin en -241 à l'issue de la première guerre punique.
Les Grecs s'imposent progressivement aux peuples autochtones et aux comptoirs phéniciens, mais les conflits entre les Doriens et les Ioniens s'exportent entre les colonies en Sicile, fragilisant la domination hellénique. Pour autant, les colonies croissent grâce aux riches cultures de blé (aux abords de l’Etna, de l’Anapo, de Gela, d’Agrigente et de Sélinonte), mais aussi de vigne et d'oliviers, introduits par les Grecs, l'élevage (ovins, équins), et la pêche, notamment au thon. L’artisanat du tissage de la laine, de la céramique et du métal (notamment à Syracuse) se développe.
En dépit d'un rivage avec peu de mouillages protégés, excepté Zancle et Syracuse, et des voies terrestres (Catane-Agrigente, Syracuse-Agrigente par Acrai, Catane-Himère par Enna, Agrigente-Himère) limitées et médiocres, les échanges maritimes sont intenses : la Grèce exporte sa céramique, l’Italie, en particulier l’Étrurie, pourvoit en bronze et fer, Carthage est un important client d'Agrigente et alimente d'étoffes précieuses, de parfums et du pourpre de Tyr, l'Ibérie et la Gaule fournissent des métaux des monnaies que les cités battent à partir du VIe siècle,.
Les villes croissent, s'enrichissent de nombreux monuments. L'économie florissante nourrit la culture locale qui s’hellénise, tout en influençant la culture grecque. Aux Grandes Mères succèdent les divinités chthoniennes, en premier lieu Déméter, mais aussi Aphrodite. Le dorique s'impose dans les temples. Théâtre de Taormine, temples de Ségeste, Agrigente et Sélinonte, ou les traces du temple d'Athéna transformé en cathédrale à Syracuse témoignent de cette époque. L'histoire retient les noms des poètes Stésichore, Épicharme et puis Théocrite, de l'auteur de mime Sophron, du philosophe Empédocle, des historiens Timée de Tauroménion que reprendra Diodore de Sicile, du législateur Charondas, des pionniers de la rhétorique Corax, Tisias et Gorgias. Les figurines en terre cuite de Centuripe, le Kouros en marbre de Grammichele, les masques de théâtre de Lipari ou les gargouilles de calcaire du temple de la Victoire d'Himère expriment l'essor de la sculpture hellénique en Sicile.
Mais des divisions sociales fortes apparaissent entre les grands propriétaires, aristocrates descendant des colons, et le reste de la population, désormais majoritaire, parmi laquelle croît l'enrichissement des artisans et commerçants. Malgré les tentatives de réforme des institutions oligarchiques, comme les lois de Charondas appliquées à Catane puis dans la plupart des cités chalcidiennes, les cités se laissent séduire, comme ailleurs dans le monde grec, par des dirigeants appelés « tyrans » : Panétios à Leontinoï à la fin du VIIe siècle, Phalaris à Acragas vers -570, Pithagore et Euryléon à Sélinonte, Cléandre et Hippocrate à Géla. Gélon s'empare du trône de ce dernier, avant de prendre le pouvoir à Syracuse, qu'il fortifie et enrichit, et domine l'essentiel de l'île avec son allié, Théron d'Acragas, en écrasant les forces carthaginoises appelées par Terillos d'Himère et d'Anaxilas II de Rhêgion lors de la première guerre gréco-punique à Himère (480 av. J.-C.). Les tyrans dynamisent l'économie et l'agriculture, engagent des grands travaux urbains, érigent des monuments prestigieux, concourent dans les courses de chevaux ou de chars à Delphes ou d’Olympie, s'entourent d'intellectuels et d'artistes.
La chute de Polyzalos et Thrasybule, qui ont succédé à leur frère Hiéron, lui-même frère de Gélon et vainqueur sur les Étrusques à Cumes, ouvre à la démocratie les cités siciliennes dans lesquelles le poids de la bourgeoisie commerçante croît. Les anciens mercenaires s'installent à Messine.
Doukétios réveille l'identité sicule : il prend Morgantina, installe sa capitale de sa fédération à Palikè aux dépens de Ménai, soumet Inessa et Motyon. Les pirates étrusques affaiblissent les forces de Syracuse qui s'allie à Agrigente contre Doukétios, vaincu à Noai ou Nomae en -450. Puis Syracuse se retourne contre Agrigente et rase Paliké, retrouvant son hégémonie sur l'île.
Égeste et les cités chalcidiennes signent des traités d'alliance avec Athènes afin de contrecarrer la puissance de Syracuse. La Sicile devient un enjeu dans la guerre du Péloponnèse opposant Athènes à Sparte qui prend la défense de Syracuse. En 427, Athènes soutient Léontinoï, alliée à Camarina, Catane et Rhêgion, contre Syracuse appuyée par Gela, Himère, Sélinonte et Locres. Agrigente reste neutre. En 424, les cités belligérantes signent la paix de Gela après l'appel à l'union sicilienne contre l'ingérence athénienne prononcé par le Syracusien Hermocrate.
Mais les hostilités reprennent rapidement : Syracuse détruit Lentinoï en -422, puis Sélinonte attaque Ségeste en -416. Sous l'influence d'Alcibiade, pupille de Périclès, Athènes répond à l'appel de cette dernière. À ce moment de la guerre du Péloponnèse, la perte de l'Eubée, et la défection de nombreux alliés d'Athènes ont rendu ses approvisionnements en blé précaires. La perspective de couper ceux des alliés siciliens de Sparte, tout en conquérant de nouvelles sources de ravitaillement a pu être un élément déterminant. L'expédition de Sicile prend la mer sous le commandement de Nicias, d'Alcibiade et de Lamachos en juin -415. À peine en Sicile, Alcibiade doit retourner en Grèce et Lamachos est tué. Nicias reste seul à la tête de l'expédition contre Syracuse, défendu par Hermocrate. Le renfort de Gylippos, général spartiate, et d'une flotte corinthienne, fait perdre aux Athéniens la bataille des retranchements autour de la ville (octobre -414). Leur flotte est emprisonnée dans la rade et les secours commandés par Démosthène et Eurymédon sont défaits en août -413 en mer à la bataille des Épipoles, puis sur terre. Athènes perd plus de deux cents navires dans cette expédition, et cinquante mille hommes (dont sept mille prisonniers des Latomies de Syracuse).
Ségeste et Sélinonte poursuivent leur affrontement, la première se tournant en 410 vers Carthage qui missionne le général Hannibal de Giscon, lequel, en 409, réduit Sélinonte en cendres tuant 16 000 habitants et écrase Himère dont il fait immoler 3 000 prisonniers. Il revient avec son petit-neveu Himilcon, conquiert Acragas abandonné par ses habitants réfugiés à Leontinoi en 406, puis Gela et Camarina en 405. En réaction, Syracuse donne le pouvoir à Denys l'Ancien qui négocie une trêve avec les Carthaginois. Il reprend les hostilités contre les Phéniciens à trois reprises, notamment par le siège de Motyé en -397 dont il fait tuer la plupart des habitants, mais doit conclure un traité de paix par lequel les Carthaginois conservent, comme avant la guerre, le tiers occidental de la Sicile, comprenant Sélinonte et une partie du territoire d’Agrigente jusqu’au fleuve Halycos.
Les affrontements réguliers et ravageurs entre Carthage et les cités grecques n'empêchent pas la présence de marchands carthaginois à Syracuse et grecs à Motyé, mais surtout une diffusion culturelle grecque dans les cités puniques : elles frappent des monnaies de type grec à partir du Ve siècle, Solonte est reconstruite selon un urbanisme et un habitat hellénique, des dieux grecs ont leurs temples à Motyé et même à Carthage, des vases grecs ornent les tombes puniques…
Malgré ces conflits perpétuels au cours du Ve siècle, les villes croissent, la population atteint probablement son maximum antique, autour de 1 300 000 habitants, de nouveaux temples sont érigés à Sélinonte, Agrigente, Syracuse, Himère et Égeste durant les 50 premières années, la céramique locale se développe dans les dernières décennies.
Denys l'Ancien fait de Syracuse une cité puissante, rayonnant sur l'essentiel de la Sicile, mais aussi sur la Calabre, la Basilicate et sur des cités de la mer Adriatique. Son fils, Denys le Jeune, lui succède en 367 av. J.-C., rapidement renversé par son oncle, Dion, qui meurt trois ans plus tard, laissant la confusion à Syracuse et dans les autres cités et colonies qui en dépendent. Denys reprend le pouvoir jusqu'à être destitué par le Corinthien Timoléon, qui capture également Mamercus de Catane, crucifié, Hippôn de Messine, torturé à mort, Hicétas de Lentinoi, mis à mort. Il s'impose également face aux Carthaginois, lors de la bataille de Crimisos en -341. L'afflux d'immigrants d'Italie et de la Grande Grèce qu'il initie, entraîne un développement agricole de l'île et une prospérité qui se traduit par la construction de temples, de théâtres, édifices publics, fortifications.
Au retrait de Timoléon, les désordres reviennent. L'avènement d'Agathocle à Syracuse réveille les conflits entre les cités siciliennes et contre Carthage, qui domine toujours une petite partie de l'île, l'épicratie carthaginoise. Sa mort en 289 av. J.-C. laisse place à des tyrans locaux tel Phintias d'Agrigente, qui détruit Gela pour 1500 ans mais échoue à s’emparer de Syracuse en 280. À Messine, ce sont les Mamertins, anciens mercenaires campaniens et osques d'Agathocle qui deviennent maîtres de la ville.
Appelé par Agrigente, Syracuse et Léontinoi, Pyrrhus Ier, roi d’Épire et gendre d'Agathocle, conquiert l'ensemble de l'île, exception faite de Lilybée, forteresse carthaginoise dont il doit lever le siège après deux mois en 277 av. J.-C. Reconnu roi de Sicile, il espère constituer ainsi un royaume unissant Grèce et Grande-Grèce pour égaler le pouvoir de Carthage et de Rome. Mais tandis qu'il cherche à constituer une grande flotte pour attaquer Carthage sur le sol africain, les Siciliens se retournent contre lui, préférant certains les Carthaginois, d'autres les Mamertins. C'est la fin de l'influence grecque sur la Sicile.
Après le départ de Pyrrhus à l'automne 276 et sa défaite face aux Romains à Bénévent, Hiéron II, ultime tyran hellénistique de l'île, dirige Syracuse durant 54 ans et domine la Sicile orientale, dont il développe l'agriculture et les exportations agricoles vers l’Égypte puis Rome.

### 241av. J.-C.- 535: Sicile romaine
Ancien espace de luttes entre Grecs et Phéniciens, la Sicile devient à partir de 264 av. J.-C. un important enjeu stratégique et économique des deux premières guerres puniques qui opposent Rome, conquérant de la botte italienne appelé par les Mamertins, à Carthage, largement implanté en Sicile mais aussi maître de la Sardaigne et de la Corse. Syracuse s'incline devant l'armée d'Appius Claudius Caudex en 263 av. J.-C., Agrigente en -261, ses 25 000 habitants vendus comme esclaves par les Romains, qui font subir le même sort à presque autant d'habitants de Camarina et à 13 000 habitants de Panormos, pendant que les Sélinontins préfèrent raser leur cité et s'exiler à Lilybée en -241. 
La première victoire navale de l'histoire romaine à Mylae (-260), conduite par Caius Duilius, est doublée par celle du Cap Ecnome (-256), mais les Romains sont défaits au large de Drépane et échouent face à Hamilcar Barca à faire tomber les places carthaginoises de Sicile : Heircté, Éryx, Lilybée. 
La Sicile tombe finalement aux mains des Romains après la victoire du consul C. Lutatius Catulus en -241 aux îles Égates. 
Dès lors, Carthage abandonne la Sicile qui devient, en dehors de Messine et Syracuse, alliées de Rome préservant leur indépendance, la première province romaine, et la provenance principale du ravitaillement de Rome en céréales.
Hiéron II reste fidèle aux Romains pendant la deuxième guerre punique, mais son petit-fils Hiéronyme, également petit-fils de Pyrrhus, choisit en -215 le camp carthaginois, comme l'oligarchie qui prend place après son assassinat. 
Après une série de victoires d'Hannibal, le consul Marcus Claudius Marcellus reprend l'offensive en massacrant les habitants d'Enna, détruisant Megara Hyblaea, pillant Syracuse en -212, après deux ans de résistance grâce au génie d'Archimède, puis Marcus Valerius Laevinus vainc Agrigente. 
Les cités siciliotes disparaissent, Rome amorce son hégémonie méditerranéenne tandis que s'éteint la puissance de Carthage.
Scipion se fait attribuer la province de Sicile qu'il réorganise et pacifie avant d'embarquer à Lilybée à la tête d'une importante flotte pour vaincre Carthage au large de Zama en -202. 
Toute la Sicile, y compris l'ancien royaume de Hiéron II, annexée à la province, est soumise à Rome, et pour la première fois administrativement unifiée.
Sous la République, le gouverneur (consul ou préteur) dirige l'île depuis l'ancien palais royal de Syracuse, aidé par deux questeurs pour l’administration financière, l'un à Syracuse, l'autre à Lilybée. 
La fiscalité des cités dépend de leurs alliances lors des guerres puniques : alors que Lentini, Megara Hyblaea (rasée) et Morgantina (repeuplée par des mercenaires espagnols) disparaissent politiquement et que Syracuse, Lilybée et Éryx voient leurs territoires confisqués au profit du peuple romain (civitates censoriae), les alliées de Rome, Messine, Tauroménion et Neetum sont des cités fédérées, percevant leurs propres dîmes, mais soumises aux obligations militaires (civitates foederatae) tandis que Centuripe, Halaesa, Panhormus, Halyciae et Ségeste, sont libres et partiellement exemptes d’impôts (civitates liberae et immunes). 
Les autres cités sont soumises à la dîme en nature (civitates decumanae), alimentant ainsi Rome en blé et en orge, mais aussi en fruits, légumes, olives et vin. 
Grâce au prélèvement d'un dixième des récoltes, la Sicile est alors, selon le mot de Caton l'Ancien, « le magasin aux vivres de notre République, le pays nourricier de la plèbe romaine ». « Par ses fournitures de cuirs, de tuniques, de froment, elle a vêtu, nourri, équipé nos armées », considère Cicéron. 
En effet, les Romains ont accru le peuplement rural et l'agriculture extensive se développe dans de vastes propriétés aux mains de puissants Romains, qui tirent profit à distance de l'essor de la culture du blé dans les plaines, et de l'élevage (chevaux, bœufs, moutons) dans les régions montagneuses. Cependant, la petite et moyenne propriété reste majoritaire sous la République.
Parmi les 600000 à un million de Siciliens, les Romains ne sont probablement pas plus de 10 000. Le nombre d'esclaves lui, s'accroit du fait des nombreux hommes et femmes vendus après la chute de Carthage et de Corinthe, et de la baisse de leur prix. 
Souvent désœuvrés et parfois affamés, se livrant au brigandage, ils engagent la première guerre servile (135-132) partie d'Enna avant d'essaimer dans toute l'île. 
Les esclaves menés par Eunus et soutenus par le peuple des campagnes dont beaucoup partagent la langue grecque, résistent aux armées romaines. 
Quand le consul Publius Rupilius parvient à écraser la révolte, il privilégie la petite propriété et limite l’extension des latifundia qui deviennent toutefois la norme sicilienne. 
Une deuxième guerre servile éclate en 104 av. J.-C. lorsque le Sénat affranchit une poignée d'esclaves. 
Athénion et Salvius Tryphon rassemblent 30 000 hommes qui ne se rendent qu'après quatre ans de lutte. 
Restés à l'écart de la guerre sociale et de la Troisième guerre servile, les Siciliens contestent en revanche le pouvoir de leur propréteur, Verres, qui instaure durant deux ans un système de fraude, de corruption, de justice arbitraire et de pillage, et qui s'enfuit en -70 à Marseille après la première plaidoirie de leur avocat, Cicéron, ancien questeur à Lilybée.
À la mort de César, qui a accordé le droit latin à l'île en -46, Sextus Pompée, fils de Pompée, s'oppose au second triumvirat en se rendant maître de Messine puis l'essentiel de l'île en -44. La Sicile devient sa base de résistance via un blocus sur l'approvisionnement en blé de la péninsule et le ravitaillement des armées dans les Balkans. Il négocie avec les triumvirs le traité de Misène en -39 qui reconnait sa souveraineté sur la Sicile, la Corse et la Sardaigne. 
Mais après deux tentatives infructueuses d'invasion en -38 et -37, Octave dépêche en -36 Agrippa qui défait Sextus lors de la Bataille de Nauloque, contraignant le vaincu à fuir en Orient. 
Le conflit laisse l'île désolée, des villes pillées, des populations déplacées, comme à Taormine, 6000 esclaves crucifiés, plus de 270 000 militaires stationnés.
Octave, en réponse au soutien des Siciliens aux Pompéiens, revient en -36 sur la promesse de Marc Antoine en -44 d'accorder la citoyenneté romaine à tous les hommes libres. 
Une nouvelle révolte d'esclaves, menée par Sélurus, livre la région de l’Etna au brigandage, jusqu'à la mort de leur chef, livré aux fauves à Rome en -35.
Aux prémices de l'Empire d'Octave, devenu Auguste en -27, la Sicile est l'une des dix provinces sénatoriales. 
Des vétérans s'installent à Syracuse, Catane, Tauroménion et Tyndaris, et de grands domaines sont donnés à de hauts dignitaires et officiers fidèles. Auguste visite l'île en -22, et accorde le statut de colonie, donc de citoyen romain à leurs habitants, à ces quatre cités ainsi qu'à Termini et Panormos. Lilybée et Agrigente reçoivent le statut de municipe.
A cette époque, Strabon constate le dépeuplement des villes de l'intérieur se dépeuplent, tel qu'Enna depuis la défaite d'Eunus. Sur la côte est, Catane et Tauromenium ont également décliné, et au sud, la côte ne compte plus qu'Agrigente et Lilybée. Les campagnes, laissées aux bergers, deviennent les propriétés de riches Romains, dont des empereurs et des hommes d’État. 
L'agriculture sicilienne devient à l'intérieur des terres celle des vastes latifundia dédiées à la monoculture céréalière qui marqueront défavorablement l'économie agricole de l'île jusqu'au XXe siècle, et ses rendements progressent grâce à la science, malgré la concurrence de l'Afrique et l’Égypte pour la fourniture du blé à Rome. 
Selon le témoignage de Strabon, la Sicile « exporte à Rome tous ses produits, sauf une petite quantité réservée pour sa propre consommation ; […] les fruits de la terre, mais aussi le bétail, le cuir, la laine, etc. ». 
Les marchandises transitent par deux routes romaines, la Via Valeria, de Messine à Lilybée, et la via Pompeia, entre Messine et Syracuse.
Une éclipse politique marque l'île sous le Haut-Empire. Mais, profitant de la fin des conflits séculaires, les lieux de spectacle renaissent pour abriter les jeux de l’amphithéâtre, comme à Syracuse et à Tauroménion. Cités et campagnes s'agrémentent de villas, thermes, gymnases et nymphées. La Vénus Landolina et le sarcophage de Phèdre et Hippolyte de la cathédrale d’Agrigente témoignent de l'influence persistante de la culture grecque dans la sculpture sicilienne romanisée du IIe siècle, qui survit également par un trilinguisme (sicule, grec et latin). Syracuse et l'Etna attirent de la haute société romaine, à l'image de l'empereur Hadrien en 125 apr. J.-C.. Les cités de l'ouest, comme Panormos, Lilybée, Termini et Héracléa Minoa, mais aussi Catane à l'est, se développent, et les villas rurales, à l'instar de la villa de San Biagio puis la villa del Casale, remplacent les nombreuses fermes. Les maisons urbaines et les édifices publics conservent les traditions grecques.
L'édit de Caracalla accorde la citoyenneté romaine à tous les hommes libres de Sicile en 212. 
Mais la Crise du troisième siècle affecte la Sicile comme le reste de l'Empire : en 265, les esclaves se révoltent une nouvelle fois, et en 278, des pirates francs d'Orient ravagent Syracuse. 
Pourtant, la campagne sicilienne retrouve un important rôle d'approvisionnement de Rome, et la croissance démographique et économique qui en découlent, accentuée encore par la perte du diocèse d'Afrique en 432. 
Lors de la division de l'Empire romain définitive en 395, la Sicile intègre l’Empire romain d’Occident.
Si l'apôtre Paul a séjourné trois jours à Syracuse, et que la tradition évoque comme évangélisateurs de la Sicile les évêques Marcien, Pancrace, et Birille envoyés par Pierre, il semble que les chrétiens n'apparaissent sur la côte est de l'île qu'aux IIe – IIIe siècles. 
Dans un pays traditionnellement ouvert au syncrétisme religieux, les temples païens muent en églises, des sépultures collectives comme la catacombe de Santa Lucia de Syracuse se constituent, des cultes de martyrs (Marcien de Syracuse, Agathe de Catane puis Lucie de Syracuse) émergent, le monachisme apparaît après le passage de Hilarion de Gaza. 
L’évêque de Syracuse assiste au concile d’Arles en 313, et sa religion se diffuse rapidement dans toute l'île durant le siècle jusqu'à sa christianisation totale à la fin du Ve siècle, alliant subordination administration à l'Église romaine et influence liturgique orientale. 
Donatisme, pélagianisme, arianisme, nestorianisme et monophysisme sont présents en Sicile sans s'y implanter, les évêques restant tous fidèles à la doctrine romaine.
Après le Sac de Rome par Alaric, une partie de l'élite romaine se réfugie sur ses latifundia siciliens. 
Les Vandales de Genséric débarquent à Lilybée au printemps 440, assiègent vainement Palerme et pillent Syracuse. Retournés en Afrique, ils affrontent les troupes de Marcellinus et Ricimer après la mort de Valentinien III et prennent possession de l'île en 468, avant de la remettre en 476 à Odoacre, en conservant Lilybée jusqu'en 486.
Après l'Italie, les Ostrogoths conquièrent la Sicile en 491 et la laissent prospérer en paix, installant des soldats à Syracuse, Messine et Lilybée.

## Moyen Âge

### 535 - 902: Sicile byzantine
Byzance a soutenu Rome contre les Vandales par des opérations en 441, 458 et 468. Le nouvel empereur d'Orient, Justinien, sur le trône en 527, s'engage dans une opération de reconquête de l'Italie, menée par le général Bélisaire qui débarque à Catane en juin 535 après avoir commandé l'expédition victorieuse contre les Vandales en Afrique du Nord. L'expédition sicilienne, justifiée par l'assassinat de la reine ostrogothique Amalasonte, débute par l'occupation de la Sicile et la prise de Palerme par le port, seule place à montrer quelque résistance. L'île devient une base arrière des opérations militaires romaines contre l'Italie péninsulaire. Le roi ostrogoth Totila tente de reprendre l'île et la saccage en mai 550. Ses hommes en sont définitivement chassés par le général Artabanès en 551.
Dirigée par un gouverneur civil (préteur ou préfet) et un commandant militaire (duc) envoyés de Constantinople, la Sicile, à laquelle sont rattachés les îles Égades, Éoliennes, Ustica, Pantelleria et Malte, semble avoir un statut particulier, « sorte de domaine privé de l’empereur » distinct de la préfecture du prétoire d'Italie puis de l'exarchat de Ravenne. Les villes demeurent la base de l'administration sicilienne, gérées par l'assemblée de citoyens que dominent les grands propriétaires. Mais elles perdent de leur attrait et se dépeuplent au bénéfice de petites agglomérations rurales, voire des villages troglodytes. Les latifundia dominent toujours le système agricole qui, sous l'influence du christianisme, utilise de moins en moins l'esclavage au profit d'une forme de servage (énapographoi) et de salariat libre (misthôtoi éleuthéroi).
L'empereur byzantin et les églises de Ravenne, Milan et de Rome sont les principaux propriétaires fonciers de l'île. L'estimation classique qui donne à la seule Église de Rome la possession de six à huit cent mille hectares est contestée par Vivien Prigent, qui la rabaisse à quatre-vingt mille hectares. Restée un grenier à blé aux VIe et VIIe siècles, la Sicile cultive aussi la vigne, produit grâce à ses pinèdes et des chênaies du bois pour les charpentes et la construction navale, élève des chevaux pour l'armée, et commerce du Proche-Orient jusqu'au bassin aquitain.
Sous l'autorité romaine d'Orient, l'évêque est déjà l'homme puissant de la cité, car l'île est rattachée à l’Église romaine à laquelle elle fournit plusieurs papes, souvent d'origine grecque : Agathon, Léon II, Conon, Serge Ier ou Étienne III. Le futur pape Grégoire Ier, Sicilien par sa mère Sylvie, fonde en 575 six monastères sur des terres dont il a hérité près de Palerme. La Sicile qui compte alors douze diocèses : Syracuse, Léontinoi, Catane, Taormine, Messine, Tyndarion, Palerme, Lilybée, Trokalis, Agrigente, Lipari, Malte, auxquels s’ajoutent au VIIe siècle Thermai et Mylae. 
Le représentant du patriarche de Rome est l’évêque de Syracuse. Les paroisses utilisent autant le rite romain que grec, mais n'adhèrent pas aux dogmes chrétiens orientaux du monothélisme ou de l'iconoclasme. Cependant l'empereur Léon III, par souci de faire face aux succès de l'islam et du monothélisme, décide d'adopter l'iconoclasme, forme plus épurée du christianisme et, face à la résistance de l'Église romaine en Sicile, confisque ses biens et rattache l'île au patriarche de Constantinople en 732.
Même si les parlers romans populaires progressent, la langue grecque était restée courante dans le sud de l'Italie et en Sicile, terres d'exil forcé ou choisi de Goths, de Romains, d'Africains, d’Alexandrins monophysites, de Syriens et de Grecs du Péloponnèse, et creusets culturels dans lesquels latin et grec sont couramment compris par beaucoup d'habitants. L’hellénisation s'accentue au VIIe siècle sous l'effet de migrations orientales et de nominations impériales, mais aussi du retour au premier plan de la minorité grecque sicilienne et du développement du monachisme grec autour du monastère Saint-Philippe d'Agira. Les hellénophones occupent des dignités religieuses et prévalent dans les monastères de Syracuse, puis s'imposent dans les chancelleries épiscopales siciliennes à la veille de l'application du rite byzantin sur l'île, décision qui finit par y assoir la primauté de la culture grecque. Joseph l'Hymnographe et les patriarches Méthode Ier de Constantinople et Oreste de Jérusalem figurent parmi les siciliens de l'Église d'Orient. Pourtant, les locuteurs grecs semblent diminuer à l'époque de Grégoire le Grand où l'hellénisme ne persiste qu'autour de Syracuse
L'empereur Constant II installe la capitale de l'Empire à Syracuse en 663, possiblement pour mieux lutter contre les Lombards et les Arabes, mais au prix d'une forte imposition des Siciliens. Son fils, Constantin IV, ramène son administration centrale à Constantinople et vainc l'usurpateur Mezezios et son fils en Sicile.
Sous le premier règne de Justinien II, la Sicile est érigée en thème (après 687), lequel comprend le Duché de Calabre, et est divisé sur l'île en trois ou cinq « tourmes » (Syracuse, Palerme, Agrigente, voire Messine et Catane) et en « drongues ». La Sicile devient une province ecclésiastique dont le métropolite coordonne depuis Syracuse les quatorze évêchés suffragants : Catane, Taormine, Messine, Agrigente, Triokala, Lilybée, Drépanon, Palerme, Thermai, Cefalu, Alesa, Tyndarion, Malte et Lipari. Catane accède plus tard au statut d'archevêché, puis de métropole, comme ensuite Messine, alors que Taormine devient archevêché. 
La civilisation rurale se développe au détriment des villes à la faveur de la mutation de l'armée, dont les soldats ne sont désormais soldés qu'en service et sont paysans le reste du temps. Des villages fortifiés, les castra, permettent de se protéger des premiers raids arabes. L'île compte deux ateliers monétaires à Catane et Syracuse, ce dernier étant le plus important de l'Empire après celui de la capitale.
Des communautés juives existent à Palerme, Agrigente et Catane depuis le VIe siècle. Les premiers marchands arabes s'établissent en Sicile au début du IXe siècle.
Serge, stratège de Sicile, fait proclamer empereur un certain Basile sous le nom de Tibère en 718, mais est rapidement démis par le patrice Paul dépêché par l'empereur légitime, Léon III. En 782, Elpidius, gouverneur de la Sicile, s'oppose au pouvoir de l'impératrice Irène et fuit vers le califat abbasside où il se proclame empereur byzantin. En 827, c'est Euphémios, amiral de la marine byzantine de Sicile qui se révolte contre Michel II et se proclame empereur : il demande l'aide des Arabes qui conquièrent la Sicile alors que lui meurt en assiégeant Enna.
La vitalité démographique et économique de l'île décline à partir du milieu du VIIIe siècle, sous l'effet de la peste (tardivement, en 745-746), du renforcement de la route commerciale adriatique au détriment de la tyrrhénienne, des changements géopolitiques de l'Empire et des razzias arabes.
L'invasion arabe soumet mais n'extermine pas les chrétiens : la hiérachie et de nombreux moines basiliens fuient en Calabre, et le primat de Sicile est assumé par le métropolite de Reggio.

### 827 - 1091: Sicile musulmane
Les razzias arabes sur les côtes siciliennes commencent dès le VIIe siècle, à partir de l'attaque des côtes et des terres en 652 par les hommes du calife Othmân ibn Affân et du pillage de Syracuse en 669. Après la prise de Pantelleria en 700, elles se poursuivent par des attaques en 704 puis entre 727 et 740, quand les musulmans assiègent Syracuse.
Les raids reprennent au début du IXe siècle, et l'émir aghlabide Ziadet-Allah de Kairouan dépêche son câdi Assad ibn al-Furat à la tête d'une armée à la demande du rebelle byzantin Euphèmios. Il est probable que l'objectif initial des faqîh de Kairouan d'un simple raid de représailles ait été détourné par la volonté d'Assad de conquérir l'île, lequel troque l'expérience militaire contre une glorification du djihad. Les Aghlabides débarquent à Mazara del Vallo en 827, prennent Mineo et Agrigente mais échouent à faire tomber Syracuse, devant laquelle meurt Asad, et Enna, où est tué Euphémios. Grâce à l'appui de 300 vaisseaux envoyés par les Omeyyades de l'émirat de Cordoue en 830, Palerme tombe en 831 aux mains des musulmans qui en font leur capitale. Messine est prise en 842 ou 843, Enna en 859, Syracuse en 878 à l'issue d'un siège de neuf mois, Taormine en 902,, Rometta en 965. Après un siècle et demi de conquête, les musulmans dominent enfin toute la Sicile.
La Sicile passe, en 916, sous contrôle des Fatimides conquérants de l'Afrique du Nord appuyés par les Kabyles de la tribu Kutâma. Les Kalbites des Banû Abî l-Husayn en deviennent les émirs héréditaires quasiment indépendants jusqu'en 1040.
Moyennant le paiement de la djizîa (impôt par tête) et du kharâj (impôt foncier augmenté), les juifs et chrétiens bénéficient d'une relative tolérance religieuse par le statut de dhimmi et sont exemptés de service militaire conformément à la charia : selon Michele Amari, « il est interdit au dhimmi de porter les armes, de monter à cheval, de mettre des selles sur les ânes et mulets ; de construire des maisons plus grandes ou même aussi grandes que celles des musulmans ; de porter des prénoms musulmans ou d'utiliser des cachets avec le lettrage arabe. Par ailleurs, il leur était interdit de boire du vin en public, d'accompagner leurs morts au cimetière avec la pompe funèbre et les lamentations. Il était interdit aux femmes d'entrer dans les bains publics fréquentés par les femmes musulmanes, ou de rester si des femmes musulmanes arrivaient. Et afin qu'il n'oublie à aucun moment son statut inférieur, le dhimmi devait inscrire sur sa porte une marque distinctive, porter également un signe distinctif sur ses vêtements, utiliser des turbans avec une couleur distincte et surtout porter une ceinture en cuir ou en laine. Dans la rue, ils devaient laisser le passage aux musulmans. S'ils étaient assis en groupe, ils devaient se lever à l'arrivée ou au départ d'un musulman. [Était interdite] la construction de nouvelles églises et monastères, mais non la restauration des bâtiments, […] de montrer des croix en public, de lire l'Évangile si fort que les musulmans pourraient l'entendre, de parler avec eux du Messie ; ou de faire sonner les cloches vigoureusement ou de frapper dans les mains bruyamment. »
Aux Xe et XIe siècles, de nombreux colons arabes et berbères s'installent, principalement dans le Val di Mazara, pour fuir les conflits et les famines d'Afrique du Nord. La rivalité entre ces deux peuples les amène majoritairement à s'installer dans deux zones distinctes : les premiers à Palerme, les seconds à Agrigente. Des musulmans arrivent également d'Espagne, de Syrie, voire de Perse et d'Inde, créant une hétérogénéité et des tensions. L'ouest de l'île compte de nombreux convertis, l'est demeure majoritairement chrétien mais la relation avec Rome ou Constantinople est coupée.
La Sicile connaît alors une certaine influence orientalisante dans la musique, la cuisine, les arts décoratifs et l'artisanat céramique. Les fouilles (Ségeste, Palerme, Val di Noto) prouvent une continuité de l’habitat, de l'urbanisme et de l'artisanat entre les périodes romaine d'Orient et musulmane. L'incastellamento concentre la population dans une centaine de villes fortifiées, dotées d'un château et d'une mosquée.
L'introduction du chiisme comme religion d’État accentue cette influence. Les filles nées des mariages mixtes qui se multiplient, sont élevées dans la religion chrétienne, les garçons dans l'islam. Une langue arabo-sicule se forme et donnera au sicilien un lexique de termes agricoles.
Un renouveau agricole permet l'émergence d'une classe rurale des petits propriétaires libres née du morcellement partiel des latifundia à l'Ouest. L'irrigation est améliorée et de nouvelles cultures (mûrier, canne à sucre, oranger, palmier dattier, coton, aubergine, épinard, fraise, artichaut, abricotier, papyrus, melon, pistaches, henné) sont introduites. Les industries minière et textile avec la soie se développent selon le modèle économique des principautés d'Orient : production agricole destinée au marché et au palais, en particulier le coton, la soie et les produits de luxe. Les Arabes ayant la maîtrise de la Méditerranée, la Sicile est au centre d'un système commercial maritime allant de l'Espagne à la Syrie, et Palerme surpasse l'antique Syracuse comme port commercial fréquenté par les marchands méditerranéens.
Au début du XIe siècle, débute une grave crise politique. En 998, l'émir de Sicile, Youssouf al-Kalbi nommé par le calife fatimide du Caire, est atteint d'une hémiplégie. Affaibli, il est secondé par son fils Dja'far qui est contesté en 1014-1015 par son frère, Ali, soutenu par les Berbères et les esclaves noirs. Les soldats de Dja'far attaquent les rebelles le 30 janvier 1015, font de nombreuses victimes et capturent le prince Ali, exécuté sur ordre de son frère qui exile tous les Berbères de Sicile en Ifriqiya et massacre tous les esclaves noirs. Il n'incorpore plus que des Siciliens dans son armée qui s'émousse.
Face aux dîmes trop fortes et au pouvoir de leurs dirigeants, les Siciliens assiègent le palais de l'émir, en mai 1019, qui démet Djafar au profit d'un autre de ses fils, Ahmad al-Akhal, et rejoint l’Égypte après Dja'far. Al-Akhal soutient une politique militaire contre les infidèles hors de l'île et s'allie les Ifriqiyens de l'île contre les Siciliens, les exonérant d'impôts sur leurs propriétés. En 1035-1036, les musulmans siciliens vont à Kairouan se plaindre auprès de l'émir ziride Al-Muizz ben Badis et se placer sous son autorité directe, menaçant de livrer le pays aux chrétiens. Al-Mu'izz envoie son fils 'Abd Allah, qui assiège al-Akhal dans la Khalisa de Palerme. Mais une partie des Siciliens se retourne contre les Zirides qui, battus, perdent huit cents hommes. Hasan al-Samsam, frère d'al-Akhal, devient gouverneur mais est rapidement expulsé de Palerme quand des caïds indépendants prennent le pouvoir dans les cités de l'île : 'Abd Allah b. Menkut à Mazara, Trapani et autres lieux ; 'Ali b. Ni'ma ou Ibn al-Hawwas à Castrogiovanni, Agrigente et autres lieux ; Ibn al-Thimna, époux de la sœur du précédent, à Syracuse et à Catane… Ibn al Thimna assiège son beau-frère à Castrogiovanni mais doit se retirer jusqu'à Catane
Les Romains d'Orient profitent de ces querelles dynastiques pour lancer, en 1037, une nouvelle expédition de reconquête qu'ils confient au général Georges Maniakès. Appuyés par 15 000 chrétiens siciliens et des mercenaires normands prêtés par le prince lombard Guaimar IV de Salerne, ils prennent Messine et plusieurs places autour de l'Etna. Mais le rappel du général Maniakès à Constantinople permet aux Arabes de regagner en 1042 toutes les places perdues.

### 1060 - 1194: Sicile normande
Une fratrie de hobereaux normands, fils de Tancrède de Hauteville, se constitue dans l'Italie méridionale le comté d'Apulie puis étend son pouvoir sur la Calabre. Avec l'onction du pape Nicolas II, le comte Robert, dit Guiscard, investi duc de Pouille, de Calabre, et de la Sicile à conquérir, et son frère cadet Roger, envahissent l'île pour la reprendre aux Arabes, profitant de la demande d'assistancede l'émir Ibn-At-Tumnah, de Syracuse contre celui d'Agrigente, Ibn-At-Anwas.

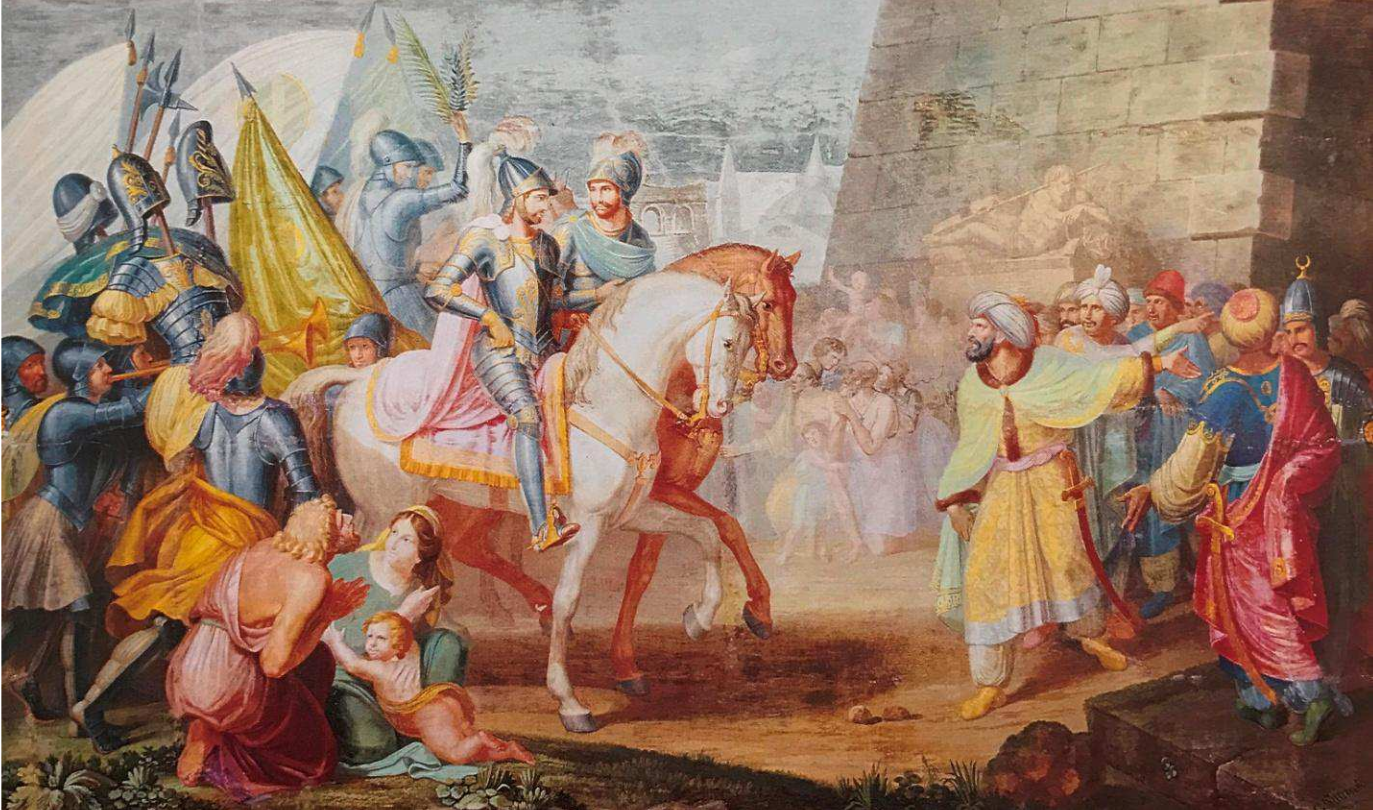
L'Entrée de Robert Guiscard et de Roger Bosco dans Palerme, en 1072.Peinture de Giovanni Patricolo, vers 1835, exposée au Palais des Normands.

La conquête normande de la Sicile se fait en une trentaine d'années (1060-1090). Roger prend la tête de l'expédition. Après Castrogiovanni (1060) et Messine (1061), il maitrise Troina puis l'ensemble de Val Demone après la bataille de Cerami, et Catane. En 1072, après six mois de siège, Palerme se livre aux Normands. Malgré leur rivalité, les deux frères se partagent le pouvoir : Robert est duc de Pouille et de Calabre, Roger est grand-comte de Sicile, autonome malgré la souveraineté de son frère qui conserve la suzeraineté sur Palerme, la moitié de Messine et le Val Demone. Retardée par le manque de moyens humains et financiers et par les interventions de Roger en Calabre lors de la campagne byzantine de Robert, la conquête normande se conclut par les prises de Trapani (1077), Taormine (1079), Syracuse (1085), Agrigente et Castrogiovanni (1086) et Noto (1091).
Roger développe son pouvoir jusqu'à être à sa mort, l'un des hommes les plus riches et puissants d'Occident. Il fait de la Sicile un état indépendant, pour la première fois depuis la conquête romaine et contraint le pape à le nommer légat apostolique (1098). Après la mort de Robert, son fils, Roger Borsa livre à son oncle l'essentiel de ses possessions siciliennes puis des droits sur les cités calabraises, contre son soutien militaire sur le continent. Roger instaure un régime de tolérance religieuse pour les musulmans qui conservent des lieux de cultes et leurs tribunaux. À sa mort, en 1101, sa troisième femme, la reine Adélaïde assure la régence et transfère la cour de Mileto à Palerme en 1112.
Déclaré majeur en 1112, à dix-sept ans, le fils du Grand comte, Roger II, cherche à étendre encore son pouvoir en Italie face à l’empereur d’Allemagne et la papauté soutenus par les rois chrétiens, et en Méditerranée contre les républiques marchandes italiennes et Byzance. Après la mort de son cousin Guillaume d'Apulie (1127), il obtient la suzeraineté sur la Calabre et les Pouilles et fait ériger l'île en royaume féodal, reconnu par une bulle de l'antipape Anaclet le 27 septembre 1130 et est couronné à Palerme le jour de Noël suivant. Homme de guerre autant que diplomate, il attaque les Arabes sur leurs terres, conquérant l'Ifriqiya jusqu'à Kairouan.
Roger II poursuit la politique centralisatrice de ses prédécesseurs et renforce le pouvoir royal appuyé par le Parlement, initié par son père en 1097, mais véritablement institué en 1130. Légitimé « roi de Sicile, du duché de Pouille et de la principauté de Capoue » par le pape Innocent II en 1139, il organise les Assises d'Ariano de 1140 qui tempèrent le féodalisme, introduit par les Normands, par des influences théocratiques byzantines, s'appuyant sur une puissante administration royale.

Les campagnes s'organisent autour de trois types d’habitats ruraux : « les grosses agglomérations fortifiées disposant d’une administration particulière ; un habitat intermédiaire (terra), souvent fortifié ; les petites localités ouvertes et sans aucune autonomie (casal) ».

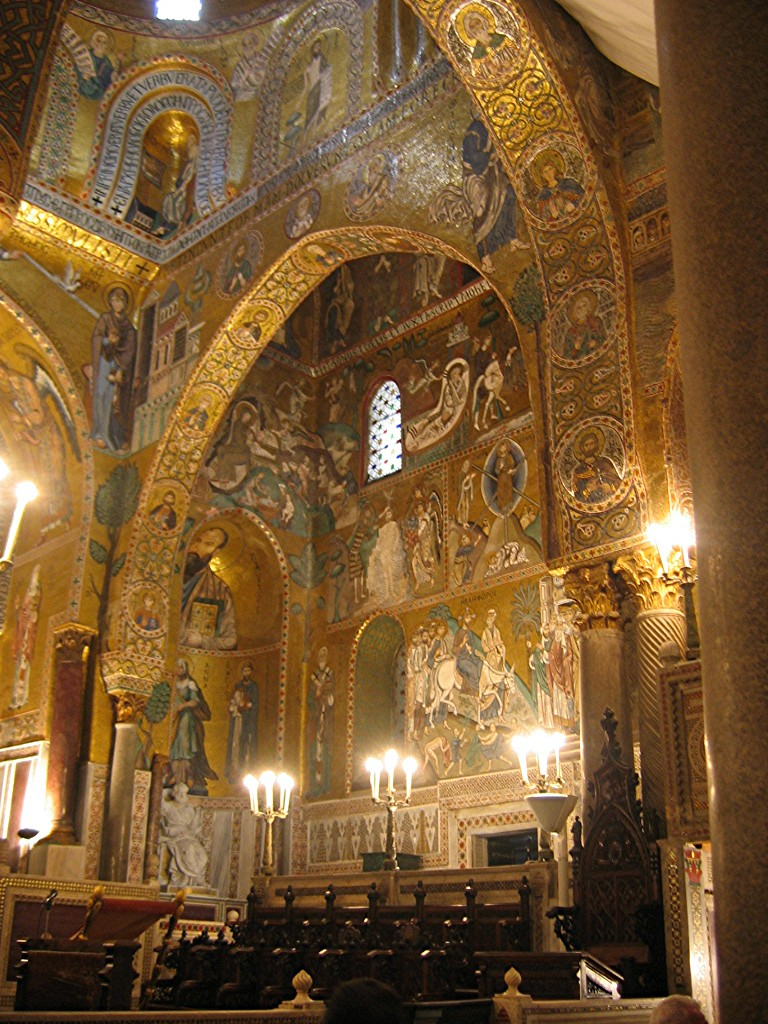
Intérieur de la chapelle palatine de Palerme. Le décor de mosaïques et de stucs témoignent du mélange des influences normandes, byzantines et musulmane dans la Sicile normande.

Admirateurs de la culture islamique, les rois normands mettent en place une politique tolérante et libérale, basée sur une administration cosmopolite : elle rassemblait des Grecs, des Lombards, des Français, des Anglais, des Arabes, des Juifs. L'île connut une période de prospérité, notamment dans l'agriculture héritière des cultures méditerranéennes traditionnelles et de celles introduites par les musulmans. Se développe aussi un artisanat du luxe, porté par les intenses échanges qui font de la Sicile l'un des maîtres du contrôle maritime méditerranéen et transforment Palerme et Messine en centres commerciaux internationaux. La légitimité royale et la coexistence pacifique des communautés s'appuient sur cet enrichissement partagé, dont témoignent les légendes des monnaies siciliennes, en arabe, grec et français.
Ce syncrétisme se retrouve dans le mode de vie orientalisé des princes, dans les palais arabes agrémentés de jardins et de fontaines, hébergeant des harems, protégés par des gardes africains et habillés d'étoffes luxueuses que les ateliers royaux ornent de fils d'or, de perles et de pierres précieuses à la mode byzantine. L'art de cette époque combine pareillement les apports romans, islamiques et grecs. Pour rivaliser avec la cour de Byzance, les souverains normands allient au modèle roman de la basilique à trois nefs avec absides, les éléments architecturaux arabes (coupoles « en bonnet d’eunuque », arc outrepassé, muqarnas, motifs…) et les mosaïques byzantines.
Comme les tyrans antiques, ils accueillent autour d'eux des artistes et intellectuels d'Europe et d'Afrique, dont le plus célèbre est Al Idrissi. Pour autant, la Sicile retrouve le giron occidental sous le règne des Hauteville, qui dominent Sicile et Mezzogiorno selon une organisation féodale, s'allient par des mariages aux grandes familles d'Europe, font venir des conseillers de France et d'Angleterre, importent le cycle carolingien.
Fidèles au rite romain, malgré des oppositions régulières aux papes dont ils sont légats apostoliques nommant les évêques siciliens, ils encouragent la diffusion de l'ordre bénédictin, mais soutiennent également l'ordre de saint Basile dans leur reprise en main de l’Église grecque sicilienne en s'appuyant sur Barthélémy de Simeri, tout comme ils construisent de nouvelles mosquées. Face aux revendications des empereurs germaniques sur l'héritage romain en Italie, les souverains normands apparaissent durablement comme un contre-pouvoir pour les papes.
Georges d'Antioche mène pour Roger II une politique expansionniste en occupant, entre 1146 et 1149, Tripoli, Mehedia, Sfax, Suse, Corfou, Thèbes et Corinthe.
À Roger II, succèdent deux Guillaume, son fils , qualifié de « Mauvais », et son petit-fils, dit « le Bon ». Guillaume Ier (1154-1166), grand bâtisseur orientalisé, peine à s'imposer face aux émeutes populaires mais maintient la prospérité de la Sicile. Il délègue une grande partie du pouvoir à Maion de Bari, chancelier de son père, qu'il nomme « Émir des Émirs » et qui est assassiné en 1160 par une conspiration de barons. Des pogroms visant les musulmans et l'agitation menée par ses vassaux affaiblissent le pouvoir royal. Toutes les possessions en Afrique sont perdus entre 1159 et 1160. Guillaume II (1166-1189), après une régence de cinq ans de la reine Marguerite de Navarre conseillée par le franc Étienne du Perche comme chancelier jusqu'à son éviction en 1168, et durant laquelle s'affrontent seigneurs et fonctionnaires, restaure l'ordre, en s'inspirant de son grand-père, élève certains chefs-d’œuvre de l’architecture romane sicilien, tel la cathédrale de Monreale en 1178, mais se perd dans sa tentative de conquête du trône de Constantinople. Cherchant des appuis pour ses aventures militaires et sans descendance directe, il s'allie aux empereurs germaniques, donnant sa tante, Constance de Hauteville, fille de Roger II, en mariage à l'empereur Henri VI en 1186.
Quand Guillaume II meurt sans descendance, cinq années de troubles déchirent le royaume entre les partisans du prétendant germanique et ceux de Tancrède de Lecce, fils bâtard du prince Roger III d'Apulie, fils aîné du roi Roger II. Tancrède est fait roi sans parvenir à s'imposer et de nouvelles violences contre les musulmans s'expriment dans le royaume. Après la prise de Messine le 4 octobre 1190 par Richard Cœur de Lion, en route pour les croisades avec Philippe Auguste, il doit signer en mars 1191 un traité dans lequel les rois d'Angleterre et de France le reconnaissent roi légitime de Sicile contre la libération de Jeanne, veuve de Guillaume II et sœur de Richard, le versement de son héritage et le remboursement de sa dot. Tancrède doit également faire d'importantes concessions à la papauté dont la renonciation à la légation apostolique.
Quand Tancrède meurt, son fils Guillaume III encore enfant monte sur le trône. Henri VI envahit l'île grâce à l'appui de Gênes et de Pise, défait les derniers barons fidèles près de Catane, et prend Palerme où il impose au jeune roi de lui remettre sa couronne lors d'une cérémonie à Noël 1194, établissant sa souveraineté dans le sang, en faisant crever les yeux et émasculer l'enfant de huit ans qui disparaît ensuite dans les prisons impériales, en tuant les barons normands, en déterrant les dépouilles de Tancrède et de son fils aîné pour les décapiter et en dérobant tous les trésors de la cour de Palerme pour les envoyer en Allemagne. La dynastie des Hauteville disparaît de Sicile. Leurs intérêts sont par la suite défendus par le gendre de Tancrède, Gautier III de Brienne, avec l'appui du Pape Innocent III.

### 1194 - 1268: Période souabe

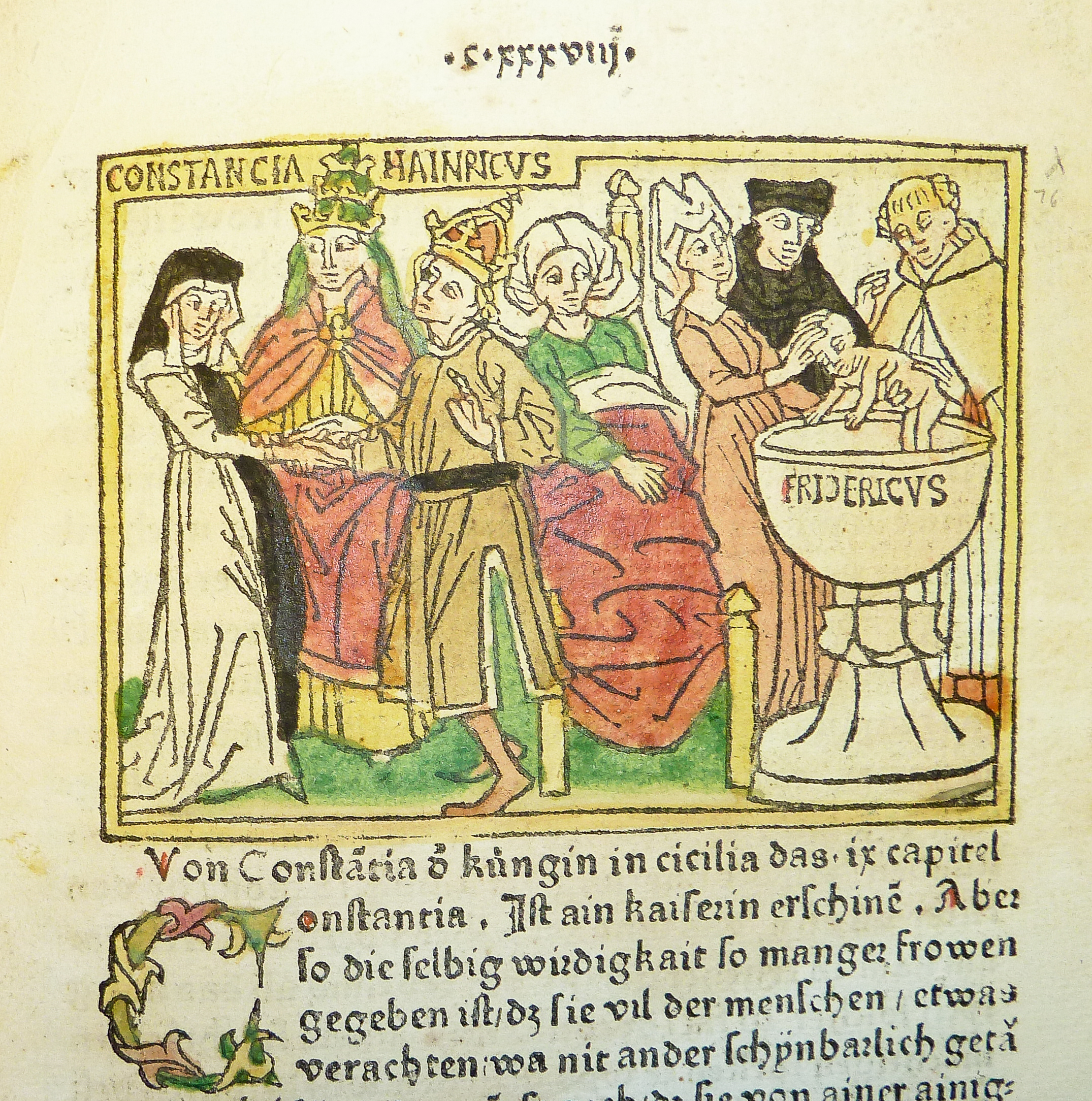
Illustration de Constance de Sicile, son mari Henri IV (empereur du Saint-Empire) et son fils Frédéric II (empereur du Saint-Empire), 1474.

Une conspiration contre le nouveau souverain est ourdie en 1197, avec le soutien de la reine, visant à couronner Guillaume Monaco, seigneur de Castrogiovanni. Les rebelles sont écrasés et tués. Henri Ier de Sicile meurt en 1197, sa femme Constance, un temps régente, le suit l'année suivante. Au décès de sa mère, Frédéric II est placé sous la tutelle du pape Innocent III qui confie à un collège composé de prélats et du chancelier Gauthier de Palear, évêque de Troia, la destinée de l'île durant les dix ans de sa minorité, marquées par la révolte des musulmans et les luttes entre Allemands et alliés du Pape. Markward d’Anweiler revendique également la régence et la tutelle avec le soutien de Philippe de Souabe, roi de Germanie, et capture Frédéric au Castello a Mare de Palerme en novembre 1201, devenant dès lors régent quelques mois jusqu'à sa mort en 1202, un autre seigneur allemand, Guillaume Capparone, lui succédant comme régent et gardant Frédéric au palais royal de Palerme jusqu’en 1206.
Frédéric fait valoir sa majorité en 1208, et part en Allemagne en 1212 pour se faire élire empereur, laissant le gouvernement d'une île qui se déchire à sa femme, Constance d'Aragon, puis à Gautier de Palear. Lors de son couronnement, en août 1220 à Rome, par Honorius III, il porte des habits impériaux et le manteau de couronnement de son grand-père maternel Roger, reçoit la couronne de Charlemagne ainsi que le glaive, le sceptre et le globe. En décembre, les assises de Capoue qui restaurent la loi normande, annulent les concessions ultérieures à 1198 et révoquent les privilèges et concentrent les pouvoirs et les terres dans les mains du monarque. Onze ans plus tard, les Constitutions de Melfi achèvent la centralisation de l’État. Le royaume de Sicile est divisé en deux provinces, l'une continentale, l'autre insulaire, elle-même partagée entre deux chefs-lieux, Messine et Palerme.
Une fois couronné empereur, Frédéric II passe peu de temps en Sicile : entre l'automne 1221 et le printemps 1225, avec de nombreux séjours sur le continent, puis entre avril 1233 et février 1234. Palerme perd son rôle de capitale, l'empereur préférant la Capitanate à la Sicile, et Messine à Palerme. La période souabe ancre la Sicile en périphérie du continent plus qu'au traditionnel bassin méditerranéen. La monoculture céréalière extensive retrouve son importance, l'économie stagne, la population baisse à guère plus d'un demi million, la fiscalité s'accentue.
Il constitue un réseau de forteresses, châteaux forts le plus souvent carrés, comme les châteaux d'Ursino, Maniace, d'Augusta et Milazzo.
Comme ses ancêtres normands, il appelle des intellectuels et des artistes à sa cour, devenue itinérante, dans laquelle nait l'École poétique sicilienne. Messine devient un important centre de traduction d'arabe en latin, dont les œuvres d'Avicenne. En 1221, l'empereur oblige les juifs à porter une roue rouge,. Il met fin en revanche à la coexistence entre chrétiens et musulmans, lesquels se rebellent contre le pouvoir royal depuis les derniers rois normands et attaquent les chrétiens depuis l'ouest montagneux, en les déportant à Lucera dans les Pouilles après la prise de la forteresse du Monte Iato en 1222. Le déplacement forcé de populations est une des armes privilégiées de Frédéric II pour punir les villes frondeuses (Centuripe et Capizzi), peupler ses fondations (Augusta et Gela) ou repeupler des cités (Palerme, Corleone). Il fait brûler en avril 1233 Martin Bellono, meneur des troubles qui agitent Messine puis Catane, Syracuse et Nicosie. Les derniers bastions de résistance musulmane tombent en 1246.
Frédéric meurt en 1250, son fils ainé Conrad IV de Hohenstaufen lui succède comme roi et empereur. Mais le pape, adversaire invétéré, propose le royaume de Sicile à Richard de Cornouailles puis investit Edmond d'Angleterre, sans parvenir à les imposer. Conrad restitue le patrimoine et les libertés des Églises et permet au pape de nommer des nouveaux évêques fidèles au parti guelfe, ainsi qu'un légat, Roger de Lentini puis Rufin de Plaisance. De plus, le pouvoir impérial reste affaibli par un mouvement communaliste, soutenu par Innocent IV , qui s'étend entre 1251 et 1257 dans le Mezzogiorno. Messine et des villes peuplées de Lombards du Montferrat vers 1100 (Polizzi, Nicosia, Mistretta, Castrogiovanni, Piazza, Vizzini et Lentini) se proclament en municipalités autonomes. Palerme se livre au légat du pape, Rufin de Plaisance, et signe un traité d'alliance avec Caltagirone. En réponse, Conrad IV concède des exemptions aux marchands messinois à Acre et renonce à l'impôt annuel dans les Nova Capitula de Foggia en 1252, accorde des faveurs aux massari de Palerme en 1254. Manfred confère aux Palermitains le privilège d'être jugés dans leur cité en 1258.
L'aristocratie sicilienne conteste le contrôle impérial de l'Allemand Conrad, lui préférant le plus italien Manfred, fils légitimé de Frédéric II que son père avait nommé vicaire du royaume d'Italie et de celui de Sicile. Les Sanseverino, les Fasanella, les Lentini, les Oria, les Gesualdo, les Anglone sont exilés et grossissent les rangs pontificaux.

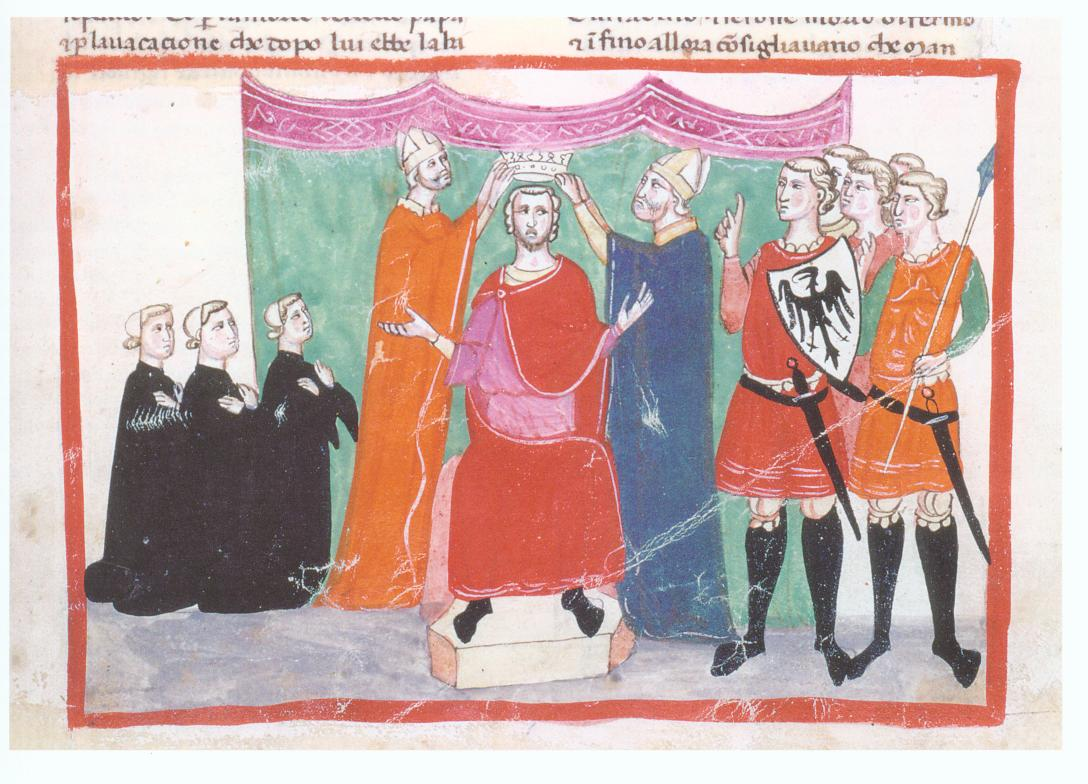
Le couronnement de Manfred, en août 1258 en la cathédrale de Palerme (Nuova Cronica, Giovanni Villani).

Conrad meurt en 1254, laissant la régence à Berthold de Hohenburg, au nom de son fils Conradin. Mais Manfred prend le pouvoir. En dépit de l'hostilité du pape Innocent IV et d'une opposition interne incarnée par le maréchal Pietro Ruffo à Messine et Berthold de Hohenburg, qui rejoignent le camp pontifical, Manfred parvient sans difficulté à s'imposer sur l'île. Ses partisans, menés par son oncle Frédéric Lancia, détruisent Trapani, vident des cités rebelles de moitié et reprennent aux Pontificaux Palerme où il se fait couronner roi le 11 août 1258. Il conquiert la même année la forteresse de Berat, puis Corfou et la côte méridionale de l’Albanie par son mariage avec Hélène Ange Doukas, fille du despote d’Épire Michel II Doukas. Comme les Hauteville, il vise la conquête de Constantinople. L'union de sa fille, Constance, née d'une première union, avec le futur Pierre III d'Aragon en 1262, prouve un prestige européen quasi-intact du roi de Sicile.
Comme son père, il vit sur le continent, à Naples et Lucera, et se rend peu sur l'île. Il réorganise l'administration du royaume et dote ses parents (Lancia, Agliano et Semplice, Antiochia) et ses fidèles (Maletta, Manfredi, Federico et Niccolò, Enrico di Sparavaira, Enrico Ventimiglia, Tommaso d’Aquino et Filippo Chinardo) d'une quinzaine de nouveaux comtés. En Sicile notamment, Butera, Paternò et Argirò échoient à Galvano, Cammarata à Manfredi. Il nomme également des proches aux hautes charges militaires et judiciaires, au moins jusqu'en 1262.

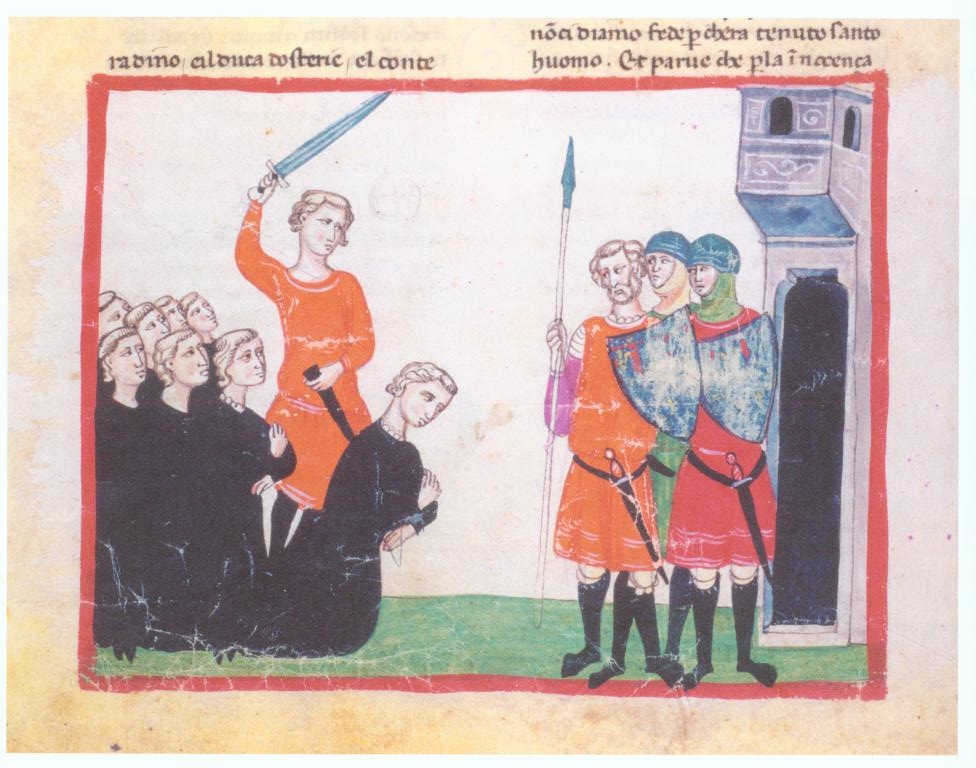
Exécution de Conradin (Nuova Cronica, Giovanni Villani).

Continuateur de la politique pontificale anti-Hohenstaufen d'Innocent IV et Alexandre IV, Urbain IV offre la couronne de Sicile au frère du roi de France Louis IX, Charles Ier d'Anjou, sacré le 6 janvier 1266 hors de l'île. Le 26 février, ce dernier sort vainqueur de la bataille de Bénévent lors de laquelle Manfred perd la vie. Les gibelins fuient vers l'Afrique, le nord de l'Italie et l'Espagne. D'autres résistent à Philippe II de Montfort et en Sicile, seul Messine cède aux Angevins. En réponse à la tentative de Conradin de reprendre le royaume de son père par le nord de l'Italie, la Sicile se soulève contre les Angevins qui ne maitrisent que Palerme et Messine. Mais Conradin est défait à la bataille de Tagliacozzo le 23 août 1268. Fuyard, il est trahi et livré à Charles d'Anjou qui organise un procès fantoche et le fait décapiter en place publique à Naples le 29 octobre, marquant la fin des Hohenstaufen. Débute une lutte de plus de trente ans entre les maisons d'Aragon et d'Anjou pour la domination de la Sicile.

### 1268 - 1516: Entre Angevins et Aragonais
Après la victoire de Charles d'Anjou sur Conradin, le maréchal Guillaume Ier de Beynes dit l'Estendart, demi-frère de Philippe Ier de Montfort, punit dans le sang les cités qui ont résisté comme Augusta, tandis que l'Église de Rome présente les nouveaux maîtres de l'île comme les restaurateurs de l'ordre juste de l'époque de Guillaume II. Or, par les fiefs distribués aux Français, la collecte forte de l'impôt, l'asphyxie économique intérieure par les monopoles royaux et les privilèges accordés aux banquiers, notamment florentins, l'annulation des lois et dons postérieurs à 1245, Charles d'Anjou provoque le mécontentement des Siciliens.
Malgré une domination militaire et administrative des Français et Provençaux, les guelfes sont faibles et le parti gibelin subsiste en Sicile comme dans le Mezzogiorno. Les vieillies familles de l'époque normande et souabe sont éliminées ou s'exilent vers l'Aragon, mais les grands aristocrates français privilégient Naples, nouvelle capitale du royaume au détriment de Palerme, où fleurit la petite noblesse. En rejoignant son frère à Tunis pour la huitième croisade, il se rend en Sicile pour l'unique fois en 15 ans. Il obtient le titre de roi d’Albanie en 1272, aspirant comme Manfred, d'attaquer Constantinople.

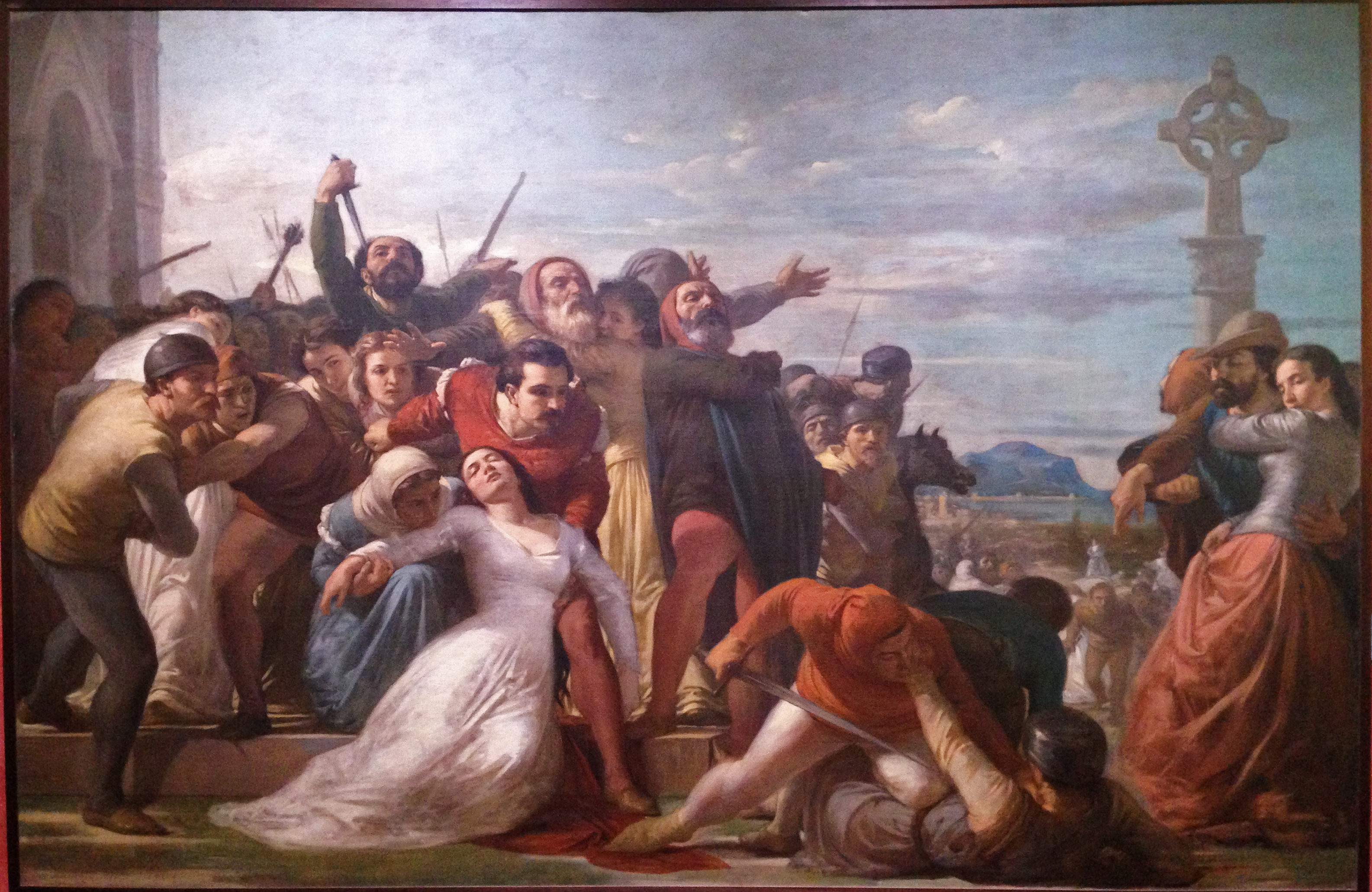
Les Vêpres siciliennes, par Michele Rapisardi (1864).

Délaissée par ses dirigeants, la Sicile s'appauvrit. Le 30 mars 1282, le jour de Pâques, les Palermitains puis les Corleonais se rebellent contre les forces françaises. Les communes libres se créent pour instaurer la Communitas Siciliae sur le modèle de la Ligue lombarde en cherchant la protection papale, affiliée au parti guelfe. Pourtant, les vêpres siciliennes signent la fin de la domination angevine sur l'île qui se donne au parti gibelin de Pierre III d'Aragon, lequel s'était entouré des Siciliens Jean de Procida, Conrad Lancia et Roger de Lauria, et débarque en août. Mais le soulèvement ne s'étend pas au-delà du détroit de Messine.
Promettant de conserver les deux couronnes séparées à sa mort, Pierre laisse en Sicile son fils puiné, Jacques, sous l'égide de la reine Constance, de Jean de Procida, Roger de Lauria et Alaimo di Lentini. Comme Charles d'Anjou et le pape Martin IV, Pierre d'Aragon meurt en 1285. Jacques lui succède comme roi de Sicile, puis hérite du royaume d'Aragon de son frère aîné, Alphonse, et nomme son frère Frédéric lieutenant général dans l’île.
Opposé au traité d'Anagni voulu par le pape Boniface VIII, pour la restitution de l'île aux Angevins de Naples, Frédéric est élu par le Parlement roi de Sicile le 11 décembre 1295 et couronné en la cathédrale de Palerme le 25 mars 1296. Il se retrouve donc face à une coalition regroupant Angevins, Pape, Français et son frère : Robert de Naples prend durablement Catane, puis Jacques échoue devant Syracuse, Philippe de Tarente est défait en octobre 1299 sur la côte occidentale, Charles de Valois s’empare de Termini mais bute sur Sciacca. La Paix de Caltabellotta en 1302 officialise Frédéric roi de la Sicile insulaire, et acte pour un siècle la séparation politique entre les Angevins de Naples et les Aragonais de Palerme, provoquant l'appauvrissement économique des Siciliens et leur isolement culturel de la Pré-Renaissance italienne, mais aussi la division administrative jusqu'en 1816 entre les royaumes de Trinacrie et de Sicile citérieure.
La guerre reprend lorsque Frédéric associe son fils Pierre au trône en 1321. Fidèle au gibelinisme, il soutient Louis de Bavière dans sa campagne italienne contre le pape en 1326-1327 comme il a appuyé Henri VII du Saint-Empire. Influencé par Arnaud de Villeneuve, il soutient également les franciscains spirituels. L'état de guerre favorise les barons et appauvrit le peuple. Le parti francophile s'étend à Messine par aspirations commerciales, chez les barons par intérêts particuliers et parmi la population par rejet des années de conflits. Alors qu'au nord de l'Italie le régime féodal régresse, les grandes familles italiennes et catalanes prennent de plus en plus d'indépendance jusqu'à concurrencer la puissance politique et judiciaire du roi, à l'instar des Ventimiglia (seigneurs de Trapani et Geraci), Chiaramonte (fortement possessionnés à Palerme), Moncada (propriétaires en Sicile et de toute l'île de Malte), Peralta (it) (comtes de Caltabellotta et grands amiraux…)… 
Après la mort de Frédéric à Paternò, le conflit se poursuit durant les cinq années du règne de son fils, Pierre, qui meurt à son tour le 13 août 1343 à Calascibetta. Son fils Louis n'a que 5 ans. Sa mère, Élisabeth de Carinthie, et son oncle, Jean de Randazzo, gouvernent l'île. Mais la peste noire se déclare en 1348 à partir d'un navire génois revenu d'Orient, et frappe la région, qui compte 250 000 habitants, comme l'ensemble de l'Europe. Le régent en meurt en 1348, Louis en est victime à son tour en octobre 1355 tout comme, peu de jours après, sa sœur Constance, régente après la mort de leur mère. Leur frère, Frédéric le Simple, reçoit la couronne sicilienne, et leur sœur Euphémie, la régence jusqu'à la majorité du roi, en 1357. Il règne sur une population exsangue et une noblesse fracturée entre les « Catalans », emmenés par les Ventimiglia, fidèles au roi, et les « Latins », menés par les Chiaramonte, partisans des Angevins de Naples avec lesquels ils attaquent la côte méridionale de l'île. Frédéric négocie une paix avec Jeanne Ire de Naples en 1372.
Sa mort, en 1377, laisse héritière sa fille mineure, Marie. Les quatre grandes familles se partagent le pouvoir et l'île lors de la période dite « des quatre vicaires » (Artale Ier Alagona, comte de Paternò, Manfred Chiaromonte, comte de Modica, Guillaume de Peralta, comte de Caltabellotta et Francesco Ventimiglia, comte de Geraci), et le roi Pierre IV d'Aragon fait enlever sa petite-fille et nièce pour revendiquer la couronne sicilienne et lui donner un époux. Elle épouse son cousin, Martin le Jeune, qui arme une flotte sous la direction de Bernardo Cabrera qui débarque à Trapani le 25 mars 1392. Ventimiglia et Peralta se rangent à ses côtés. Chiaramonte est exécuté pour rébellion. Alagona quitte l'île. Le couple doit combattre jusqu'en 1396 pour imposer leur pouvoir sur la majorité de l'île : nouveau registre des fiefs, retour des forteresses stratégiques dans le giron royal, légation apostolique, adoption du titre du Roi de Sicile, reprise du Parlement sicilien… Marie meurt en 1401, Martin en 1409, le père de celui-ci, Martin le Vieux, roi d'Aragon, s'adjuge la couronne sicilienne, faisant passer l'île, qui perd tout gouvernement autonome, sous dépendance espagnole pour quatre siècles.
Latins et Catalans poursuivent leurs luttes durant l'interrègne suivant la mort de Martin le Vieux en 1410, mais les grandes familles ont été décimées : la régence de Blanche de Navarre est contestée par Cabrera, l'antipape Jean XXIII propose comme roi Ladislas de Naples, un comité est formé par le Parlement sicilien pour choisir un souverain… Devenu roi d'Aragon par le compromis de Caspe, Ferdinand Ier, neveu de Martin Ier, désigne son fils Jean comme vice-roi.
Jean est rappelé par le nouveau souverain, son frère Alphonse V, qui s'est emparé de la couronne de Naples et la réunit à celle de Sicile en 1442. Le roi, installé à Naples, engage des guerres contre les cités du Nord de l'Italie dont la Sicile doit supporter les conséquences, mais il crée également la première université sicilienne, à Catane en 1434, et une école de grec à Messine.
Le millier de casal, villages ruraux favorisés par les rois normands pour équilibrer l'occupation humaine de l'île, a progressivement disparu après la mort de Frédéric II, jusqu'à n'être plus qu'une centaine un siècle plus tard, au profit de la restauration du latifundium, vastes propriétés des grandes familles, du roi, de l’Église et de ses communautés, exploitées par des massari endettés qui ne les habitent pas. Le revenu des thonneries et des céréales, mais surtout par la vente de nouveaux titres honoraires ou de pardons pour les crimes et par les impôts, financent les caisses royales. L'île n'exporte plus que du grain et du sucre de canne, et importe textiles, vin, huile. Les ports prospèrent grâce aux commerçants toscans puis génois et catalans, mais aussi vénitiens qui possèdent un consul à Palerme, et anglais, représentés à Messine et Trapani, ce dernier port parvenant à égaler Palerme et Messine grâce à sa plus grande proximité de la côte espagnole.

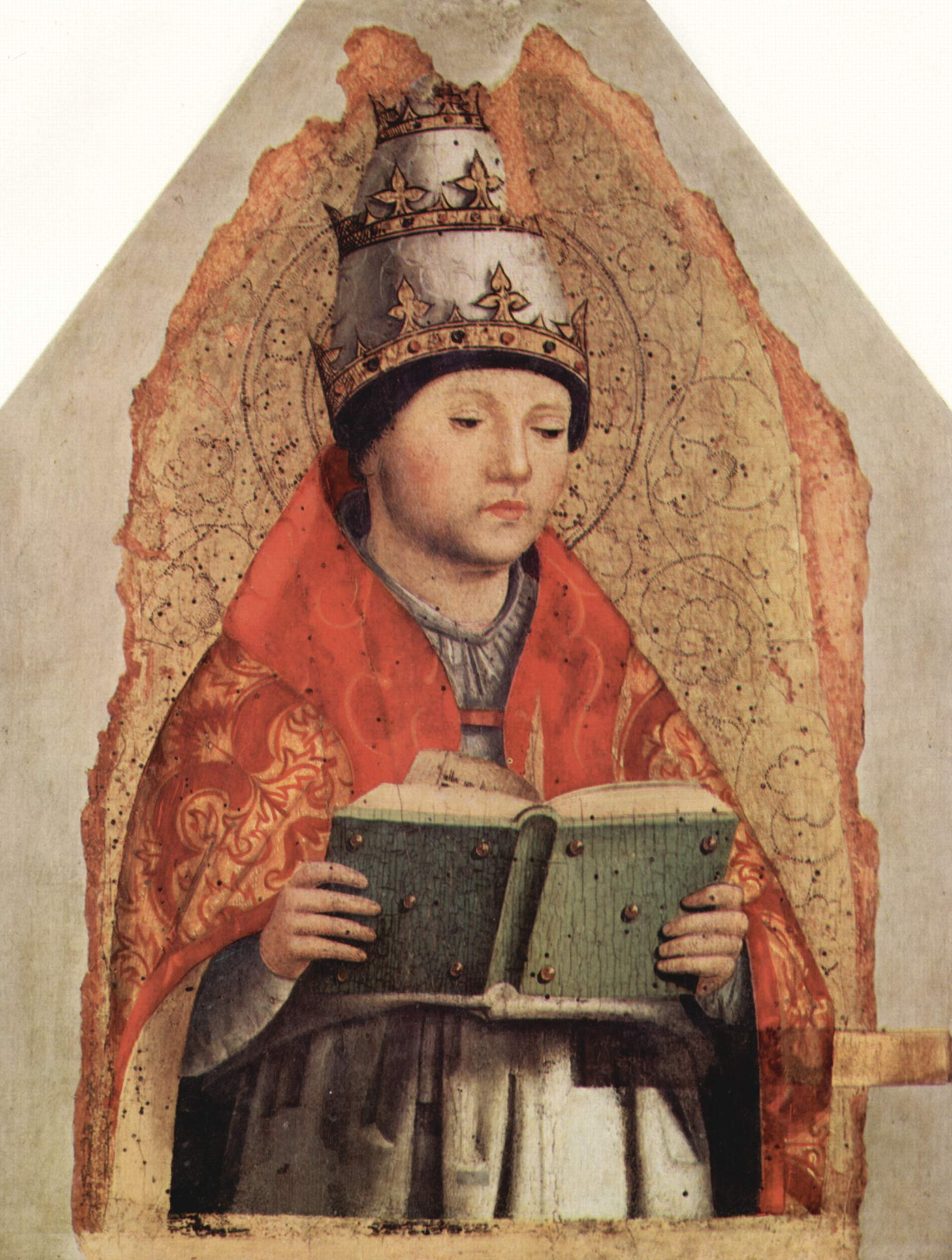
Saint Grégoire par Antonello de Messine (1470), exposé au Palais Abatellis de Palerme, exemple des débuts de la Renaissance sicilienne.

Dans cette île sous-développée, périphérie de l'Europe mais à nouveau reliée à l'Italie, Antonello de Messine, premier portraitiste de la Renaissance italienne, et rare peintre d'importance du Quattrocento sicilien, développe son art. La famille de sculpteurs lombards Gagini est principalement active à Palerme et en Sicile occidentale, puis, dans la seconde moitié du XVIe siècle, Messine adopte le maniérisme des architectes et sculpteurs toscans Giovanni Angelo Montorsoli et Andrea Calamech.
Jean, roi d'Aragon et de Sicile en 1458, déclare ces deux royaumes perpétuellement unis. Lors d'une session du Parlement à Caltagirone, il limite les obligations militaires des nobles et l'acquisition de terres aux seuls Siciliens, interdit le commerce avec les Turcs et l'approche des côtes par les navires musulmans. Son fils, Ferdinand le Catholique réunit par son mariage Aragon et Castille et poursuit la lutte contre les Juifs et les musulmans. Il instaure l'Inquisition sur l'île en 1487 contre les nouveaux convertis et expulse en 1492 les derniers juifs de l'île, présents depuis plus d'un millénaire et représentant un dixième de la population urbaine. La clémence demandée par les Palermitains pour les Juifs siciliens n'a pas d'effet, et l'île perd définitivement médecins, marchands et prêteurs.
Les huit cent mille à un million de Siciliens sont majoritairement urbains au début du XVIe siècle, mais la mainmise féodale grandit durant ce siècle. La bourgeoisie urbaine, enrichie sous l'essor de la féodalité et non unifiée à l'échelle insulaire, ne cherche pas à être un contrepoids politique, malgré les révoltes à Palerme vers 1450 et à Messine en 1464. Des nobles espagnols, dotés de titres inédits comme duc et prince, s'installent pour compléter le contrôle des fidèles fonctionnaires royaux ibériques. La Sicile accueille également au XVe siècle des Byzantins fuyant Constantinople pris par les Turcs, à l'instar de Constantin Lascaris, des Albanais qui forment la communauté des Arberèches, des Italiens à la recherche d'un travail, quelques esclaves arabes originaires du Magheb.

## Époque moderne

### 1516 - 1713: Sous l'Empire espagnol

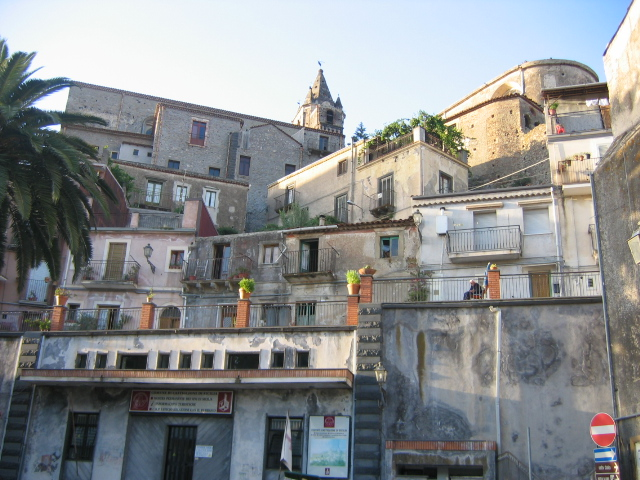
Castiglione di Sicilia.

La découverte de l'Amérique développe la route maritime atlantique au détriment des échanges en Méditerranée, et l'économie sicilienne décline. La société est dominée les vice-rois et la Grande curie, avec une aristocratie et une Église qui disposent d'importants privilèges. En réponse, les maestranze, corporations de métiers qui défendent les intérêts des artisans, forment les apprentis et secourent les membres qui ne peuvent plus exercer, prennent de plus en plus d'importances, jusqu'à rendre justice elles-mêmes.
Petit-fils de l'empereur Maximilien et de Ferdinand d'Aragon, Charles de Habsbourg devient roi des Espagnes, de Naples, de Sicile et de Jérusalem en 1516 puis l'empereur Charles Quint en 1519. Les barons et les Palermitains contestent le vice-roi Hugues de Moncade en 1516, qui se réfugie à Messine. Au printemps 1517, le roi envoie le napolitain Ettore Pignatelli à la tête de 7000 hommes pour reprendre l'ile, en punissant par décapitation et confiscations de biens les rebelles. Giovan Luca Squarcialupo organise une nouvelle insurrection, mais périt assassiné. En 1523, les Français soutiennent un soulèvement indépendantiste qui échoue. Frontière de l'Occident chrétien, la Sicile retrouve temporairement un rôle stratégique contre les Barbaresques, et fournit des navires contre Tunis. L'empereur visite Palerme, Termini, Polizzi, Randazzo, Taormine et Messine entre le 22 août et le 3 novembre 1535. Deux lignes de fortifications sont élevées, l'une le long de la côte dans chaque port, l'autre à l'intérieur des terres pour défendre les plaines, auxquels s'ajoutent une centaine de tours d'observation et le réseau ancien de châteaux et de castras. Trois mille soldats sont cantonnées sur l'île, l'ost compte 1800 vassaux, les 57 compagnies de la milice territoriale comprennent 9000 fantassins, 1600 cavaliers. Les vice-rois d'Osuna et Maqueda arment des navires sur leurs fonds propres pour protéger les côtes régulièrement attaquées par les Turcs sous les règnes de Philippe II et Philippe III durant lesquels les Siciliens participent à la Sainte-Ligue et à la bataille de Lépante en 1571, marquant la fin de l'invincibilité ottomane.
Tout au long des XVe et XVIe siècles, l'Inquisition est toute puissante, suscitant les plaintes de Parlement, plusieurs fois émises jusqu'à la suspension pour 10 ans par Charles Quint lors de sa visite sur l'île. Après sa reprise en 1546, les vice-rois Juan de Vega, Marcantonio Colonna et Enrique de Guzmán s'opposent à la puissance du tribunal religieux, ce qui n'aboutit qu'en 1592, à l'encadrement par le roi Philippe II des privilèges du Saint-Office sicilien, qui est le plus féroce en dehors de l'Espagne. Entre 1511 et 1515, 120 hérétiques sont condamnés au bûcher. Entre 1560 et 1570, 183 évangélistes sont condamnés dont 22 brûlés. En 1657, le religieux impie Diego La Matina tue l'inquisiteur dans la prison du palais Steri. Les Jésuites bénéficient de la protection du vice-roi Juan de Vega du vice-roi pour fonder 35 collèges, dont le premier ouvre à Messine, en 1548, au détriment des Dominicains et Franciscains plus anciennement implantés. Avec la Contre-Réforme, le culte mariale s'étend, à Messine, Modica et Cefalù dont elle devient la sainte patronne, et à Palerme où 123 églises lui sont dédiées à la fin du XVIIe siècle, mais le clergé régulier domine toujours la vie spirituelle insulaire avec près de 800 couvents masculins, dont 130 franciscains, et 12000 religieux.
Dans la première moitié du XVIe siècle, le toscan s'impose comme langue officielle au détriment du latin et l'espagnol.

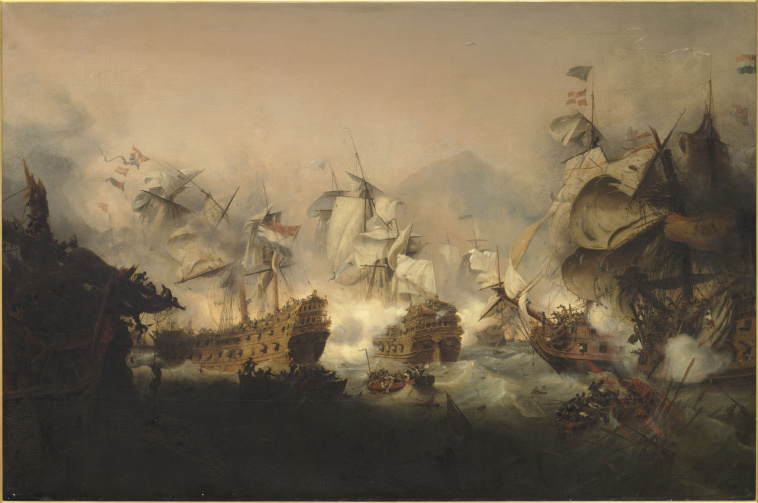
Combat naval devant Augusta en Sicile dans le golfe de Messine, 21 avril 1676, par Ambroise Louis Garneray.

La peste frappe durement Messine en 1575 et Palerme en 1624. Le prix du blé s'effondre, le peuple connait la faim et une lourde imposition par l'Espagne pour financer ses guerres, dont la guerre de Trente Ans, d'autant que la noblesse refuse de payer sa part et que l'administration espagnole préfère lui vendre des titres princiers ou ducaux et mettre des fiefs et villes aux enchères. Cela forme le terreau de plusieurs révoltes contre les vice-rois au XVIIe siècle, notamment entre mai et août 1647 à Palerme sous l'impulsion de Nino La Pelosa puis de Giuseppe D'Alesi, et à Messine entre 1674 en 1678, secouru par le duc de Vivonne. Abandonnée par Louis XIV, Messine est punie par le nouveau vice-roi espagnol.

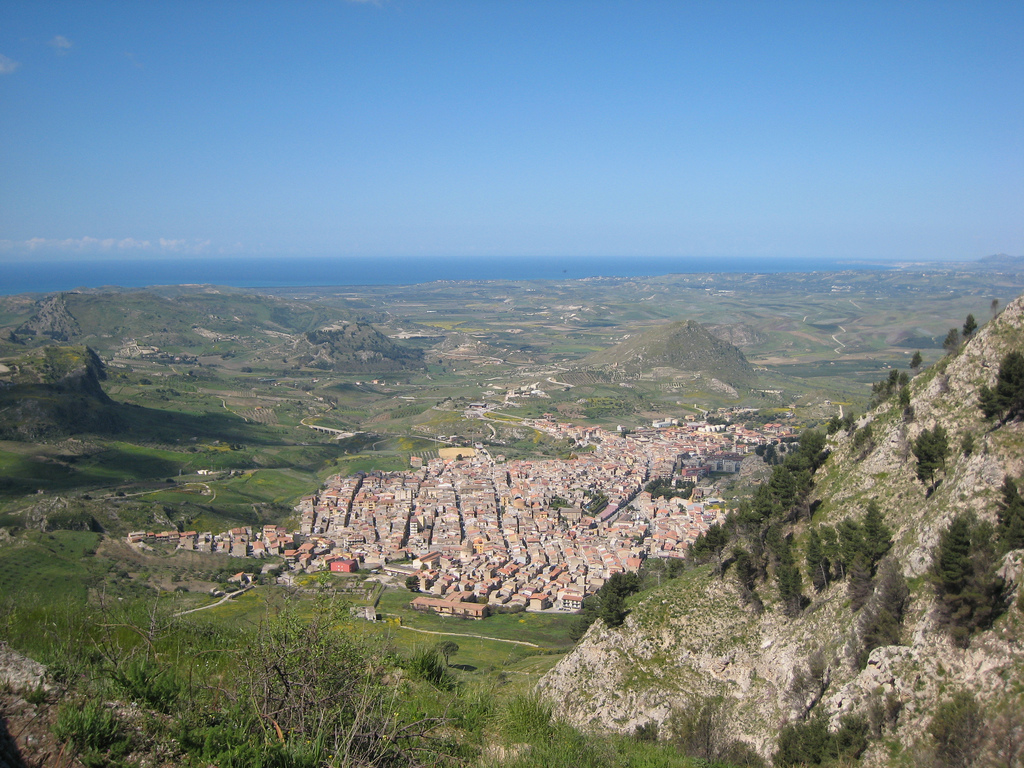
Cattolica Eraclea, bourg fondé vers 1612 grâce à une licentia populandi.

Persiste la culture des céréales sur les vastes terres détenues par des riches familles qui les confient à des terraggieri (paysans) ou, de plus en plus éloignés, à des gabelotti, métayers ou intendants qui s'enrichissent au détriment des paysans à qui ils sous-louent les terres et prêtent argent et animaux. Les exportations de blé sont plus que divisées par deux entre le début du XVIe siècle et la fin du XVIIe siècle ce que tente de résoudre par la colonisation des terres, en permettant au XVIIe siècle, aux seigneurs de fonder des bourgs (licentia populandi). La population atteint 1 150 000 habitants, avec une augmentation uniquement dans les campagnes où naissent de nombreux villages sans parvenir cependant à endiguer les difficultés de l'agriculture sicilienne.
L'Etna détruit partiellement Catane et les villes de la côte orientale en 1669, et le val di Noto est dévasté par un violent séisme qui fait 60000 victimes en 1693. Le duc de Camastra supervise la reconstruction des villes rasées dans un baroque tardif sicilien, à laquelle participent les architectes Giovanni Battista Vaccarini, Vincenzo Sinatra, Rosario Gagliardi et Andrea Palma. A l'ouest, le baroque s'exprime dans les villas Valguarnera et Palagonia de Tommaso Napoli à Bagheria, dans les stucs de Giacomo Serpotta et les sculptures d'Ignazio Marabitti. La peinture baroque avait été introduite au début du siècle par le Caravage lors de son exil (La Nativité, La Résurrection de Lazare, L'Adoration des bergers, L'Enterrement de sainte Lucie), puis son disciple Matthias Stom, mais aussi par le bref passage de Van Dyck à Palerme (plusieurs Sainte Rosalie et La Vierge du rosaire), maîtres étrangers qui influencent Pietro Novelli.

### 1713 - 1735: l'intermède savoyard et autrichien
.

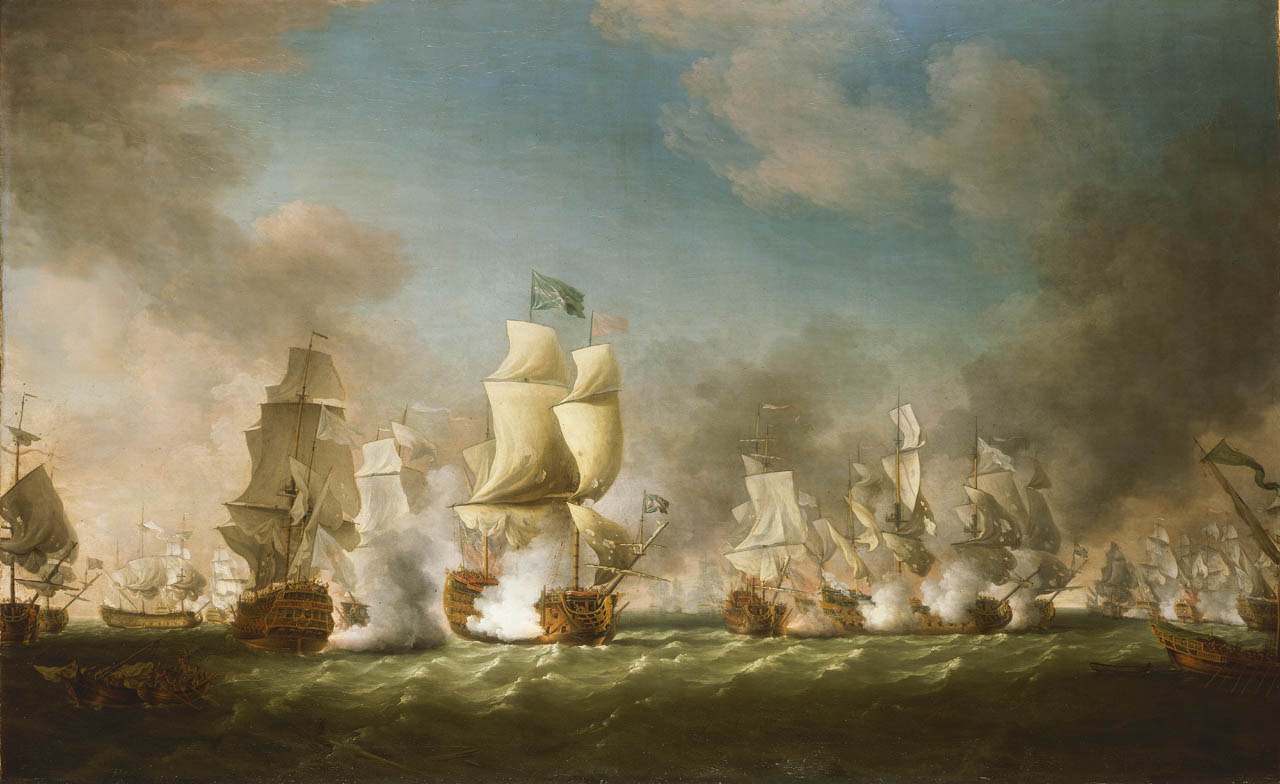
La Bataille de Capo Passero, 11 août 1718, par Richard Paton, 1767

Les Espagnols, fraîchement débarqués en Sicile essuient une lourde défaite face aux Britanniques, alliés de l'Autriche.
Charles II d'Espagne meurt en 1700, et désigne Philippe d'Anjou, un petit-neveu, comme héritier. En réaction, l'Angleterre, les Provinces-Unies, le Portugal et le Saint-Empire romain germanique forment la Grande Alliance. Le traité d’Utrecht de 1713 fait de Victor-Amédée II de Piémont-Savoie, beau-père de Philippe, le nouveau roi de Sicile, couronné à Palerme, tout en laissant au roi d'Espagne le bénéfice et l'autonomie politique et fiscale de ses possessions (dont le comté de Modica), estimées au dixième de l'île. Le duc de Savoie reste une année en Sicile, qui n'avait plus accueilli son souverain depuis Charles Quint, rouvre l'université de Catane et tente de relancer l'économie avec de nouvelles manufactures de papier et de verre, par l'agriculture et la construction navale. Il cherche à assainir les institutions politiques et à confisquer les biens des barons ayant créé des bourgs sans autorisation royale. Il s'aliène également une partie de la population lors de la « controverse de Lipari » qui l'oppose en 1715 au Pape Clément X, lequel supprime la légation apostolique remontant à Roger II. Aussi, les Siciliens accueillent-ils favorablement les troupes espagnoles qui débarquent en juin 1718, sont défaits par les Anglais au large de Capo Passero mais remportent les batailles de Francavilla et de Milazzo contre les soldats de l'empereur autrichien Charles VI qui souhaite échanger la Sardaigne contre la Sicile. Les combats dévastent l'île et poussent les Espagnols à la reddition le 6 mai 1720. Le 8 août, le duc de Savoie donne la Sicile à l'Empereur. De sa courte aventure sicilienne, Victor-Amédée conserve auprès de lui l'architecte messinois Filippo Juvarra et les juristes Francesco d'Aguirre et Nicolo Pensabene.
Animés par les principes mercantilistes, les vice-rois autrichiens échouent à réformer les impôts et à refaire de Messine un port de premier rang. Ils confient les mines d'argent et d'alun à une main-d’œuvre originaire de Saxe et de Hongrie, que rejette la population locale nostalgique de la domination espagnole. N'ayant prononcé aucune exécution depuis 1658, le Saint-Office rallume ses bûchers en 1724 et 1731. L'aristocratie s'européanise, fonde des académies dont la première est l'académie du bon goût à Palerme en 1718, construisent des palais et des villas, financent des artistes.

### 1735 - 1860: Sous les Bourbons de Naples
L'île revient en 1735 aux Bourbons d'Espagne par la reconquête de l'infant Charles de Bourbon, duc de Parme et de Plaisance à partir de 1731, puis roi de Naples en 1732, qui nomme José Carrillo de Albornoz vice-roi. La statue de Charles VI est aussitôt fondue pour un monument à la gloire du nouveau souverain qui reste une semaine à Palerme à la suite de son couronnement le 3 juillet 1735, après la chute de Messine et Syracuse, et alors que Trapani résiste encore. Les aspirations de réforme de Don Carlos, comme l'instauration de la magistrature suprême du commerce, sont bloquées par l'aristocratie. Il faut plus de trois semaines pour aller de Trapani à Messine par le réseau routier. Il tente de relancer le commerce du blé et les exportations vers le Maghreb.
Le secrétaire d’État Bernardo Tanucci poursuit la politique éclairée de Charles quand, devenu roi d'Espagne, celui-ci laisse en 1759, les couronnes de Naples et de Sicile à son troisième fils, Ferdinand III de Sicile, alors âgé de 8 ans. Deux tiers des 40000 hectares de terres des Jésuites, chassés de Sicile en 1767, sont distribués à des paysans afin d'accroitre le nombre de petits propriétaires exploitants, selon les thèses populationnistes de Antonio Genovesi. Les collèges sont confiés à d'autres ordres séculiers, puis inclus dans un système scolaire public, gratuit et laïc institué en 1770 : 18 écoles du premier grade pour apprendre catéchisme, lecture, écriture, calcul et latin ; cinq écoles du deuxième grade sises à Palerme, Messine, Catane, Syracuse et Trapani, où sont enseignés lecture, écriture, calcul, latin et grec, catéchisme, théologie dogmatique, histoire sacrée et profane, mathématiques, philosophie générale et celle de Cicéron. Palerme accueille la seule école supérieure, distincte de l'unique université de l'île, à Catane. Le vice-roi Giovanni Fogliani de Pellegrino, prédécesseur de Tanucci à Naples, jouit d'une longévité inédite de dix-huit ans, jusqu'à une révolte palermitaine en 1773.
Le Sicilien Giuseppe Beccadelli di Bologna succède à Tanucci au poste de secrétaire d'État de Ferdinand à Naples en 1776. Moins réformiste, il poursuit la vente des terres des Jésuites au seul profit des plus riches, achetant lui-même de vastes domaines et bénéficiant d'une licencia populandi du roi pour fonder de nouveaux bourgs. Il refuse de transformer l'Académie royale des études de Palerme en Université et de rouvrir l'université de Messine. Contestée par un prête de Castrogiovanni, Pasquale Mattias, condamné à six ans de prison, l'inquisition est abolie le 27 mars 1782. L'enseignement de l'économie politique est introduite en 1779 à la Faculté de Droit de Catane, dont le professorat d'« économie, commerce et agriculture » est confié au juriste Vincenzo Malerba, défenseur de la torture contre Cesare Beccaria, et à la faculté des Études philosophiques de Palerme où Vincenzo Emanuele Sergio enseigne « économie, agriculture et commerce » avant que l'agriculture soit déléguée en 1785 à l'agronome et économiste Paolo Balsamo. En 1780, la vice-royauté échoit à Domenico Caracciolo qui s'inspire des Lumières pour moderniser de l'île : imposition sur les carrosses pour restaurer les rues de Palerme, développement de la petite propriété par des baux emphytéotiques à partir des biens de la grande aristocratie, mise en place avortée d'un cadastre, encadrement de l'autorité des barons. En janvier 1786, il est rappelé à Naples comme secrétaire d'État à la place de Beccadelli. Francesco d'Aquino, prince de Caramanico, lui succède sur l'île jusqu'en 1795 et poursuit, plus modérément, l'affirmation de la souveraineté royale contre les barons, notamment par la Pragmatique du 14 novembre 1788 imposant le retour au domaine royal des fiefs sans héritier. En revanche, l'affaiblissement féodal n'amène ni émergence d'une bourgeoisie ni renouvellement de l'agriculture.
Dans cette lutte entre la puissance du monarque et les privilèges des barons, le faussaire Giuseppe Vella tente par le Conseil d’Égypte, d'accréditer la thèse de la primauté royale. Son détracteur, l'abbé et historien Rosario Gregorio, prône la fin de la féodalité au profit d'un état moderne bâti sur le droit public. Le jacobinisme touche peu la Sicile, malgré la figure de Francesco Paolo Di Blasi et des conspirations avortées à Syracuse en 1794, et à Catane en 1794 et 1803. Mais la dernière décennie du XVIIIe siècle et le début du XIXe siècle voient la naissance d'une gauche démocratique encore marginale.
Le roi Ferdinand et la reine Marie-Caroline sont chassés de Naples par les soldats français de Championnet le 23 décembre 1799. Conseillés par William Hamilton et protégés par Nelson qui reçoit plus tard le duché de Bronte en reconnaissance de ses services, le couple royal se réfugie à Palerme. Leur fils de 6 ans, Charles-Albert, meurt durant la traversée. Marie-Caroline décrit dans sa correspondance sicilienne un clergé corrompu et un peuple « sauvage » qui aspirent à une république, à laquelle s'oppose une noblesse « d'une loyauté douteuse » qui craint de perdre richesse et hégémonie dans la démocratisation du régime. Elle quitte Palerme en juin 1800, avec Nelson et les Hamilton, pour retourner à Vienne. En 1802, quatre ans seulement après la découverte d'Edward Jenner, Ferdinand impose la vaccination contre la variole dans des centres médicaux ouverts à travers l'île. Il revient à Naples le 27 juin 1802, la reine le 15 août.
Ils sont à nouveau détrônés en 1806 par l'armée napoléonienne occupant le sud de la péninsule italienne, et reviennent en Sicile occupée par les Britanniques, présents à travers 20000 soldats commandés par l'amiral Collingwood et son adjoint Smith, des marchands pour qui l'île durant le blocus est l'un des rares débouchés, mais aussi une influence culturelle sur l'élite insulaire. Au point que nombres d'Anglais, comme Coleridge, et de Siciliens, souhaitent une annexion de l'île au Royaume-Uni. Contre l'avis de puissant secrétaire d’État John Acton, la reine pousse à poursuivre la lutte en Calabre durant quatre ans mais ni les attaques de l'amiral Smith ni celles du général Hesse-Philippsthal ne sont fructueuses. Le représentant britannique William Cavendish-Bentinck est missionné par son gouvernement pour apaiser l'île, qui connait un bras-de-fer entre le couple royal, entouré de leur cour napolitaine, et les barons locaux qui refusent de voter de nouveaux impôts au Parlement de janvier 1810, et dont le roi exile cinq représentants. Ferdinand doit se démettre au profit de son fils François, nommé vicaire du royaume, lequel libère les nobles exilés qui forment un gouvernement. Le 19 juillet 1812, le Parlement sicilien, sous la conduite de Bentinck qui souhaite que la Sicile sous protectorat anglais propose un contre-modèle à la Révolution française et à Napoléon à l'Italie et à l'Europe, adopte, à l'instar de la constitution espagnole votée la même année, une constitution libérale, coécrite par Paolo Balsamo. Elle sépare l'île du royaume de Naples, instaure le bicamérisme et la séparation des pouvoirs législatif, exécutif et judiciaire, reconnait les libertés individuelles, et abolit les privilèges féodaux. Mais elle reste en deçà du mouvement européen social et post-féodal faute de renversement de l'ancien état social. Malgré l'abolition de la féodalité, les aristocrates dominent toujours l'île, là où la Révolution française intronise la bourgeoisie. De plus, l'absence de culture du débat démocratique enferme chacune des chambres dans des postures bloquant toute possibilité d'accords.

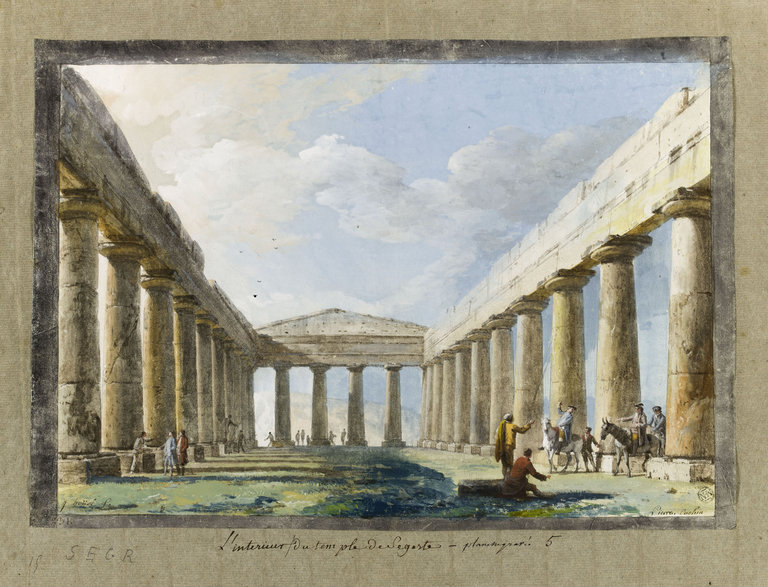
Ruines du temple de Ségeste par Jean-Pierre Houël, 1782-1787.

À partir de la seconde moitié XVIIIe siècle, les sites de la Sicile antique sont une des étapes du Grand Tour des aristocrates européens, car plus accessibles que la Grèce sous domination ottomane. Ils décrivent le contraste entre l'art et la culture, l'apparent paradoxe entre la pauvreté des habitants et la richesse des ressources naturelles et de l'histoire. Riedesel, Payne-Knight, Münter, Goethe, Brydone, Swinburne, l'abbé de Saint-Non, Michel-Jean Borch, Dominique Vivant Denon, Jean-Pierre Houël visitent Ségeste, Sélinonte, Agrigente, Taormine, Syracuse, mais aussi l'Etna et Palerme, et délivrent la première « image mondiale » de la Sicile.
Après la chute de Murat, Ferdinand s'installe à Naples, et abroge la constitution sicilienne le 8 décembre 1816. Il unifie l'île et Naples sous le titre de Ferdinand Ier des Deux-Siciles et met en place une « monarchie administrative », centralisatrice et absolutiste, en s'inspirant du Code Napoléon (Lois civiles, 1819). L'île est administrée par un vice-intendant et un conseil dans chacun des vingt-trois districts, regroupés en sept provinces dont Palerme, Messine, Catane, Syracuse, Girgenti, Caltanissetta et Trapani sont les chefs-lieux où résident chaque intendant eux-mêmes soutenus par un conseil d'intendance composé de trois membres désignés par le roi parmi les grands nobles, qui assume également le contentieux administratif, et un conseil provincial dont les quinze membres sont désignés par les communes. Celles-ci sont dirigées par un maire issu d'une assemblée nommée à raison d'un représentant par millier d'habitants. Un lieutenant du roi remplace à Palerme la charge de vice-roi.
Pour appartenir à ces instances, les prétendants se livrent à des luttes d'influence et parfois criminelles qui ont pu participer à l'émergence du crime organisé sicilien. En effet, les gestionnaires des domaines agricoles (gabellotti) et leurs équipes de gardiennage (campieri) s'émancipent progressivement de leurs donneurs d'ordre traditionnels pour former des groupes spécialisés d'usage de la force, monnayant leurs services aux propriétaires et aux pouvoirs officiels et infiltrant les forces publiques et parapubliques de sécurité (gardes municipales, polices rurales). Incapable de les affronter, l'Etat préfère pactiser avec ces groupes pour contrôler l'île. En 1838, le procureur général du roi à Trapani décrit pour la première fois officiellement la mafia comme une organisation secrète dangereuse,.
Par la défaillance de l'administration et le conservatisme de la population, les barons conservent le pouvoir économique, transformant leurs fiefs en latifundia dont ils délèguent la gestion aux gabellotti pour vivre à Palerme, Messine ou Naples. La noblesse perd moins de 10 % de ses possessions tout en en tirant plus profit par la disparition des anciens droits d’usage et le partage des communaux presque toujours à son avantage. Plus que l'abolition du majorat fidéicommis en 1818, c'est la loi de 1824 autorisant la vente de propriétés pour payer les dettes qui entame plus notablement le foncier nobiliaire, au profit de barons créanciers surtout, de l’Église, de petits nobles et de quelques bourgeois urbains. Sans audace économique, spéculant sur le grain dont la production extensive reste la ressource première de l’île, fraudant à l'exportation contrôlée par le Mastro Portulano, l'aristocratie laisse l'île dans sa torpeur, imitée par les quelques riches bourgeois qui préfèrent acheter des terres et des titres de noblesse. Les industries et le commerce sont laissés aux étrangers, notamment les Anglais dont la Sicile est la base arrière de leur commerce avec l'Italie et les Balkans depuis le Blocus continental, ce que complète la contrebande qui émerge à cette période, ont le monopole de l'extraction du soufre autour d'Agrigente et Palerme à partir de 1808 et développent la production de marsala. Les paysans et braccianti demeurent exploités, pauvres, endettés, illettrés et sous-nutris. En dehors des axes reliant Palerme à Messine et à Caltanissetta, le réseau routier n'est que chemins muletiers.

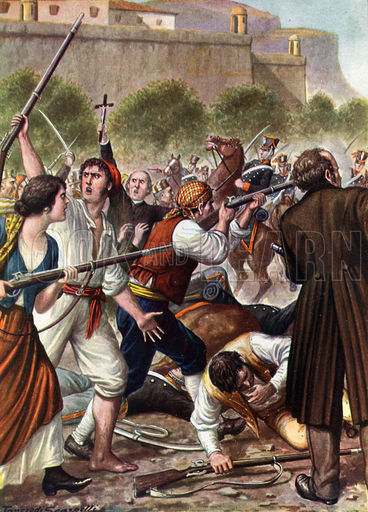
Représentation de la révolte de 1820 par Tancredi Scarpelli dans Storia d'Italia de Paolo Giudici (1929-1932).
Au printemps 1820 éclate une insurrection dans le royaume des Deux-Siciles à Naples d'abord puis en Sicile.

L'opposition aux Bourbons, désormais considérés comme étrangers, l'émergence des idées du Risorgimento, comme l'adhésion aux diverses formes d'illégalité (banditisme, sociétés secrètes, conspiration, fraudes) font naitre des mouvements sociaux autonomistes et parfois contradictoires entre les nobles autonomistes cherchant à se libérer du carcan de l'absolutisme napolitain, et le peuple rural non structuré qui aspire à un meilleur partage des terres. En 1820, informé de la révolte libérale de Naples, le peuple de Palerme, animé par les maestranze, imité de celui d'Agrigente, se soulève en faveur de l'autonomie de l'île et tue 45 habitants de Caltanissetta dans leur tentative de rallier le centre de l'île, alors que les libéraux de Messine et Catane adoptent le parti révolutionnaire napolitain qui considère le soulèvement palermitain comme un désir de retour à l'ordre ancien. Le gouvernement provisoire est présidé par le cardinal Pietro Gravina. Faute d'unité, la sédition est écrasée par les 25000 hommes du général Florestano Pepe. Naples tombe le 21 mars 1821 face aux Autrichiens qui rétablissent Ferdinand. Son fils François, lieutenant général en Sicile entre 1812 et 1814 puis entre 1816 et 1820, est couronné en 1825 et confie ce poste à l'ancien directeur de la police, Pietro Ugo delle Favare, qui traque les carbonari et les rebelles de l'île durant cinq ans. En 1830, le frère du roi, Léopold de Bourbon-Siciles, devient à son tour lieutenant général en Sicile alors qu'une tentative de soulèvement avorte à Palerme.
Après la mort du choléra de 40 000 personnes à Palerme et 70000 dans l'île, parmi lesquelles l'économiste Niccolò Palmeiri et l'historien Domenico Scinà, les Siciliens se soulèvent en 1837, encouragés par les sociétés secrètes, dont les carbonari, dans leurs théories d'une contamination volontaire napolitaine. L'île est à nouveau divisée, cette fois entre les Catanais démocrates et autonomistes, et le parti conservateur qui voit d'un bon œil l'intervention du maréchal Francesco Saverio Del Carretto pour étouffer le mouvement en arrêtant 750 personnes dont 180 sont exécutés. La déconcentration dont bénéficie l'île est annulée et des fonctionnaires napolitains y sont désormais nommés. L'Université de Messine est rouverte, des réformes agraires entreprises engendrant une hostilité aristocratique envers les Bourbons.

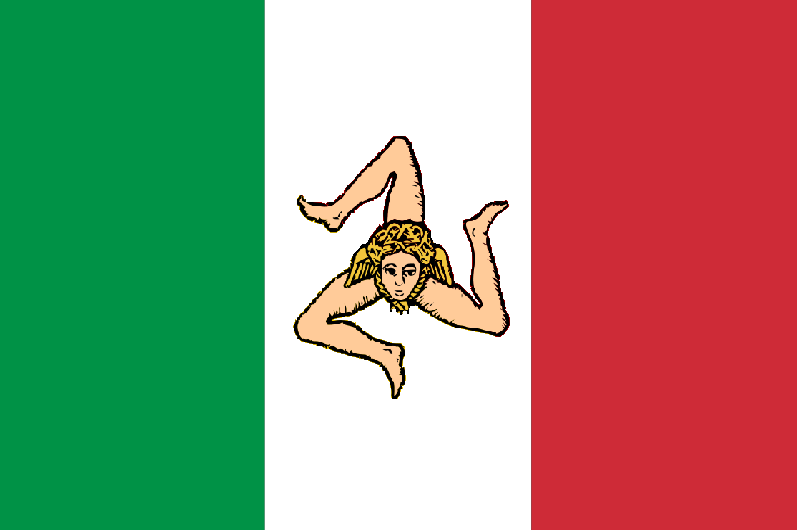
Le drapeau adopté par le gouvernement provisoire de 1848 reprend le drapeau tricolore italien orné au centre de la Trinacrie, symbole antique de l'île.

La révolution de 1848 est précédée par une décennie d'agitation intellectuelle libérale favorable à l'autonomie sicilienne et à l'unité italienne à travers les publications de La Guerra del Vespro siciliano de Michele Amari (1842) et La Lettre de Malte de Francesco Ferrara (1847). Le paysage politique libérale se structure autour des chefs de file comme Pietro Lanza, prince de Scordia, partisan d'une monarchie constitutionnelle, les démocrates Francesco Ferrara, Emerico Amari, Vito d'Ondes Reggio, les modérés néogibelins Michele Amari et Giuseppe La Farina, le républicain carbonariste Pasquale Calvi, les mazzinistes Rosolino Pilo, Giuseppe La Masa et Francesco Crispi. A l'inverse, jugeant les abus d'autorité des latifundistes responsables de la pauvreté du peuple et de l'atonie industrielle et commerciale, le fonctionnaire libéral napolitain Lodovico Bianchini plaide en 1841 pour un centralisme plus fort, tout en prônant un allègement des règlementations et une redynamisation de l'économie insulaire. Mais il échoue à imposer le cadastre dans l'île.
Alors que l'élection du pape libéral Pie IX en juin 1846 fait espérer aux néo-guelfistes de Gioberti une confédération des États italiens et que le Printemps des peuples va fleurir à travers l'Europe, les troubles débutent à Palerme le 12 janvier 1848, d'abord à l'initiative du peuple conduit par La Masa, rejoint par les bourgeois et aristocrates libéraux modérés, dont Ruggero Settimo, ancien membre du gouvernement libéral de 1812 et du conseil provisoire de Palerme en 1820, et son ami Mariano Stabile, qui constituent le 28 janvier une garde nationale composée de bourgeois et de nobles, afin de contenir le mouvement révolutionnaire populaire. L'île totalement soulevée, Settimo et Stabile prennent la tête, le 2 février, d'un gouvernement provisoire favorable à une monarchie libérale. Un Parlement est élu le 15 mars sur la base de la constitution de 1812, et se réunit en mars dans l'église San Domenico de Palerme. Divisé entre monarchistes et républicains, fédéralistes et unitaires, il parvient à se mettre d'accord pour proposer la couronne sicilienne au fils cadet du roi de Sardaigne, qui la refuse. Les libéraux et une large partie des démocrates cherchent plus à conserver ou retrouver leurs avantages qu'à répondre aux aspirations populaires, notamment agraires.
Malgré les tractations franco-britanniques, Ferdinand II fait bombarder Messine en septembre 1848, et débarquer sur l'île 10 000 hommes sous l'autorité du général Carlo Filangieri qui prennent Palerme, en mai 1849. Cette révolution brisée affaiblit, parmi les patriotes siciliens, la revendication d'indépendance contre Naples au profit de l'idée autonomiste au sein d'une Italie unifiée et fédérale, hormis chez les quelques séparatistes comme Emerico Amari. L'exil des meneurs vers Malte, l'Italie du Nord ou la France nourrit dans les années suivantes l'ouverture et l'inclusion des intellectuels siciliens dans les courants italiens et européens qu'expriment la Bibliothèque des économistes de Ferrara et l'Histoire des musulmans de Michele Amari.
Après le remplacement des compagnies armées locales par la gendarmerie en 1848, le crime à main armée s'organise et s'intensifie contre les voyageurs sur les routes et les chemins auparavant relativement sûrs et en revend au Maghreb le bétail et les chevaux volés, le régime le considérant lié aux agitateurs de la gauche libérale puis aux garibaldiens et aux socialistes. L'industrie pâtit depuis 1820 du retrait progressif des Anglais et de la crainte des financiers de nouvelles émeutes, à l'exception du travail des coraux et des lapidaires. Les réformes napolitaines, incomplètes, sont incapables de transformer la société sicilienne.
Les lieutenants généraux Filangeri et Paolo Ruffo di Bagnara redonnent à l'île une partie de son autonomie mais Ferdinand s'enfonce dans l’absolutisme en réduisant les libertés de mouvement et d'expression et en accentuant l'arbitraire de la justice aux mains de Salvatore Maniscalco, chef de la police insulaire, pendant que le Royaume du Piémont-Sardaigne déploie une politique progressiste et pan-italienne.

## Époque contemporaine

### 1860 - 1922: La Sicile au sein de l'Italie unifiée

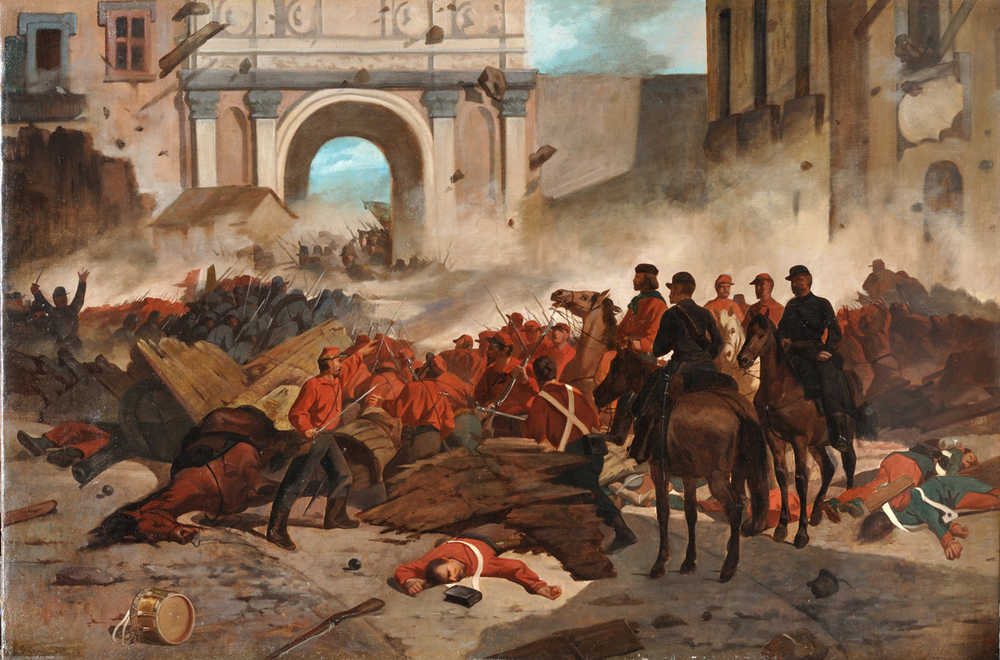
Garibaldi à Palerme, par Giovanni Fattori.

Après la mort de Ferdinand en 1859, son fils, François II, poursuit l'alliance avec l'Autriche en refusant la main tendue de Cavour, premier ministre de Victor-Emmanuel II de Piémont-Sardaigne. Les mazziniens maintiennent l'agitation dans le Mezzogiorno, et dépêchent en Sicile l'avocat républicain de Ribera, Francesco Crispi, alors que Cavour y envoie un fidèle, Enrico Bensa.

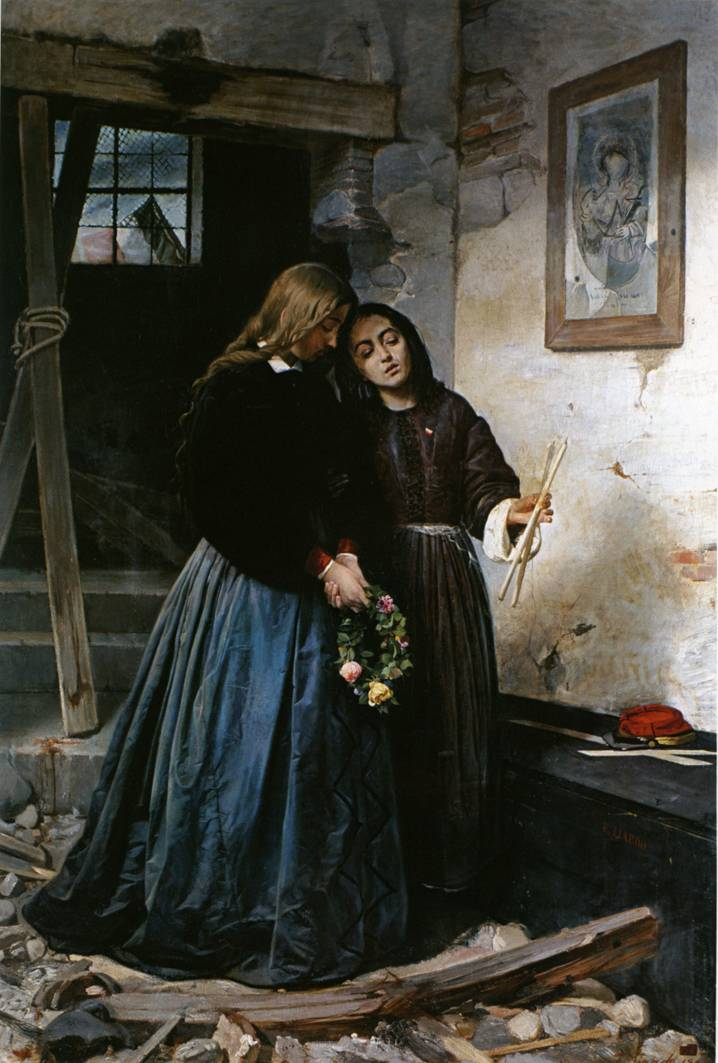
Sepoltura garibaldina, par Filippo Liardo, 1862.
Deux jeunes femmes en deuil, dans une maison partiellement détruite par le bombardement de Palerme par les Bourbons, se recueillent devant le cercueil d'un garibaldien mort pour la libération de la ville.

À la suite d'une série d'émeutes entre 1854 et 1859, et après l'intégration de la Lombardie, de la Toscane, de l'Émilie et la Romagne au royaume de Sardaigne à l'issue de la Deuxième guerre d'indépendance italienne, les Napolitains écrasent une nouvelle tentative de soulèvement menée à Palerme le 4 avril 1860 par Francesco Riso. Mais d'autres révoltes populaires éclatent dans le Nord de l'île, attisées par les mazzaniens Crispi, Pilo et La Masa. Avec le soutien officieux du roi de Sardaigne, Giuseppe Garibaldi, aventurier partisan de l'unité italienne convenant à la fois aux modérés pour son soutien à la maison de Savoie et aux démocrates par sa popularité, s'embarque à Gênes pour la Sicile. Un millier de volontaires essentiellement du Nord de l'Italie, dont Crispi et sa femme, le suit sur le Piemonte, commandé par lui et piloté par Salvatore Castiglia, et le Lombardo, commandé par Bixio et piloté par Augusto Elia, et débarquent à Marsala le 11 mars. L'expédition des Mille emporte les victoires à Calatafimi le 15, Palerme le 30, emportant l'adhésion de plus en plus de Siciliens mais surtout l'engouement de la presse européenne et américaine sous la plume de Charles Dickens, Florence Nightingale, Alexandre Dumas ou encore Karl Marx. Peu populaire sur l'île, la conscription n'enthousiasme pas les Siciliens à l'approche des moissons et moins d'un millier d'hommes forme la division sicilienne, sous bannière noire bordée de rouge avec un volcan au centre. La victoire de Milazzo en juillet met fin à la présence des troupes napolitaines de l'île.
Garibaldi, proclamé dictateur à Salemi, délègue la gestion administrative de l'île à Crispi, qui nomme un gouverneur aux pleins pouvoirs dans chacun des 24 districts de l'île, puis reçoit les portefeuilles de l'Intérieur et du Trésor dans le gouvernement du 2 juin. Pour contenter le peuple des campagnes, Garibaldi abolit les taxes sur le moulage des grains et sur l'importation de céréales et de légumes, décrète le partage des terres communales au profit des paysans pauvres et des combattants punissant de mort ceux qui s'y opposent. Face aux idées républicaines et jacobines, voire socialistes qui émergent parmi le peuple, les nobles et les bourgeois, traditionnellement autonomistes, choisissent de soutenir l'annexion voulue par Cavour, et défendue sur place ses envoyés La Farina et Cordova. Il faut d'ailleurs voir dans la répression du massacre de Bronte en août par Bixio, la nécessité de rallier les propriétaires à la couronne piémontaise et ne pas fâcher à l'Angleterre.

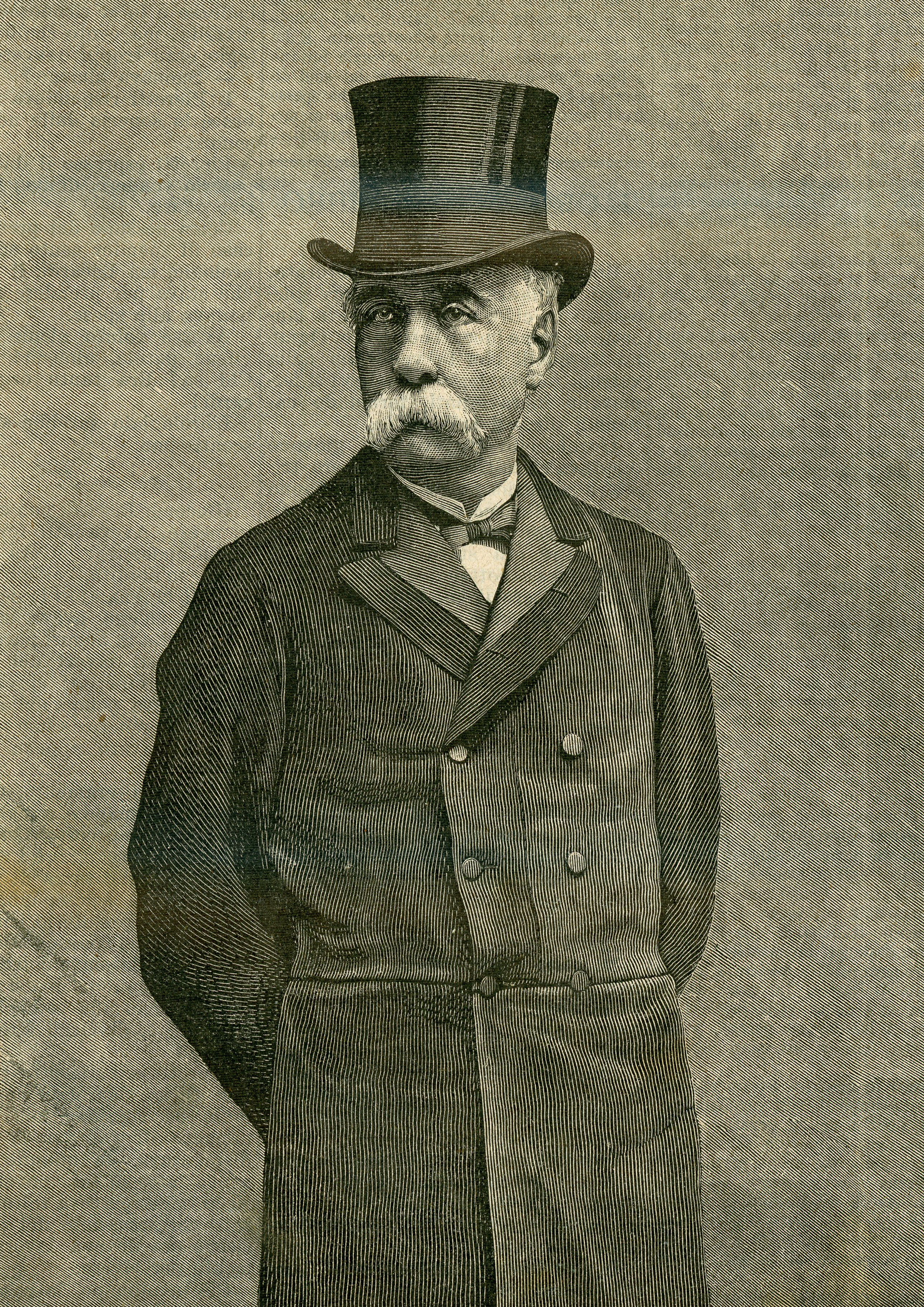
Francesco Crispi, homme politique sicilien, compagnon de Garibaldi, figure du Risorgimento.

Le 22 juillet, le Lombard Agostino Depretis, ex-mazzanien proche de Cavour et membre des Mille, est nommé pro-dictateur, s'empressant de promulguer l'application du Statut albertin du Piémont. Contre les réticences de Garibaldi et Crispi qui souhaitent attendre la libération de l'Italie du Sud et une assemblée constituante italienne, la Sicile approuve, le 21 octobre 1860, avec 432 055 « pour » et 667 « contre » (75 % de participation), le plébiscite d'annexion au royaume de Victor-Emmanuel II : les conséquences ne sont pas toujours comprises par les votants, d'autant que les opposants ont été empêchés par l'armée. Deux jours plus tôt, le pro-dictateur Antonio Mordini, remplaçant Depretis démissionnaire, crée un Conseil extraordinaire d’État composé de 37 personnalités siciliennes, essentiellement autonomistes modérés puisque les démocrates et les cavouristes ont refusé d'y siéger, lequel réclame à l'unanimité un statut spécial pour l'île sans être entendu. Le 1er décembre 1860, Victor-Emmanuel II se rend à Palerme pour recevoir des mains de Mordini les résultats du plébiscite ainsi que sa démission. Le Piémontais Massimo Cordero di Montezemolo prend la charge de lieutenant général. Aux premières élections générales italiennes de janvier 1861, dont le corps électoral est réduit à un dixième de celui du plébiscite par l'application de la loi piémontaise, près de la moitié des Siciliens s'abstiennent et la victoire des candidats de Cavour est moins franche que dans le reste du royaume : les autonomistes catholiques l'emportent dans une dizaine de circonscriptions de l'île et la gauche envoie au Parlement Crispi, La Masa et Calvi.
Le 17 mars 1861, l'État piémontais change son nom en Royaume d'Italie dont la Sicile devient une partie. Garibaldi s'efface devant le roi Victor-Emmanuel II mais remobilise autour de son mot d'ordre « O Roma, o morte », trois milles volontaires durant l'été 1862 depuis la Sicile afin d'intégrer Rome au royaume italien. Le gouvernement d'Urbano Rattazzi envoie contre eux l'armée italienne en Calabre.
L'enthousiasme sicilien en faveur de l'annexion ne dure pas : le gouvernement revient sur la promesse d'une autonomie sicilienne, tente d'amoindrir l'héritage de Garibaldi et impose une « piémontisation » sans tenir compte des différences culturelles entre les régions unifiées,. Pour s'assurer une stabilité électorale, l’État italien négocie à la baisse ses ambitions réformatrices avec une partie de la noblesse, la bourgeoisie terrienne et les professions libérales, au risque de perdre sa légitimité auprès des classes inférieures et de rendre inapplicable le centralisme en laissant le pouvoir, et notamment la violence — légale ou non — à ces élites locales. Mais une autre partie de la noblesse et le haut clergé demeurent fortement favorables aux Bourbons. L'aura de Garibaldi persiste en Sicile, par sa flamme patriotique et pour ses idées démocratiques et sociales, comme la réforme agraire. Contre la droite historique, républicains garibaldiens et mazziniens du Parti d'action s'allient aux intellectuels du parti autonomiste pour une décentralisation forte. Pourtant les frontières sont poreuses, et Crispi rejoint, lui, la gauche monarchiste. Les paysans endettés par l'achat des fiefs démantelés à partir de 1861, doivent rapidement les revendre à l'aristocratie ou à la bourgeoisie. La réforme de la justice, l'application du régime fiscal piémontais et le service militaire obligatoire inconnu sous les Bourbons sont autant de mesures impopulaires au moment où la crise économique provoque une famine. Alors que l’Église possède un dixième de l'île, la vente aux enchères des biens des corporations religieuses, dissoutes le 7 juillet 1866, profite aux grands propriétaires et à la mafia qui, par pression et corruption, obtiennent des biens à bas prix, jusqu'à 10 % de leurs valeurs réelles. 15 000 laïcs connaissent le chômage, religieuses, moines et prêtres se retrouvent à la rue, et les œuvres de bienfaisance (orphelinats, écoles de charité, hospices, distributions alimentaires) ferment. L'hostilité de l’Église vis-à-vis du gouvernement se transforme au fur et à mesure en soutien à la mafia.
25 000 déserteurs entre 1861 et 1863 tentent d'échapper à la conscription et rejoignent des soldats des Bourbons démobilisés et des hommes de mains des grands possédants dans des bandes opérant dans les campagnes. Le brigandage post-unitaire sicilien, moins politisé que sur le continent, profite de la division administrative des forces de l'ordre et de la sympathie de la population qui ne ressent pas de devoir de loyauté vis-à-vis du nouveau pouvoir, les plus pauvres y voyant des Robin des Bois, les plus riches une opposition à un nouveau régime qui menace leurs privilèges.
Île révolutionnaire, sous-administrée, hostile tant à l'autorité qu'au changement, la Sicile devient aux yeux de la droite historique une terre arriérée à remettre de force dans la voie de l'ordre et du progrès. Dès décembre 1860, Cavour écrivait qu'il fallait « imposer l’Unité à la partie la plus corrompue, la plus faible de l’Italie […] [au moyen de] la force morale et, si celle-ci ne suffit pas, de la force physique ». Aussi, l'État décrète-t-il l'état de siège à trois reprises en quatre ans (août 1862, août 1863 et septembre 1866) et promulgue la loi d'exception Pica. Les 120 000 hommes du général Govone, pour qui « on n'avait pas encore achevé de parcourir le cycle qui mène de la barbarie à la civilisation » en Sicile, parviennent à neutraliser la plupart des brigands en 1865, au prix d'une politique de la terreur (arrestations et détentions sans procès, exécutions d'otages, torture, coupures d'eau, incendies…) qui fait 2 500 morts et 2 800 condamnés. Le divorce entre Sicile et gouvernement s'accentue et une nouvelle insurrection mêlant partisans des Bourbons et d’ex-garibaldiens à des bandes de brigands éclate à Palerme en septembre 1866, écrasée après sept jours et demi par la Garde nationale.
Rejetant la politique répressive de la droite historique, la Sicile, par l'apport des voix de la classe moyenne, envoie 42 députés de gauche sur 48 sièges à pourvoir en novembre 1874, anticipant la victoire nationale de la gauche en novembre 1876 (où la Sicile vote à 95 % pour la gauche). Ce vote et les multiples insoumissions populaires antérieures remettent la Sicile au cœur du débat politique et intellectuel. La question méridionale exprime alors la méconnaissance des problèmes du Mezzogiorno par les élites du Nord nourrie par des préjugés antiméridionnaux, et la peur de la droite que les territoires archaïques n'imposent des idées démocratiques ou socialisantes fragilisant de l’État-nation, certains de ses membres proposant de limiter les libertés du peuple pour mieux les affranchir des élites méridionales. En réponse à la question méridionale, le sicilianisme émerge pour expliquer la situation misérable de l'île par les manquements des dirigeants étrangers qui se sont succédé durant des siècles, et dont les Piémontais sont les derniers en date, et justifier l'immobilisme sociétal comme inhérent à la Sicile où « tout change pour que rien ne change » selon le mot célèbre du Guépard de Lampedusa, malgré la contradiction avec l'image d'une Sicile révolutionnaire.
La réforme électorale de 1882 soutient la montée en puissance des classes moyennes faisant évoluer le personnel politique sicilien au détriment des aristocrates de l'île, qui sont 22 au Parlement italien en 1897, puis 13 en 1909, et seulement 5 en 1919. Le corps électoral insulaire passe 49 000 électeurs à la naissance de l'Italie à 254 000 en 1892, mais retombe sous les 166 000 électeurs de 1882 après 1895 et jusqu'à l'adoption du suffrage universel masculin en 1913. Les radicaux, républicains et socialistes rassemblent 39 % des suffrages en 1913 contre 8 % en 1897. Crispi tente de freiner la progression de la gauche en Sicile mais la loi du 10 février 1889 instaure l'élection des maires des communes de plus 10 000 habitants, et élargit le corps électoral à la classe moyenne par l'uniformisation du cens à 5 lires dans toutes les communes.
La Sicile prospère dans les premières années de l'union italienne mais inégalitairement entre l'est et la côte riches de ses vergers et de son coton, et l'ouest appauvri par la culture extensive du blé des latifundia et la misère du peuple de Palerme. Caltanissetta affiche un nombre de meurtres dix fois supérieur à Messine. Les services publics (écoles, tribunaux, prisons, casernes, hôpitaux) se développent et renforcent les villes secondaires, les petits bourgs ruraux subissant un exode au profit des villes de plus de 10 000 habitants et de la côte au début du XXe siècle. Palerme, Messine et Catane regroupent moins d'un cinquième de la population insulaire. Palerme et la Conca d'Oro s'enrichissent avec l'exportation d'agrumes, en particulier de citron, la culture du coton se développe rapidement, et l'ouverture du canal de Suez promet à Palerme et Messine une position commerciale internationale, puisque le tonnage des exportations depuis des ports de l'île quadruple. Les exportations de blé, d'agrumes, de vin profitent de la guerre de Sécession et de la crise du phylloxéra dans le vignoble français. La Banco di Sicilia est fondée en 1867. Le développement industriel de Catane lui vaut le surnom de « Milan du Sud » qui profite à la fois de la richesse de son arrière-pays agricole relié hâtivement au réseau ferré, et de l'essor de l'industrie chimique autour du soufre.
Les villes s'enrichissent de bâtiments publics et privés prestigieux, adoptant l'art nouveau à travers le style liberty, la vie associative culturelle et sportive foisonne dans les grandes agglomérations et les villes secondaires, les bibliothèques publiques et privées ouvrent, la presse et l'édition prospèrent, les universités se remplissent. Pour accueillir les touristes, ouvrent à Taormine le Grand Hotel Timeo' en 1873 et le San Domenico Hotel en 1896 dans un ancien couvent dominicain du XIVe siècle, à Syracuse lhotel des Etrangers à la même époque, à Palerme la Villa Igiea en 1899 et le Grand Hotel et des Palmes en 1907.
Ce développement industriel et économique est soutenu par les deux grandes familles de Palerme, les Florio, représentés par Paolo et Ignazio, puis Ignazio Florio Jr., l'une des plus grosses fortunes d'Italie, et de l'autre côté par les Whitaker, propriétaires de la villa qui deviendra le Grand Hotel et des Palmes, où Wagner dirige à l'hiver 1881-82 son dernier opéra, Parsifal. L'influence des Florio est telle que la presse désigne Palerme sous le nom de « Floriopolis », tandis que la haute société européenne de la Belle Époque afflue dans la ville admirer son opulence. Mais beaucoup des intellectuels siciliens de l'époque vivent hors de l'île : Giovanni Verga, Luigi Pirandello, Salvatore Quasimodo, Vitaliano Brancati, ou Elio Vittorini. L'opulence va de pair avec un système de clientélisme et de fraude électorale importantes, symbolisé par le conseiller régional et député Raffaele Palizzolo, et les premiers échanges entre la mafia sicilienne et la Mano nera américaine amène le policier italo-américain Joe Petrosino à enquêter à Palerme où il est assassiné.
Pourtant l'île doit supporter la nationalisation de la dette du Nord, qui avait permis de financer l'industrialisation du Piémont et de la Lombardie, et souffre d'une fiscalité alourdie. L’État italien sous-investit dans l'île et, faute de capitaux privés, les inégalités économiques se creusent avec le Nord par la politique libre-échangiste qui soumet l'industrie locale à la concurrence étrangère puis par le protectionnisme soutenu par le bloc agroindustriel unissant la bourgeoisie industrielle du Nord et l'aristocratie latifundiaire du Sud, qui affecte les exportations à partir de 1887. Le coût de la vie double durant les décennies 1870 et 1880, sans que le prix du travail n'augmente. De plus, une épidémie de choléra survenue à Naples en 1885 se propage à Palerme.

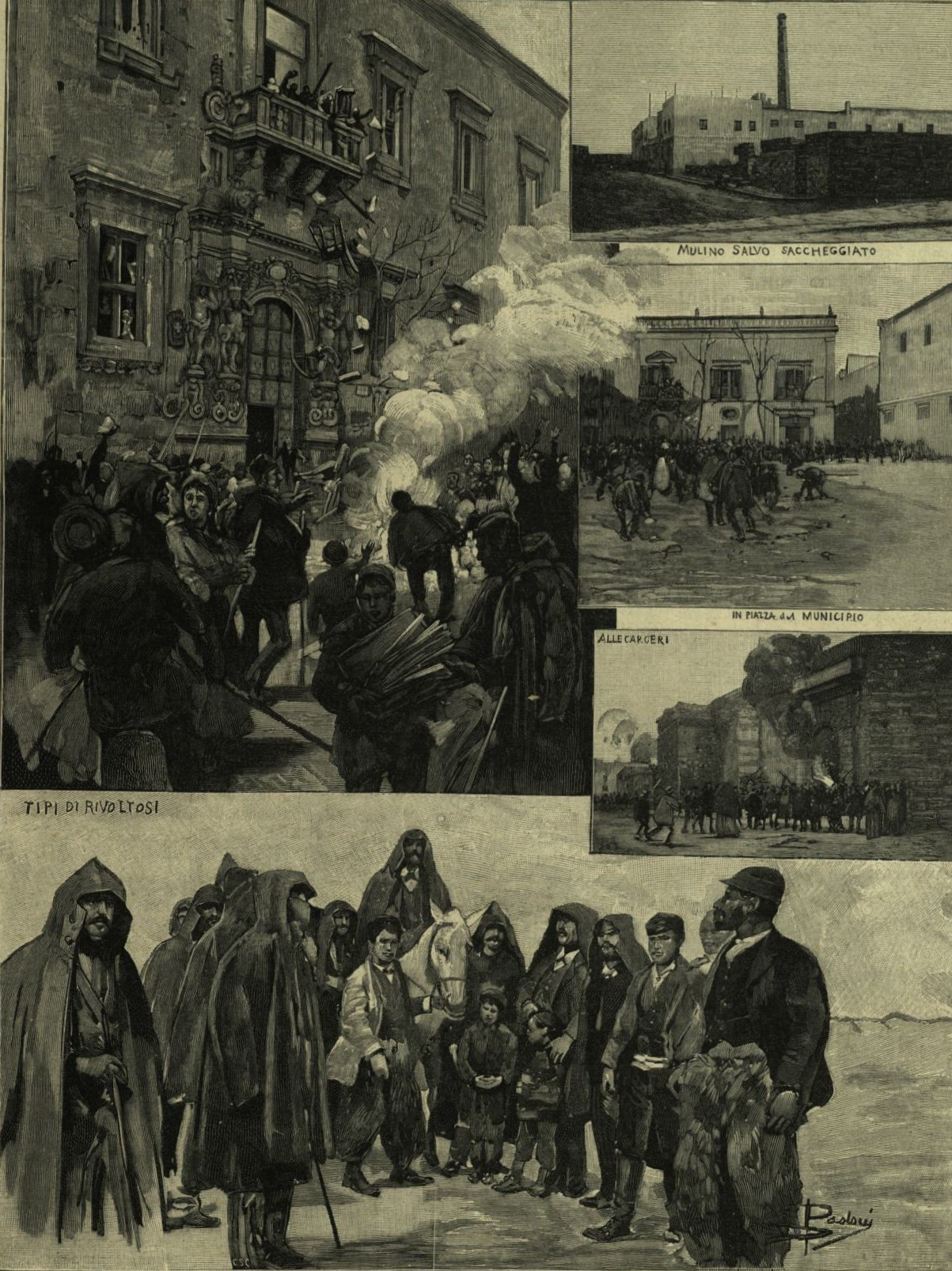
Une de lIllustrazione italiana du 21 janvier 1894 à propos des Faisceaux siciliens : « Le théâtre de la révolte en Sicile - A Mazzara ».

Depuis le Moyen Âge, les agriculteurs vivent dans les petites villes (agrotowns) devenues centres féodaux, religieux puis politiques et administratifs, et se rendent chaque jour sur la place centrale pour se faire embaucher ou dans les champs qu'ils exploitent. Les latifundistes délèguent couramment la gestion de leurs terres, pour trois, six ou neuf ans, à des gabelotti, moyennant redevance en argent, lesquels à leur tour concèdent le plus souvent pour un an ou deux à des paysans la mise en culture, selon deux contrats dominants : le terratico, avec loyer fixe en grains, et la metateria pour laquelle le montant de la location peut aller jusqu'au trois quarts de la récolte. Aussi, les braccianti, journaliers qui forme à la fois la catégorie la plus exploitée et la plus nombreuse des campagnes, sans emploi entre 120 à 150 jours par an en moyenne, tentent de s'organiser contre les gabelotti qui forment une nouvelle bourgeoisie rurale peu favorable au développement économique et au progrès social. Les faisceaux des travailleurs se créent à partir de 1892, ce mouvement socialisant suscitant un intérêt international mais pas de soutien par le PSI car interclassiste et aspirant plus à petite propriété rurale qu'à la socialisation des terres. En réponse aux inquiétudes de l'élite rurale et urbaine, le président du Conseil Francesco Crispi se positionne en défenseur de l'Unité de l'Italie et décrète l'état de siège du 4 janvier au 18 août 1894. Les faisceaux sont dissous sans résoudre les difficultés des ouvriers agricoles et des mineurs de soufre, les projets de réforme du latifundio par Crispi n'aboutissant pas.
Un autre Sicilien, Antonio di Rudinì, succède à Crispi à la tête du gouvernement. Défenseur des intérêts des propriétaires fonciers, il freine la montée en puissance politique des classes moyennes en renforçant le poids des notables. Il crée un poste de commissaire civil concentrant une large partie des pouvoirs de l'État et qui échoit à Giovanni Codronchi.
Si le socialisme est durablement absent de Sicile, un front syndical et réformiste se forme pour tenter de moderniser l’économie et de démocratiser la politique. En réaction, le discours sicilianiste réactionnaire rend responsable des difficultés siciliennes, l’État et le protectionnisme mis en œuvre au profit des industriels et ouvriers du Nord.

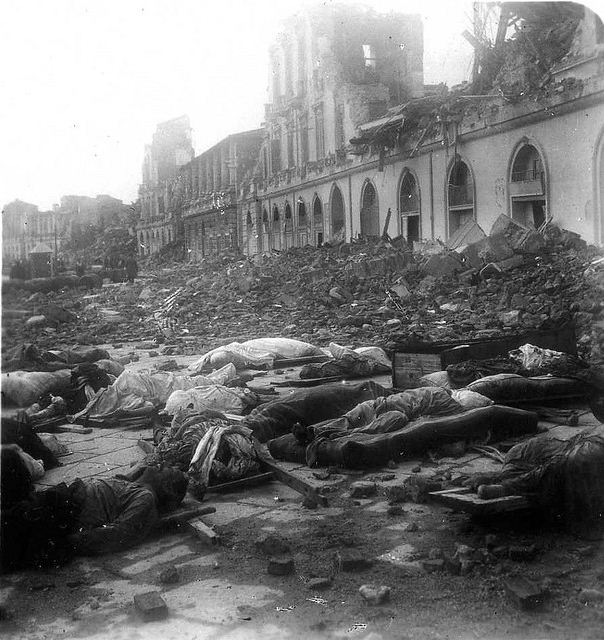
Victimes du tremblement de terre de Messine, en 1908, par Luca Comerio.

La population ne cesse d'augmenter entre 1851 et le début des années 1960, excepté entre 1921 et 1931, alors que l'émigration est la plus forte au début du XXe siècle, notamment dans le centre de l'île : plus de 100 000 départs sont comptabilisés entre 1905 et 1907, 142 000 en 1913. Ainsi, la densité double entre 1860 (93 hab /km²) et 1953 (183 hab / km²), mais de façon déséquilibrée : supérieure à 500 habitants / km² en 1951 au nord de Catane, au sud de Messine et autour de Palerme, elle se situe entre 200 et 500 sur la côté, sauf sur le littoral sud-oriental moins peuplé, et passe sous les 100 habitants dans l'essentiel de la Sicile intérieure. À partir de 1882, les départs sont vers le Brésil, l'Argentine et les États-Unis. Dans les îles Éoliennes, notamment Stromboli, les habitants partent régulièrement vers des territoires plus prospères. Certains villages disparaissent, et les salaires agricoles augmentent là où la main-d’œuvre vient à manquer.
Un tremblement de terre fait plus de 60 000 morts à Messine en 1908. L’État saisit l'occasion de la reconstruction pour prouver de l'avantage de s'inscrire dans l'unité italienne.
L'île au début du XXe siècle reste l'une des bases italiennes des luttes sociales, comme l’Émilie, la Lombardie et la Toscane.
La Première Guerre mondiale entraîne l'arrêt des exportations, une baisse du prix réglementé de la farine et le développement du marché noir. Le Palermitain Vittorio Emanuele Orlando est nommé Président du Conseil le 30 octobre 1917, après la défaite de Caporetto.
Après la Première Guerre mondiale, l'économie sicilienne ne peut résister à la concurrence internationale (soufre américain, agrumes tropicaux, blés nord-américains). Le retour des soldats, ayant partagé de nouvelles idées au front, et d'émigrés prenant leur retraite sur leur île natale amènent des aspirations plus progressistes.

### 1922 - 1944: La Sicile sous le régime fasciste

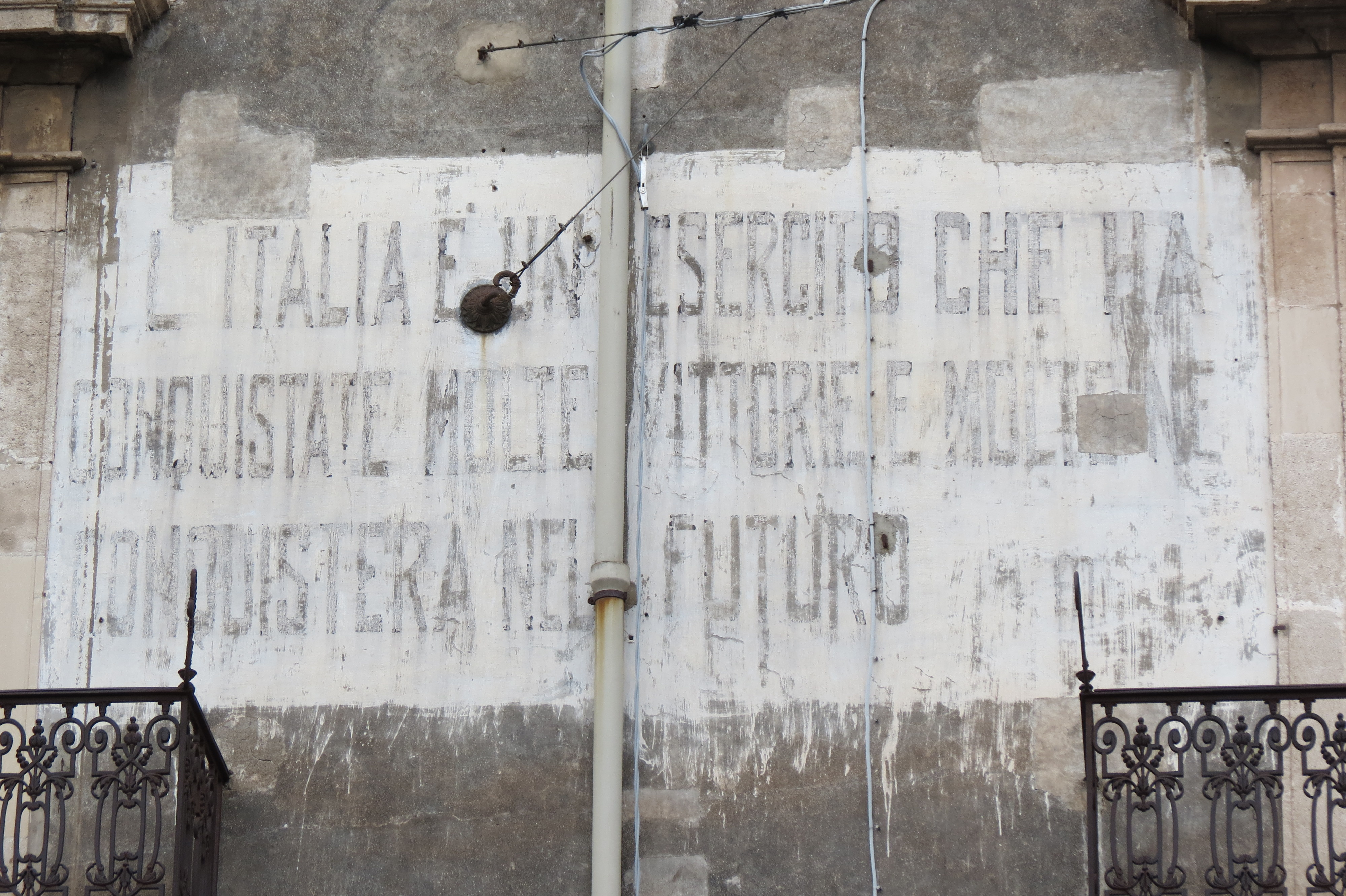
Slogan de l'époque fasciste peint sur une façade d'Acireale, juillet 2020.

Malgré l'importance du philosophe castelvetranais Giovanni Gentile dans la définition du programme idéologique et culturel fasciste, l'adhésion sicilienne au fascisme semble superficielle, sans opposition affirmée ni engouement fort. En 1921, aucun fasciste n'est élu député, en 1924, ils sont 38 sur 57. Une théorie défendue tant par les Alliés en 1943 que par le comte Lucio Tasca Bordonaro, ancien leader des grands propriétaires terriens à la même époque, considère le fascisme comme une idéologie septentrionale imposée au Sud.
La Première Guerre mondiale, la loi d'immigration Johnson-Reed de 1924 et la politique fasciste réduisent drastiquement le phénomène d'émigration massive des Siciliens qui privilégient désormais le nord du pays et dont quelques uns participent à la colonisation de la Libye et de l'Éthiopie, la Sicile devenant le « centre géographie de l'empire » italien.
La période fasciste rééquilibre les investissements publics (42 % vont au Mezzogiorno et à la Sicile entre 1937 et 1940) par des grands travaux routiers impressionnants mais ne répondant pas aux besoins d'un réseau routier secondaire, de l'électrification de l'île, dix fois inférieure au reste du pays, et de celle des lignes Palerme-Messine et Messine-Syracuse restées à voie unique, ou encore de l'adduction hydraulique,.
La « bataille pour le blé » lancée par Mussolini en 1925 ne permet ni d'atteindre une autarcie alimentaire ni de masquer les problèmes économiques et accentue les retards structurels de l'île, enfermée dans une production céréalière plutôt que des cultures à hauts rendements exportables comme arboriculture.
Mussolini s'attaque à la mafia sicilienne en nommant préfet de Trapani en 1924, puis de Palerme le 20 octobre 1925, Cesare Mori, qui s'est déjà illustré dans la lutte contre le banditisme et le crime organisé à Castelvetrano et à Caltabellotta. Usant durant 3 ans et demi de la torture et la prise d'otages, le « Préfet de fer » arrête 11000 personnes, parvient à diviser par deux le nombre de meurtres entre 1923 et 1926.
La bonification agricole fasciste de la Sicile a été ordonnée par la loi du 2 janvier 1940, dans un paysage dominé depuis deux millénaires par les latifundia : parmi les 452 419 exploitations agricoles sur 2 101 000 ha, 2 034 exploitations couvrent alors 591 209 ha et les 64 les plus étendues exploitent à elles seules 119 477 ha. Ce plan ambitionnait de coloniser en dix ans 500 000 ha de terres incultes, de créer 20 000 exploitations familiales de 25 ha, de bonifier 200 000 autres hectares par la construction de routes et d'adduction d'eau, et l'introduction de nouvelles méthodes de culture et des contrats de travail plus justes. Alors que la culture extensive du blé, auquel succèdent les fèves, domine, il vise une diversification de la production (coton, lin, ricin, oliviers, agrumes, betterave, sorgho, plantes médicinales et fourragères). L'électricité doit être acheminée par tunnel sous-marin depuis la Calabre. Mais, à part la création des nouveaux bourgs ruraux peuplés de Toscans, le plan reste inappliqué : au sortir de la guerre, les 87 domaines de plus de 1000 ha couvrent 8,7 % de l'ile (171 000 ha) et ceux entre 200 et 1000 ha occupaient un quart des provinces d'Enna et Caltanisetta, la mécanisation rare, le rendement en baisse,.
Les principaux antifascistes siciliens sont communistes, recrutés parmi les ouvriers de Trapani, Syracuse et Messine. Francesco Lo Sardo, Girolamo Li Causi, Giuseppe Montalbano et Lucio Lombardo-Radice sont condamnés par le Tribunal spécial pour la sécurité de l’État. Parmi les chrétiens du Parti populaire de Luigi Sturzo qui a du s'exiler, la résistance est menée par les représentants de la direction nationale, dont Giuseppe Tupini et Giovanni Gronchi, et par les locaux Mario Scelba et Silvio Milazzo à l'est, Pasquale Cortese, Franco Restivo, Lauro Chiazzese à Palerme, Giuseppe Alessi et Salvatore Aldisio à Caltanissetta, Bernardo Mattarella à Trapani. L'opposition libérale est composée d'anciens parlementaires fidèles à Giolitti et à Croce, comme le trapanais Virgilio Titone et le messinois Gaetano Martino. Le mouvement séparatiste s'oppose également au fascisme au nom du régionalisme, à l'image d'Antonio Canepa. Au début des années 1930, des étudiants créent le Front Antifasciste universitaire, alimentés par les discours universitaires comme le philosophe Gino Ferretti à Palerme s'opposant à l'idéalisme des Gentiliens, et des oppositions naissent entre 1939 et 1942 au sein des groupes universitaires fascistes de l'île. La presse d'opposition compte La Croce di Costantino à Caltagirone, Il Faro à Trapani, Il Popolo à Caltanissetta, L'Opinione à Catane et Primavera Siciliana à Palerme.
La campagne d'Italie débute avec les opérations Husky et Ladbroke, et le débarquement, à partir du 10 juillet 1943, de 450 000 soldats alliés entre Gela et Pachino. Harold Alexander, secondé par Bernard Montgomery et George Patton, mène l'opération contre 315 000 soldats italiens et 90 000 Allemands menés par le général Alfredo Guzzoni et Albert Kesselring. Après une résistance allemande à Catane, et une progression facile à l'ouest entachée par le massacre de Biscari, les Alliés entrent dans Palerme le 22 juillet et maitrisent l'ensemble de l'île après les chutes de Catane (5 août) et de Messine (17 août), et l'évacuation des forces allemandes vers Reggio. L'armistice de Cassibile est signé le 3 septembre près de Syracuse entre le royaume d'Italie et les forces alliées.
Depuis l'entrée en guerre de l'Italie, l'île est isolée, ses exportations sont interrompues, ses importations aléatoires, les denrées rationnées, la mafia est revigorée par le soutien financier des clans américains et le développement du marché noir. Les inégalités entre le Mezzogiorno, théâtre des intenses combats de la libération entre 1943 et 1944, et le Nord qui parvient à conserver 90 % de son potentiel industriel à l'issue du conflit, s'intensifient. Se nourrir coûte trois à quatre fois plus cher dans le Sud, la majorité des denrées étant accaparée par le marché noir.
Le gouvernement militaire d'occupation dirigé par le général Alexander, secondé par Francis Rennell Rodd et Charles Poletti, qui est en place jusqu'au 11 février 1944 et le transfert de la gestion administrative au gouvernement provisoire de Salerne, s'appuie sur le clergé et les notables plutôt que sur les forces politiques, même antifascistes, afin de garantir le calme dans l'île. Le pouvoir des chefs mafieux, non par une volonté délibérée de l'AMGOT, mais faute de personnel politique alternatif, s'en retrouve renforcé,. Les alliés entament une épuration franche, en particulier dans l'enseignement. Les préfets et podestats des grandes villes sont destitués. Un an après le débarquement, 3671 personnes ont été jugées pour fascisme, dont 205 libérées, et 7234 en attente de jugement. Mais l'AMGOT freine cette épuration quand elle touche des transfuges jugés essentiels dans les secteurs de l'économie et de l'administration.

### Depuis 1944: La Sicile autonome
Au sortir de la guerre, l'île, dirigée par un Haut commissaire nommé par le gouvernement italien, est tentée par le séparatisme, à travers le Mouvement pour l'indépendance de la Sicile, mais la création le 28 décembre 1944 d'une commission pour un statut autonome de la Sicile par le gouvernement italien d'Alcide De Gasperi, à laquelle les indépendantistes refusent de participer, la réforme agraire conduite par le communiste Fausto Gullo, et le retour en force des partis de masse, font perdre son importance à ce courant. Initiés par des fascistes laissés en liberté puis grossis par les nationalistes et les mafieux, les mouvements contre la faim et le chômage qui culminent lors du massacre de la Via Maqueda, puis l'opposition à la conscription des « Nonsiparte », alimentent les rangs des séparatistes qui regroupent selon Andrea Finocchiaro Aprile jusqu'à 500000 militants, et causent plus de 60 morts et de 200 blessés en octobre 1944 et janvier 1945,. Le bandit Salvatore Giuliano habille de cette aspiration indépendantiste la défense des intérêts des barons et agrariens craignant les réformes, son soutien à la mafia cherchant à conservant la maitrise du marché noir, puis son appui aux monarchistes.
Le statut d'autonomie régionale est promulgué le 15 mai 1946 puis inclus dans la loi constitutionnelle du 26 février 1948, donnant à la Sicile une liberté plus grande qu'aux autres régions autonomes. Carlo Trigilia souligne dans Sviluppo senza autonomia (Développement sans autonomie, 1992) que paradoxalement l'autonomie juridique n'aura signifié ni autonomie économique (l'île est largement financée par les aides et transferts) ni une autonomie politique, l'idéologie « réparationniste » permettant au personnel politique local de n'avoir à gérer que la manne des subsides nationales au profit de la région, et plus sûrement de leur intérêt et celui de leurs alliés. L'autonomie provoque également un effacement de la Sicile au niveau de la vie publique nationale à partir de 1950.
Les Siciliens votent à 65 % pour la monarchie quand la majorité des Italiens préfèrent l'instauration d'une République. La première assemblée régionale élue en avril 1947 marque la forte progression des communistes dans les agrotowns, la gauche obtenant un tiers des voix, ce qui a pu motiver le Massacre de Portella della Ginestra. Le premier président de l'Assemblée régionale sicilienne est Ettore Cipolla issu du mouvement populiste de droite Fronte dell'Uomo Qualunque.
Par anticommunisme, la Démocratie chrétienne, parti de la classe moyenne, choisit de s'allier aux partis réactionnaires (agrariens, monarchistes, séparatistes, populistes et libéraux) plutôt qu'à la gauche sicilienne, PSI et PCI, plus paysanne qu'ouvrière. Ainsi disparaît la perspective de réformes ambitieuses de l'île que l'autonomie pouvait laisser espérer concernant notamment l’agriculture, les administrations publiques locales et les infrastructures de transports. La DC, et principalement la tendance de Giulio Andreotti, minoritaire au niveau national, domine un demi-siècle de politique sicilienne. Les Siciliens votent traditionnellement à droite, la gauche n'obtenant jamais plus d'un tiers des voix. Pour autant, contrairement au reste du Mezzogiorno, ils approuvent le divorce en 1974 et l'avortement en 1981, exprimant une tradition laïque et d'émancipation des femmes alors qu'en 1966, la condamnation à 11 ans de prison du violeur de Franca Viola qui prétendait l'épouser exprime une aspiration à sortir de la culture du gallismo qui justifie les viols et incestes passés sous silence, les fréquentes violences contre les femmes, le contrôle de celles-ci par la famille et le village, notamment quand le mari est parti travailler hors de l'île sans emmener son épouse.
En application de la réforme agraire de Fausto Gullo, 982 concessions pour 86400 ha de terres incultes (sur 5000 demandes et 900000 ha) sont accordées. Contesté par les grands propriétaires, le mouvement est freiné par leurs actions en justice et les recours aux mafieux qui font deux victimes par mois entre novembre 1946 et avril 1948 parmi les paysans, coopérateurs et syndicalistes, majoritairement communistes. Le front paysan se structure autour des ligues et des coopératives portées par la gauche et par la démocratie chrétienne à la suite du Parti populaire italien. Contre la nouvelle réforme agraire du gouvernement De Gasperi, dix ans après la bonification agricole fasciste, l'assemblée régionale dominée par la droite, adopte le 27 décembre 1950 une contre-réforme moins volontariste, dont la légitimité constitutionnelle est confirmée par la Haute cour régionale. Au moment où l'agriculture occupe encore un actif sur deux, elle se donne trois objectifs principaux : bonification, obligation d'emploi maximum de main-d'œuvre et redistribution foncière qui s'attaque aux latifundia céréaliers de plus de 200 ha (les terres irriguées et vergers ne sont pas concernés), divisés en lots de 3 à 4 ha attribués par tirage au sort à des paysans pauvres sous l'égide de l'Ente per la riforma agraria siciliana (ERAS), qui succède à l'Ente per la colonizzazione del latifondo siciliano faciste. Au terme de son application, en 1962, sur les 115 000 ha expropriés, majoritairement médiocres, 81 832 ont été réattribués à 18 937 exploitants supprimant les baronnies foncières sans pour autant réellement moderniser le secteur. En ajoutant la vente directe de terres, 20 % de la surface agricole insulaire changent de propriétaires durant cette période. Le groupement en coopératives est encouragé par l'Etat mais contrecarré par l'individualisme paysan et la mafia qui, quoiqu'originellement hostile à la réforme, détourne la vente des terres à destination des paysans à son profit. Une nouvelle réforme agraire, portée par le président de la Région, Silvio Milazzo, exproprie au tournant des années 1950-1960, 93000 ha de terres non ou mal cultivées, revendus à des paysans et dont les gains des ventes financent la bonification et la construction d'infrastructures publiques mais n'empêche pas l'inexorable baisse du poids de l'agriculture dans la population active. L'agriculture intensive côtière se développe, à l'image de la Conca d'Oro plantée d'agrumes, d'arbres fruitiers et de légumes jusqu'au sac de Palerme, les vignobles occupent les pentes de l'Etna, quatre cinquièmes du sol volcanique de Pantelleria sont dédiés à la vigne. En 1973, le rendement agricole monte à 15,1 quintaux à l'hectare — contre 12,1 en 1938-1939 et 6,6 en 1945-1947 — la production de coton relancée après guerre passe de 122000 q de fibres en 1955 à 9000 en 1973.

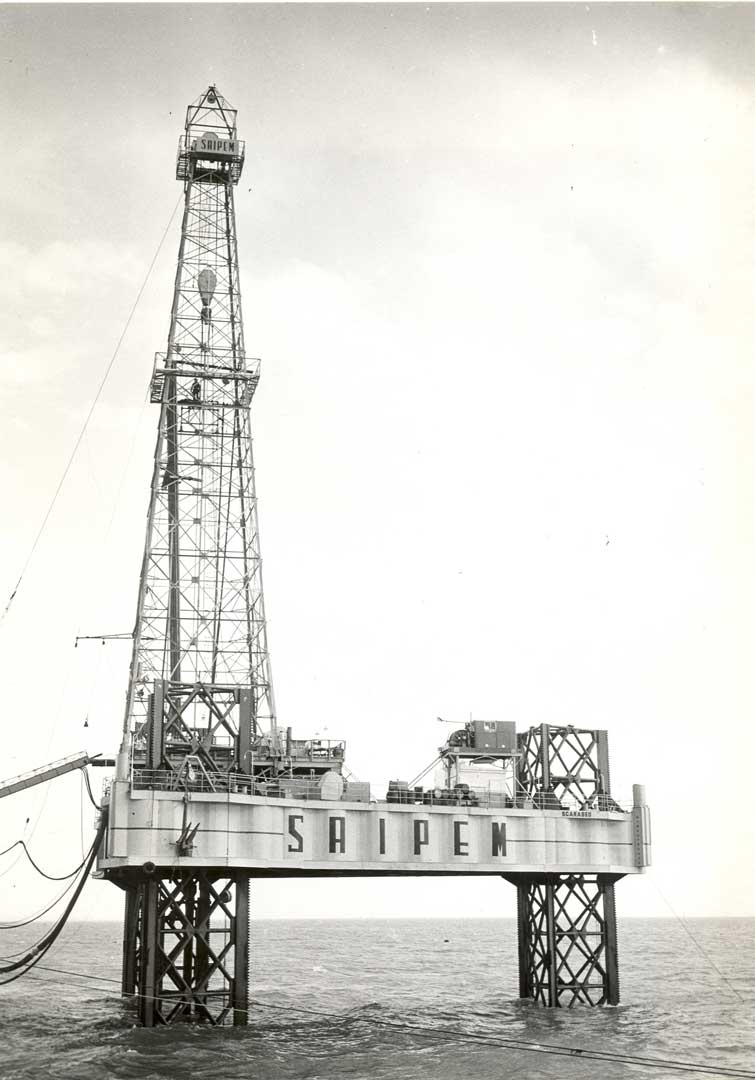
Agip perce en 1959, le premier puits offshore européen au large de Gela, le Gela mare 21 de Saipem.

Le développement industriel est tardif et lent, malgré 280 milliards de lires d'investissement entre 1947 et 1957, majoritairement étranger à l'île. Plutôt que l'amélioration des infrastructures, l’argent public finance le maintien du pouvoir d'achat des familles redevables aux hommes politiques locaux. Organe étatique du principe de réparation défendu par les autonomistes, la Cassa del Mezzogiorno consacre 220 milliards de lires à la Sicile pour l'agriculture, les infrastructures, l'industrie et le tourisme entre 1950 et 1965 (soit 18 % de l'enveloppe globale). À partir des mines, seule activité industrielle traditionnelle qui emploie 10000 mineurs en 1950 mais dont la production de concentré décline de 80000 t en 1966 à 26000 t en 1973, l'industrie chimique se déploie pour transformer le soufre, le sel gemme, la potasse, le gaz (près de Catane) et les hydrocarbures : des raffineries à Géla, Augusta et Milazzo, l'industrie chimique à Augusta-Priolo et à Termini Imerese. La production de ciment se développe également. Augusta devient le troisième port italien en tonnage de marchandises. Mais le pétrole n'enrichit pas la Sicile comme hier le soufre, et après avoir cru de 4 points entre 1961 et 1971, la part de l'emploi industriel stagne à 13 %.
Durant les deux décennies postérieures à la Seconde Guerre mondiale, la population augmente plus rapidement que l'ensemble de la population italienne (11,9 % contre 8 %) du fait d'une baisse supérieure de la mortalité et un fléchissement moindre de la natalité. Le paludisme est vaincu, l'analphabétisme tombe à 16,46 % en 1961 (contre 71 % en 1901 et 40 % en 1941). Mais plus de la moitié des Siciliens des années 1950 vivent dans l'extrême pauvreté, avec un revenu moyen inférieur de 30 % à la moyenne nationale, mais toujours plus haut que le Basilicate et d’autres régions méridionales. Les Siciliens quittent le centre de l'île vers le littoral, bétonné pour le tourisme, l'industrie et de population croissante, les villes croissent, anarchiquement, par l'arrivée des ruraux, une partie des ménages s'enrichit et adopte la consommation de masse dans les années 1960. Le séisme de janvier 1968 met en lumière la vallée du Belice laissée à l'écart du « miracle économique ». Messine et Palerme sont les seules métropoles italiennes à gagner des habitants dans les années 1970 et 1980. L'émigration reprend, vers l'Europe du Nord et l'Italie septentrionale industrialisée : pendant que la population insulaire passe de 4,7 à 4,9 millions entre 1950 et 1960, 386000 Siciliens quittent l'île dans les années 1950, 624 000 dans la décennie suivante. L'économie locale profite des devises envoyées par les ouvriers de l'automobile ou du bâtiment, les mineurs, les commerçants, à leurs familles restées sur l'île qui poursuit sa standardisation italienne, perd progressivement ses spécificités culturelles. L'Association pour le développement industriel du Midi italien analyse en 1989 que « de la société industrielle, [le Midi] a emprunté ses modèles de consommation et les valeurs sociales de la mobilité et du succès, mais pas la structure et l'organisation économique, du moins pas dans la mesure qui aurait permis de réaliser complètement ces valeurs dans la légalité ». Cette « modernisation sans industrialisation » édifie écoles, universités, hôpitaux et musées, sans que l'économie ne puisse financer un fonctionnement de qualité des services publics et ne modifie les bases sociales et civiques.

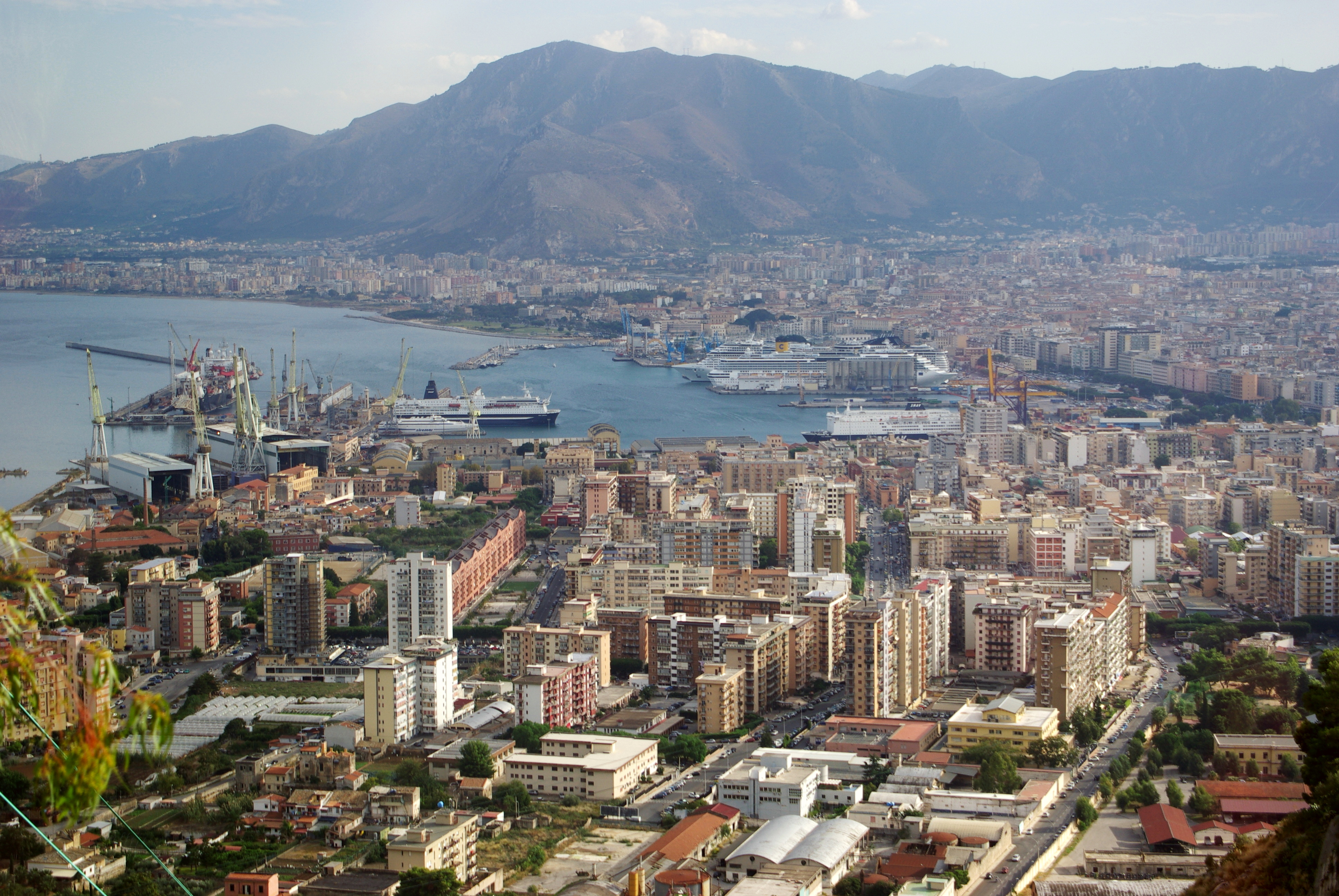
L'urbanisation intense de Palerme après la Seconde Guerre mondiale a enrichi la mafia et les dirigeants corrompus.

La Mafia (Cosa Nostra et Stidda), organisation criminelle socialement enracinée dont la puissance réside dans un réseau clientéliste, persiste. Si la mafia rurale, bras armé du parti agrarien, disparait en même temps que les latifundia qu'elle contrôlait, la mafia urbaine prend la relève de la collusion avec le pouvoir politique à travers le détournement des aides de l'Etat, la fraude aux marchés publics et la contrebande du tabac puis de la drogue. À l'image des frères La Barbera et du clan Greco, elle profite de la spéculation immobilière en accaparant les fonds pour la construction de lotissements et villas, laquelle culmine dans les années 1950-1960 avec le sac de Palerme, mené avec le soutien des élus de l'époque. Elle croît par la malhonnêteté des élites et faute de contre-pouvoir économique influent, puis se consolide dans les années 1980 quand l’État substitue à la stratégie de développement économique une politique publique d'assistance au Mezzogiorno. Active dans le trafic de drogue dès l'époque de Lucky Luciano, la mafia fait de la Sicile un centre majeur du raffinage et de la diffusion de l'héroïne après le démantèlement de la French Connection en 1974, tissant un vaste réseau en Europe et à travers le monde grâce à la diaspora italienne, l'ouverture des frontières et le l'absence de coopération policière et judiciaire internationale.

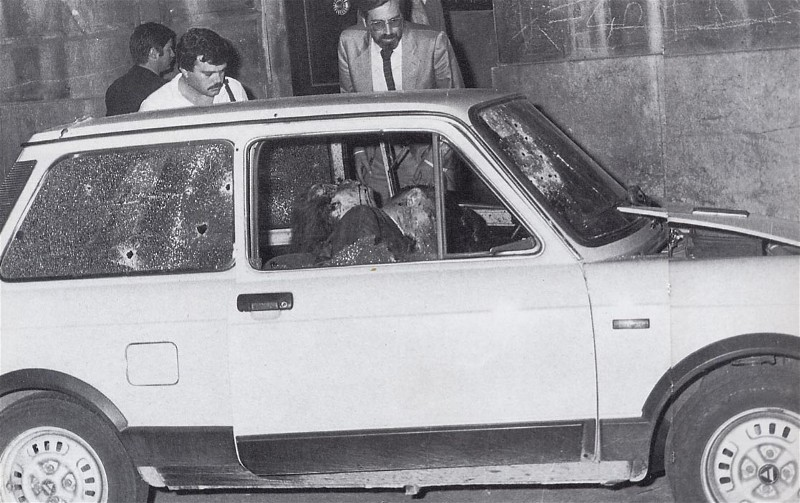
Meurtre du préfet Dalla Chiesa, de sa femme et de l'agent de sécurité, le 3 septembre 1982.

Le compromis historique entre la DC et le PCI, de même que la volonté de certains centristes d'assainir les pratiques politiques, attisent l'hostilité de la mafia qui tue le secrétaire provincial de la DC Michele Reina en 1979 et le président de la région Piersanti Mattarella en 1980. Les affrontements des clans criminels débutés à la fin des années 1960, auxquels s'ajoute une véritable guerre contre l'État, à partir de la fin des années 1970, culminent entre 1981 et 1983 avec la Deuxième guerre de la mafia et l'assassinat du préfet de Palerme, le général Carlo Alberto Dalla Chiesa. En réponse, l’État copie la politique antiterroriste à travers des enquêteurs et magistrats spécialisés qui s'appuient sur des repentis pour détricoter la nature multiple et intimement imbriquée dans le système politico-économique local.
Le parrain Toto Riina, qui mise sur cette « stratégie de la terreur » pour assouplir les lois antimafia, multiplie les assassinats de politiciens, de journalistes, de policiers et de magistrats, jusqu'aux morts des juges Giovanni Falcone et Paolo Borsellino en 1992. Au contraire, ces deux attentats entrainent une réaction populaire sans précédent contre le crime organisé. En mai 1993, Jean-Paul II effectue un voyage en Sicile, lors duquel il s'en prend à « culture de mort de la mafia » et appelle les hommes d'honneur à revenir vers le dogme catholique comme une tribune d'intellectuels catholiques dénonce dans le Giornale di Sicilia « le scandaleux entrelacs entre représentants de l’Église catholique et émissaires du pouvoir mafieux, à travers l’inquiétante médiation des politiciens ». S'ensuivent la levée de l'immunité parlementaire de Giulio Andreotti le 13, l'arrestation de Benedetto Santapaola le 18, mais aussi cinq attentats faisant cinq morts et vingt blessés à Florence, Milan et Rome, commandités par le clan des Corleonesi. Après la création de La Rete de Leoluca Orlando qui prône la lutte politique contre Cosa Nostra en s'ouvrant à la société civile, et malgré une bonne tenue de la DC et du PSI face à l'opération Mains propres, le personnel politique sicilien se renouvelle fortement dans la seconde moitié des années 1990. Si la Mafia se fait depuis plus discrète, elle continue de racketter les entreprises par le pizzo et de noyauter l'économie à travers de multiples appels d'offres truqués, formant un obstacle au développement de la région.

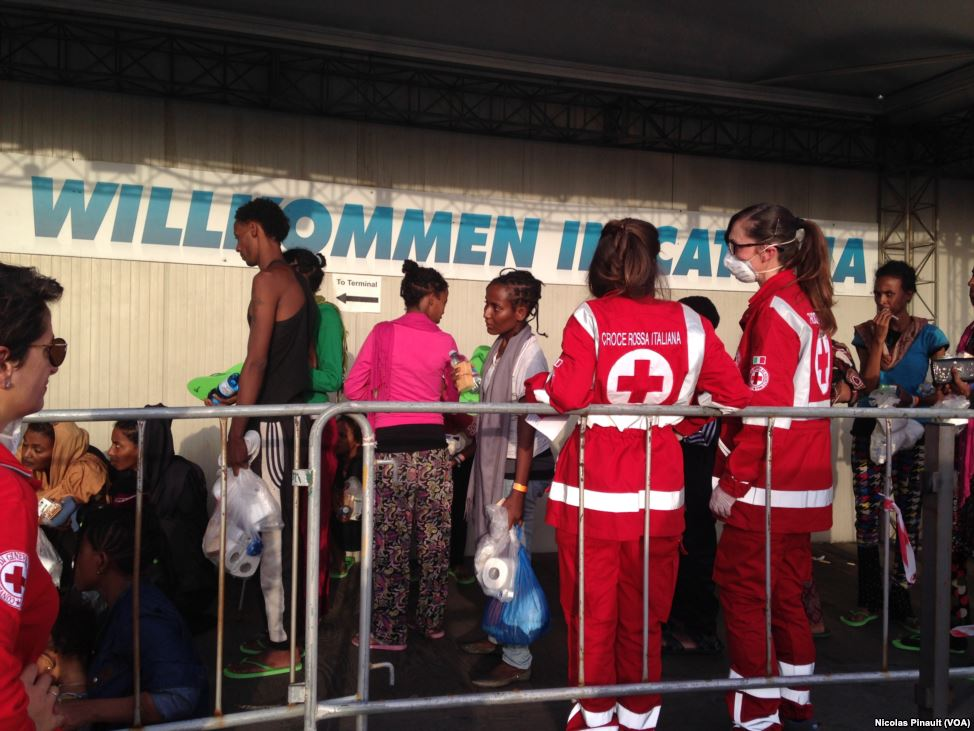
Migrants débarquant à Catane, en 2015.

Traditionnelle terre d'émigration, la Sicile devient au XXIe siècle, une terre d’immigration. L'île de Lampedusa attire régulièrement l'attention des médias par les boat-people de migrants qui y débarquent ou y sont débarqués. La population vieillit (20 % des Siciliens ont plus de 65 ans en 2008, 16 % moins de 15 ans), le taux de chômage est le plus fort d'Italie et frappe surtout les 15-24 ans, les femmes ne représentent qu'un tiers des actifs. L'économie souterraine (corruption généralisée et activités mafieuses) reste fortement intégrée dans l'île qui reçoit de fortes subsides publiques, possède un faible tissu de PME, manque d'attrait pour les grandes firmes privées au profit de la primauté des entreprises publiques autonomes de l’État dont la gestion clientéliste est ruineuse. Aussi l'île semble vivre une « modernisation sans développement » selon le mot d'Alfio Mastropaolo.